# ムシブギョー
『ムシブギョー』（蟲奉行）は、福田宏による日本の漫画作品。『週刊少年サンデー超』（小学館）にて、2009年9月号から2010年10月号まで連載されていた。話数のカウントは「第○陣」。
後に『常住戦陣!!ムシブギョー』（じょうじゅうせんじん ムシブギョー）と題名を改め、 2011年6号から2017年43号まで『週刊少年サンデー』にて連載。基本設定やキャラクターは一部を除いて前作とほぼ同一で、ストーリーは『サンデー超』からの続編ではなく一からリセットされている。

## あらすじ
江戸時代、将軍・徳川吉宗の命により設置された目安箱に寄せられた庶民の声を受けて、「新中町奉行所」（通称蟲奉行所）が新設される。その役目は江戸に跋扈する巨大蟲を駆除すること。享保16年、「死ぬまで勝ち続ける武士」を目指す月島仁兵衛は父月島源十郎の代わりとして市中見廻り組与力松ノ原小鳥の勧誘を受け、新米同心として巨大蟲から江戸を守るため、先輩の同心である「塵外刀」を武器に持つ猛者無涯、発破を用いるくノ一火鉢、凄まじい剣の腕を誇る大罪人恋川春菊、式神を操る少年陰陽師一乃谷天間と共に戦うこととなる。
蟲奉行様救出作戦編（5巻 - 7巻）
夏が過ぎ、八丈島に籠る蟲奉行をかつて無涯が所属していた蟲退治集団・蟲狩が襲撃することを知った蟲奉行所は、仁兵衛ら同心を島に派遣し事態収拾を図る。
紀州隠密道中編（8巻 - 13巻）
仁兵衛ら市中見廻り組の奮闘により蟲狩は退けられるが、その戦いの中で蟲奉行は力を失ってしまう。力を取り戻すべく紀州藩に赴くことになった彼女は、御供に仁兵衛を指名し江戸南町奉行大岡忠相と共に松阪和歌山城へ向かう。一方、紀州には真田幸村とその配下真田十傑蟲が現れ、暴虐の限りを尽くしていた。仁兵衛達はそこでお尋ね者となってしまうが、蟲奉行の力を取り戻すため、そして紀州の人々を救うため無涯達と合流し、真田達との戦いに挑む。
蟲人襲来編（13巻 - 14巻）
大阪から現れた常世の蟲により蟲奉行を奪われた仁兵衛達は大きな「傷」を負いながらも江戸に帰還する。仁兵衛は自分の力の無さに焦り大事なことを見失いかけてたが、春菊達の叱責や守るべきお春の存在により再び立ち上がり、江戸の人々を守りいつか必ず蟲奉行を助けることを決意する。一方その頃蟲奉行がいなくなったことで常世の蟲への歯止めが無くなり、全ての蟲が蟲人に進化し、蟲狩の参謀である鳰紫の策で江戸への大量の蟲人の侵入を許してしまう。
4人組編（15巻 - 17巻）
蟲人の襲来からしばらく経った後、江戸の北郊外に謎の巨大な建造物が発見される。蟲奉行所は各見廻り組との連携を強化するため、市中組の仁兵衛をはじめ武家見廻り組の柳生義怜、寺社見廻り組の瀬ノ川一信、関八州見廻り組の千代丸の4人の新米同心にチームを組ませ建造物の調査のお勤めを下す。仁兵衛達が向かったその建造物の正体は、江戸襲来の際に生き残った3人の蟲人を筆頭に造られた蟻塚だった。
蟲狩編（17巻 - 18巻）
蟻塚の三頭の一人である益荒王兜の蟲人ハギを倒し蟻塚討伐のお勤めを果たした仁兵衛達だが、仁兵衛を蟲狩の仲間に引き入れようとする鳰によって仁兵衛は火鉢や長福丸と共に捕えられてしまう。そこで仁兵衛は自分の母叶が蟲狩の血を引く「常世の巫女」と呼ばれていた人物と聞き、同時に仁兵衛自身のルーツと無涯達蟲狩の過去を知ることになる。
江戸冬の陣編（19巻 - 22巻）
見廻りの途中で仁兵衛達は小鳥に会うために江戸を訪れた蟲人の幹部である大阪五人衆の一人毛利勝永と戦い、その圧倒的な力を前になす術もなく倒される。毛利が去った後、幕府が常世の蟲を討ち取るために大阪城攻略を考えていることを知り、仁兵衛は火鉢や春菊と共にさらに強くなるため源十郎に師事を仰ぎ、上総国での修業を始める。しかしその3週間後、季節は冬となって大阪城への出陣を3日前に控えていた時に、江戸と蟲奉行所を壊滅させるために真田が同じ五人衆である長宗我部盛親と後藤又兵衛と共に約10万の蟲人軍を率いて「江戸冬の陣」の開戦を宣言、幕府も8万の旗本と蟲奉行所に出撃を命じ、江戸の命運をかけた戦が始まる。
常世の蟲編（22巻 - 24巻）
仁兵衛と源十郎の活躍で真田を討ち取り、江戸冬の陣は幕府側の勝利で幕を閉じた。しかし、その戦いで源十郎をはじめとした多くの者が亡くなり、仁兵衛は父を喪ったことを悲しみながらも彼の遺言で月島流剣術新当主として前に進むことを決意する。その2日後、江戸市中の復興の最中に蟲奉行の女中である蟲人ゆずから常世の蟲が蟲奉行と共に江戸に向かっていることを知らされ、仁兵衛達は武蔵国僻地で蟲狩と共に常世の蟲を迎え撃つ。
公家見廻り組編（24巻 - 25巻）
常世の蟲は鳰こと大生部多の策略によって完全復活を果たし、大阪城に帰って行った。圧倒的な力の差を見せつけられ、心身共に疲弊しきっていた市中組だが、唯一仁兵衛だけは「自分と同じ蟲奉行への想いを持つ常世の蟲の笑顔を信じたい」と発言、それを周囲に甘すぎる考えだと笑われながらも皆に少しの希望を灯し、鳰を倒して今度こそ蟲奉行を救い出すことを決意する。後日、公家見廻り組与力土御門雛姫の要請で天間が公家組に加入し公家組が作り上げた陰陽絡繰式神壱与の起動を任されることになり、仁兵衛達は陰陽師の現状と天間の過去を知る。
大阪城編（25巻 - 32巻）
壱与の暴走が止まり天間が市中組に戻った後、雛姫から仁兵衛達に各見廻り組から選出された義怜・一信・千代丸・壱与が加えられた市中組が蟲達との最終決戦である大阪出陣へのメンバーとして決められ、仁兵衛達は長福丸・蜜月・ゆずと共に江戸を出発する。しかし、蟲人を倒しながら大阪へ向かう道中で大阪五人衆最後の一人明石全登の襲撃に遭い、三組に分断されてしまう。それでも何とか大阪に辿り着いた仁兵衛達は紀州での戦いで生死不明になっていた大岡と再会し、彼からこの大阪が常世の蟲によって創られた人間達のいる「人外魔窟の地獄」であることを知る。長福丸と大岡が立てた作戦の元、仁兵衛達は蟲奉行を救うために大阪城に攻め込み、蟲との最後の戦いに挑む。

## 登場人物

### 蟲奉行所

#### 市中見廻り組
月島 仁兵衛（つきしま じんべえ）
声 - KENN、寺崎裕香（幼少期）
本作の主人公。津軽藩最奥の村にある月島流道場の一人息子。16歳。身長165cm。2月1日生まれのO型。
額と鼻筋にある8年前黒い蟲につけられた傷、しめ縄の髪飾り（叶の形見で後述の「常世の巫女」の力を封印するもの）で後ろに一本に縛った足元にまで届くほどの長い黒髪が特徴の少年。赤と白を基調とした着物と黒い袴を着ており、上総国での修業後は矜福に青い線がある白い羽織を身に纏っている。真面目かつ猪突猛進・天真爛漫な性格で思い込みと勘違いが激しく、その上人の話をまともに聞かず勝手に物事を進め、何かと突っ走って無茶をする熱血漢。武士の作法として鞘当てを知らなかったり、馬に乗るのが下手だったりと武士として未熟な面も目立ち、それゆえ周囲からはよく「バカ」と評されるが、同時にその誠実さが高く評価されてもいる。また、｢守るべき人が不安に駆られぬように、武士はどんな相手にも臆してはならない」というポリシーを持ち、どんな相手にも臆せずに立ち向かい誰かを守るためならば自らの身を犠牲にすることも辞さない。常に礼儀正しく、敵や犬猿の仲である義怜を除いて誰に対しても敬語で話し、一人称は「自分」、二人称は「殿」。武士として身分などの上下関係を重んじ、目上の人物には敬う態度を見せる。頭を下げる際は両腕を後ろに振り上げる癖があり、かなりの大食漢である一方、寝る前には必ず服を畳んだりする几帳面な所や、無自覚だが父の影響かFカップ以上の女性の胸に反応する傾向があるなどの年相応な一面もある。本人は人の機微には鋭い方と語っているが、火鉢などから想いを寄せられていることには全く気付いていない。
父・源十郎から受け継いだ「常住戦陣（じょうじゅうせんじん）」（常に身は戦場にある）を生き方の体現としており、刀の刀身による斬撃だけでなく柄による打撃技を含んだ月島流剣術「富嶽三十六剣」を用いて戦う。武器は柄頭の上にさらに柄が付いた独特の日本刀（春菊曰く「なかなか良い刀」だが、作中の戦いで二度ほど折られている）を扱う。痩身だが怪力の持ち主で、100kgの岩を3つ突き刺した棒を用いてよく修練している姿が目に付く。また、毎朝富士山の山頂まで駆け上がり朝日を拝むことが日課であったりと尋常ではない体力を持ち、戦闘では苦戦を強いられることが多いものの途轍もない生命力を見せることもしばしば。上総国での修業後は、速さ・危機回避能力ともに真田とまともに渡り合える実力を身に着けている。
実は蟲狩の血を引く母・叶から「常世の巫女」の力を受け継いでおり、力の覚醒状態では髪の大部分が白くなって残った黒髪が紋様のようになり、前髪が二つの獣耳のように逆立った姿になる。素速さ・力強さ共に通常時をはるかに上回る桁外れな身体能力を発揮する他、髪を巨大な腕のように変形させ複数の相手を締め上げる、無数の大きな針状にして放出する、扇状にして空を飛ぶ「髪の羽」などの人間離れした能力を得る。
8年前、幼少期から父を尊敬し彼と同じ「死ぬまで勝ち続ける日の本一の武士」を目指していたが、津軽藩主の子息のお供として源十郎と共に同行した際に謎の黒い蟲と遭遇（蟲は源十郎が倒したが）し、それに恐怖して藩主の子息に粗相をさせたことで自分が受ける処罰の代わりとして父の左足、そして身分も家も奪うことになってしまった。以降、源十郎に人々を守る武士の道を説かれ、改めて「父を越え、父が誇れるほどの『死ぬまで勝ち続ける日の本一の武士』になる」ことを決意した。
源十郎の代わりとして小鳥の勧誘を受けて蟲奉行所の同心としてお勤めをすることになる。江戸では自分の未熟さや蟲奉行所の猛者達の存在に痛感・感嘆しながらも、無涯を目標、火鉢をライバル、春菊を師匠と定め巨大蟲や蟲狩、蟲人との戦いを経て日々精進している。八丈島における蟲狩との戦いでは圧倒的な戦力差によって戦闘不能に陥る程の重傷を受けて意識不明となったが、蟲奉行の髪を偶然口に含んだ結果「常世の巫女」の力を覚醒させた。当初はこの姿になると白目の無表情になって本人の意識はなく、さらに蟲奉行以外の全てを敵と認識して次第にその表情を歪めて暴走するが、蟲奉行との「江戸の青空を共に見る約束」を思い出したことで正気に戻った。真田との戦いでも常世の井戸で常世の蟲の記憶を垣間見、その際に聞いた常世の蟲の憎悪の声に掻き立てられ再び暴走するが、無涯への強い憧れを思い出し覚醒を保ったまま正気に戻った。これまではしめ縄の髪飾りの封印の力を上回る外因的要因で覚醒していたが、蟲狩に捕われ黒い蟲と再び対峙した際に「常世の巫女」の力を自覚した上で自ら封印を解いて完全覚醒し、内から湧き上がる憎悪の声に苦しみながらもそれを制し見事無涯と共に黒い蟲を退治した。江戸冬の陣では、上総国での修業後に源十郎から叶の形見である「常世の巫女」のみが使える刀「天羽々斬剣」を託される。当初はまるで上手く扱えず、真田に源十郎を斬られた怒りと憎悪で三度覚醒・暴走してしまうが、「天羽々斬剣」に込められた叶の想いの力で刀身を制御し、真田に一太刀浴びせることに成功した。常世の蟲の襲来時には、完全に使いこなした「天羽々斬剣」と自身の刀を合わせた二刀流で蟲奉行を取り戻すために常世の蟲と対峙する。無涯と蟲奉行との連携で常世の蟲を追い詰めていくが、彼の「翅にて空間を自在に操る」能力に一撃で倒されてしまい、鳰に食べさせられた養蟲丸で回復する。常世の蟲への恐怖を体に刻み込まされた中で唯一倒す方法が蟲奉行を殺すことだと言われ激怒するが、鳰や有虚に託される形で蟲奉行抹殺を頼まれ江戸の人々を守るために蟲奉行の元に現れる。そこで蟲奉行の過去を知った後に「天羽々斬剣」で彼女を斬ろうとして彼女の不憫すぎる境遇を想い踏み止まるも、自分の想いとは裏腹に蟲奉行は自ら「天羽々斬剣」で自害したことで初めて人を殺めてしまうが、後に彼女が息を吹き返したことを常世の蟲と共に涙ながらに喜んだ。
大阪城では、鳰によって力を奪われた常世の蟲を目の当たりにし、助けようとしても火鉢や春菊に咎められ止められるが、蟲奉行一人を幸せにしたいという常世の蟲の目的を知る。仏であろうと救う「日の本一の武士」として、また鳰が大嫌いだという理由で常世の蟲を助けることを決め、後者の意見に同意した火鉢達と共に鳰との戦いに挑む。だが成人となった常世の蟲の力を得た鳰の前に「天羽々斬剣」でも「竹光」程度のダメージしか与えられず、逆にしばらくは動けないほどの重傷を負わせられるが、真田を倒した源十郎の月島流奥義「富嶽泰山斬り」に勝機を見出し、明石の犠牲を払いながらも技の使用に必要な鳰の間合と呼吸を観察した。その後、駆け付けた真白の養蟲丸で回復して無涯・有虚と鳰の戦いに参戦し、今までとは一転して静かな闘志を持って把握した鳰の呼吸を読むことで彼の攻撃や嘘を見破り圧倒する。そして無涯と有虚の援護を受けながら月島流の全てを懸けた武士の一振りである「富嶽泰山斬り」を決め鳰の翅の一枚を斬ることに成功するが、それによって鳰を神本来の姿にさせてしまい「富嶽泰山斬り」に必要な間合を潰されて追い詰められ、その圧倒的な力の前に死の恐怖を感じながらも無涯と共に彼に立ち向かう。残り2枚の翅を斬るべく奮闘するも化け物の姿となった鳰の策略によって喰われ、彼の「心世界」へと入り込んでしまう。そこで鳰から「君の剣は千年を生き抜いた自分の信念より稚拙」「目指した夢で人々が喜んでほしいと人生の全てをかけ願ってきた自分と瓜二つ」など自分が信じてきた強さが間違っていたことになる心を折るような言葉を幾度となく浴びせられ、憧れた源十郎の強さの意味も分からなくなり消滅し掛けるも、仲間達の想いを受け取り復活。自分や父の強さの根源が「背中にいる者達を守ってきたから」ではなく「背中にいる者達に支えられてきたから」こそだということを悟り、逆に「心世界」の鳰の心を断ち切ったことで脱出し、現実世界の鳰の弱体化に成功。無涯との連携、そして霊体となった父と母に支えられ、源十郎の技「富嶽泰山斬り」と叶の技「常世の光」の合わせ技で鳰の巨体ごと最後の翅を一刀両断して遂に鳰を倒し、日本に泰平の世をもたらした。
蟲奉行所解散後は、火鉢・お春・蟲奉行の3人全員と所帯を持ち、9児もの子宝に恵まれる。7年後には将軍になった長福丸から蟲奉行（奈阿姫）の代わりとして「蟲奉行」の役職に任じられ、新たに蟲が出現した日本より遠く離れた異国の地に単身渡り蟲退治の日々に明け暮れている。
アニメ版では、真田に意識不明にさせられるも常世の井戸の瘴気により覚醒・暴走していたが途中で元に戻り、蟲奉行の記憶を取り戻した後は真田と一人で対峙し、見事に勝利した。
名前の由来は亡き母・叶の「源十郎の『仁の心』が詰まった剣で健やかで真っ直ぐ育ち、人を慈しむ『仁の道』を歩んでほしい」という願いから。

無涯（むがい）
声 - 寺島拓篤
蟲退治集団・蟲狩の元メンバー（アニメ版では元リーダー）。20歳。身長192cm。8月12日生まれのA型。
両脇から三日月状に大きく飛び出た長い銀髪と鋭い目つきを持つ痩身の男性。黒い甲冑の上に右側だけをはだけた青い着物を纏っている。無口かつ傍若無人な性格で、蟲に対する憎悪から蟲退治をすることを何よりも最優先する。一方で極度の負けず嫌いであり、真田に負けたことを一向に認めないなど子供っぽい所もある。作中ではよく座禅をしてたくさんの動物が集まっている様子が見られ、そのため動物に詳しく中でも隼が好きらしい。その強さは江戸中の人間に知れ渡り蟲奉行も実名で褒めるほどであり、作中世界で流行の歌舞伎の題目「蟲狩の無涯」としても有名である。好きな食べ物は鍋で山育ちなため海魚が苦手。
「蟲退治」のスペシャリスト。切断した蟲の一部を取り込むことができ、長い柄に鎖が仕込まれた異形の大刀「塵外刀」を武器に用いる。真田に破壊された後は兄の有虚の「塵外刀」である滅蟲邪刀「ムシカリ」と共に一つに鍛え直し「塵外刀真打」を完成させた。市中組の最大戦力にして蟲狩の一番の剣の使い手でもあり、蟲奉行所のメンバーの中でも特に優れた蟲退治の腕前を持ち、天下無双の才人と呼ばれるほどの強さを誇るが、これらは蟲と戦うためだけに磨き上げた変則的な戦法であり、統率された兵士などの正攻法には相性が悪い。蟲の毒や幻覚があまり効かない体質であり、人間に変装した霧隠才蔵を匂いだけで見抜いている。
8年前、飛騨高山にある蟲狩の隠れ里・小里村で有虚や妹の空をはじめとした後の蟲狩メンバーと共に平和に暮らしていた。当時は黒髪で兄を制止する立場にある冷静な性格だが、比較的感情は豊かだった。しかし、秦河勝の子孫である自分達を狙った黒い蟲の襲撃によって妹や村人達を殺され、以降蟲を滅ぼすために鳰が見つけた咎神の秘薬を飲んで銀髪の風貌になり蟲狩を結成した。同時に空の残していた書から彼女が鳰の正体を疑っていたことを知り、3年前鳰が果たしたがっていた蟲奉行暗殺に単独で動き、空の考えが正しいかを確かめるため真偽を問い質した。この際に彼女から蟲奉行所が作られた目的を知らされ、常世の蟲を倒してそれを証明するまでの間どんな敵や困難からも蟲奉行を守るという約束を交わしており、彼女に対してはため口で話している。しかし、鳰によって裏切り者のレッテルを貼られて蟲狩から居場所を失い、真実を言おうにも言えずに幕府側についた。
仁兵衛のことを「芋坊主」と呼ぶ。当初はその弱さから使い捨て程度に考えていたが、芯にある強さを示した仁兵衛を後に評価するようになる。当初は仲間を軽視し交流もあまり持たないでいたが、仁兵衛達とのお勤めを経て次第に憎しみとは程遠い感情を抱いていった。蟲奉行から「仁兵衛は蟲狩か?」と聞かれた際何も回答しなかったが、彼の変貌を見た時に有虚と同じ反応をしており、「常世の巫女」の力のことをある程度知っていた模様。江戸冬の陣閉幕直後、父を喪いながらも前を進むことを決意した仁兵衛の成長を察し、ここまで来た彼の実力を認めて「もう芋坊主と呼ぶべきではない」として仁兵衛を名前で呼ぶようになった。常世の蟲の襲来後、真白から「塵外刀」を鍛え直すのに必要な死亡した蟲狩のメンバーの遺骨を渡され、かつての仲間を「塵外刀」を鍛えるために使うことに苦渋の思いで心が凍みながらも完成させた。大阪城では、天間・壱与と後藤の戦いに駆け付け、江戸冬の陣で苦戦した後藤をものともせずに勝利し、そのまま有虚と鳰の戦いに乱入。今まで敵対していた有虚をようやく「兄貴」と呼んで先に死なないことを約束させて互いに和解する形で共闘し、常世の蟲の力を奪った鳰を殺し得る能力を持った自分と有虚との阿吽の連携で追い詰める。しかし、鳰の「守りの翅」によって一気に形勢逆転されるが、回復した仁兵衛が駆け付けたことで窮地を脱する。鳰が神本来の姿になった際には追い詰められていく仁兵衛を助けるため「塵外刀変化」で常世の蟲を取り込み、鳰の圧倒的な力の前に死の恐怖を感じながらも仁兵衛の援護で隙が出来た鳰を宇宙空間まで追いかけて彼の2枚目の翅を斬ることに成功した。翅を斬るにつれ化け物染みた姿となる鳰に圧倒されるが、仁兵衛の奮闘により鳰が弱体化。鳰への無限の恨みと「殺しても殺したりないほどのゲス野郎」でいてくれたことへの僅かな感謝を込めて3枚目の翅を斬り、最後を仁兵衛に繋げた。鳰との決着後、常世の蟲が自身に関するものを全て常世の国に持ち帰ったことで有虚達蟲狩と共に髪の色も元に戻り8年に渡る復讐から解放され、何を目的に生きていけばいいのか分からず呆然となるが、仁兵衛に「一緒に江戸の青空を見上げ、その後に稽古をつけてほしい」と頼まれた。
蟲奉行所解散後は長福丸から家臣としてスカウトされるもこれを断り、有虚ら元蟲狩の生き残り達と共に故郷の小里村に戻って鍛冶屋を営んでいる。

火鉢（ひばち）
声 - 大久保瑠美
火薬の扱いを得意とする忍者一族の末裔。16歳。身長158cmで3サイズはB84（Cカップ）、W57、H87。7月20日生まれのA型。
ツインテールの髪型と、リボンの付いた腰帯に加えミニスカートにニーソックスのような忍装束が特徴の少女。蟲狩との戦いの後の修行後は黒いマフラーのようなものを巻き、上総国での修業後は端に黒い毛皮が付いた薄紫色の外套を羽織っている。下着は白のふんどしを着用。サービスシーンでは仁兵衛が絡むことが多く、火薬玉か拳で制裁を加えている。強気かつ勝気な性格だが、お勤めで紀州に赴いた仁兵衛の身を案じたり、江戸冬の陣閉幕後に父を喪った彼を元気づけたいと考えるなど根は優しい面も窺える。市中組の中でも蟲の生態や蟲に征服された西日本側の事情に詳しく、おにぎりを作っていた辺り料理もできる模様。家族は祖父・弥三郎や妹・いろりの他に医者と花火師である2人の兄（声 - 下崎紘史、下妻由幸）がいる。
「発破」のスペシャリスト。火薬玉を用いた発破で戦う他にも接近戦用の小太刀を使用し、巨大蟲を手玉に取る身軽で高い身体能力を持つ。また、普段着ている上着を凧代わりにすることで空を飛ぶことも可能で、赤い煙を出す煙玉も作っており、苦無による的当ての技術は弥三郎よりも優れている。因みに忍術の流派は「珍宝流」だが、名称が恥ずかしいので他人にはあまり言いたがらない。
紀州藩方面の忍び里の出身。10年前、生活のため忍から別の職に移った人々の暮らす里で、唯一忍者であり続ける祖父に憧れ彼のような忍になる夢を持っていた。しかし、当の弥三郎からは猛反発された挙句、忍の修行を始めてからはそれを時代遅れと周囲に馬鹿にされ、里では誰からも孤立した幼少期を送っていた。
初めてのお勤めの時に無涯に助けられており、彼に憧れを抱いている。当初、無涯の相方として選ばれた仁兵衛には対抗心を燃やしていたが、あるお勤めをきっかけに「ライバル」となったことで少し気になり始め、彼を単なる仲間以上に意識している場面が多く、周囲（主に春菊や蜜月、いろり）にからかわれている。また、自分と同じく仁兵衛に特別な想いを抱くお春・蟲奉行には嫉妬はしていないもののどこか思う所がある様子。上総国での修業において、以前よりも仁兵衛と一緒にいる時間が増えたことで彼の習慣を覚えて誰よりも強くなろうとしたその想いを理解するようになり、自分が仁兵衛に好意を寄せていることを自覚するが、悔しさから当の本人が自分の想いに気付くまで言わないことにした。常世の蟲の襲来時には中尸と対峙するが、その正体が祖父である弥三郎であることを知って愕然とする。大阪城では再び弥三郎と戦い、その圧倒的な実力差と祖父に認められない絶望感から戦意喪失しかけていたが、義怜に「憧れの存在は常に越えるべき相手」と諭され仁兵衛のように「日の本一の忍者」になることを決め、弥三郎に唯一勝る的当ての技と「姫椿」の重ね掛けで勝利した。圧倒的な鳰の力を前に、仁兵衛を失う事への恐怖から戦場へ赴く彼を引き留めようとするが、戦いを終えて仁兵衛が絶対に帰ってくると信じて彼と手を合わせ激励の言葉を送った。
蟲奉行所解散後は仁兵衛の妻の一人になり、彼との間に3子を儲ける。7年後には髪を短くしており、江戸の豪邸にて未だにお春・蟲奉行らとは正妻の座を譲らないなど女の戦いを続ける一方で一つ屋根の下で仲良く暮らしている模様。

恋川 春菊（こいかわ しゅんぎく）
声 - 江口拓也
500人以上の人を斬った大罪人。24歳。身長182cm。12月31日生まれのO型。
身体中に傷跡がある長身の男。頭に布を巻き、上半身が大きく開いた炎の模様があしらわれている黒い着流しを身につけている。上総国での修業後は地肌の上に2本の刀を付けたマントを羽織っている。蟲退治に手を貸す代わりに斬首を逃れており、その経歴ゆえに現在でも彼を恨んだり恐れたりしている人は多い。春菊自身も自分が悪党であることを自覚しており、「悪人は天道を見上げて死んではならない」という考えから自分が大空に仰向けに死んでいたらうつ伏せにしてくれと仁兵衛に頼んでいる。その一方、陽気で飄々とした性格で、いつも酒瓶を携帯し飲んでいるほどの酒豪。口癖は「カカ」。仁兵衛のことを「兄（にい）ちゃん」、無涯を「ダンナ」、火鉢を「姉ちゃん」、天間を「坊ちゃん」、小鳥を「小鳥ちゃん」と呼ぶ。犬が苦手。小鳥には過去に大きな借りがあり、彼には頭が上がらない。
「斬撃」のスペシャリスト。我流による凄まじい剣の腕前を持ち、ろくに手入れのされていない刃こぼれした刀や竹の皮で硬い岩石や蟲の外殻、大砲を易々と斬ることができる。お勤めの際には何本もの刀を持ち歩き、主に二刀流で戦う。その太刀筋の根源は「思想（おもい）」であらゆるものを斬り裂く「意志の剣」であり（毛利曰く「想いの扱い方を人より知っている」）、後述の過去からその技を手に入れた。
元々は大盗賊団「黒蜘蛛組」頭首・左之助の息子にして若頭であり、少年期は心優しい性格から人斬りが出来なかったが、病に侵され死を望む母・お菊を斬ったことで「死こそ救い」と考えるようになり、全ての人を苦しませず一瞬で眠らせる（殺す）ための強さを求めた結果、純粋なまでの殺意とそれに裏打ちされた強さを手に入れた。だが、あまりに人を殺しすぎたせいで本格的に幕府から追われる羽目になって黒蜘蛛組は散り散りになり、2年前に黒蜘蛛組の一員だった松兵衛が大地主を務める関八州北の山深い村に身を隠し、そこで彼の娘である千鶴と出会う。彼女から本来の優しさを見抜かれて自分の手が刀で人を殺す以外でも道があることを教えられ少しずつ人斬りから離れていったが、蟲に襲われていた松兵衛を庇って千鶴が命を落とした際に己の保身しか考えてなかった松兵衛に激昂し、彼を殺害した。その後、千鶴の亡骸を彼女が気に入っていた松の木がある丘に埋めようとしたが、自分を捕えるために待ち構えていた大岡率いる500人の火盗改や町奉行所同心と相対し、小鳥・尾上・白榊の加勢によって捕縛された。その7日後、自分が磔にされる際に現れた蟲から親子を助けたことで小鳥に蟲奉行所に誘われ、彼に千鶴を弔ってもらった恩を返すため、まだこの手が必要とされていたことで蟲奉行所に入った。同時に愛ほど失った時辛く苦しく報われないものはないと知り、自らの手にあるのは怒りと殺意だけだとしている。
その剣の腕の高さから仁兵衛に剣の師匠として仰がれるようになり、誤って火盗改に捕まった際に自分を嫌う他の者達とは違い自分の無実を信じてくれた仁兵衛に心を開くようになる。その後は彼に剣の稽古を付けたりと面倒見の良い一面を見せ、仁兵衛からも「春菊が負けることは無涯が負ける位ありえない」と言われるほど信頼されている。昔の春菊の強さを知る者達からは「ずいぶん丸くなり、以前よりも遥かに弱くなった」といわれていたが、松坂和歌山城の戦いで以前の自分と同じように「死こそ救い」と考える青海・伊佐兄弟に激昂・勝利したことでかつての殺意が再び表面化し始める。後に自分と同じ剣を持つ毛利に敗れたことで彼との因縁が生まれ、大阪城では天守閣最上階にて毛利と再び対峙する。互いに想いで全てを斬り裂く者同士の壮絶な死闘の中で何も守れなかった己への怒りと殺意に呑まれ、毛利に両腕や右脇腹を斬り裂かれ胸を貫かれる致命傷を負わされるが、仁兵衛の呼びかけに応じて正気を取り戻し口に銜えた桜の花びらに込めた「命を懸けて仲間を守る」想いにより、毛利はおろか天守閣の屋根とその上にある巨大な繭をも一刀両断し勝利した。戦いの直後悪党の自分が望む「うつ伏せ」に倒れるが、「自分にとって悪人ではなく、自分達にとって大切な蟲奉行所の仲間だった」と主張する仁兵衛に「仰向け」にされ、彼に千鶴の姿を重ねて笑みを浮かべ仁兵衛に看取られながら息を引き取った。
鳰との決着後は千鶴と同じ関八州北の山深い村にある松の木がある丘に墓が作られた。
アニメ版では、人斬りが出来ず微妙な立場にあった自分を唯一気にかけてくれたお菊が何者かに殺害されたことによって人斬りに堕ちた。当初殺害したのは左之助だと思い込んでいたが、小鳥からお菊を殺害したのは蟲狩だと教えられ、蟲狩に対して並々ならぬ殺意を持っている。99人を斬り殺したことで「九十九斬り」の異名を持った。

一乃谷 天間（いちのたに てんま）
声 - 芹澤優
陰陽道を司る土御門家の流れを汲む御家・一乃谷家出身の陰陽師。11歳。身長136cm。5月10日生まれのAB型。　　
大人しく少し気弱なおかっぱ頭の少年。頭巾のようなものが付いた緑色の大きめの和服を着用している。虫が苦手という弱点を抱えており（巨大蟲はもとより、日常で見かける虫ですらダメ）、さらに暗所・大きな音・狭い所・高所・運動も苦手であるが、「できる子」を自称し周囲には隠している（サンデー超版とアニメ版では仁兵衛の助力もあり、ある程度克服している）。また、戦闘でも表面上は平静を保っていても内心では臆病でビビっていることがある。蟲人の一件以降、モコ太の覗きに巻き込まれたことを切っ掛けに火鉢の妹であるいろりに好意を寄せているが、当の本人からはそのことで軽蔑された挙句（後に誤解は解けたが）彼女は仁兵衛を慕っているため仁兵衛を羨ましがっている（というより嫉妬している）一方、親の顔を知らない者通しで自分の理想の人物だと信じていることには共感を抱いている。
「防壁」のスペシャリスト。無尽蔵な術力で式神を操ることができ、蟲との戦闘では二体の紙人形の式神「為吉（ためきち）」「末吉（まつきち）」を巨大化させて戦う。反面、天間本人は心身共に未熟なため、集団戦では後方支援に徹している。修行後は「為吉」は早さ、「末吉」は力が三日三晩両親の手で強化され、大きな折り鶴に乗って空中を移動している。
土御門家の血筋の中でも唯一の術力を持つ子供として生まれ、お家再興の希望として担ぎ出されて3年前に蟲奉行所に入ったが、他のメンバーと比べて名が挙がらないことで本家からは冷遇されている。物心つく前から両親（声 - 下妻由幸（父）、若林彩子（母））は自分を見捨てて逃げ出し蟲に食い殺されたことで一度も会ったことが無く、祖母の棗の「両親は生きていて一族のしきたりで会えないことになっている」という嘘によりお勤めを果たしていつの日か出会うことが彼の原動力となっている。幼少期は小さな式神も操れない「一」だけのごく些細な術力しかなく、修行途中で見つけた五行太極暗法に手を染め、一族の主達によってそれを何度も繰り返したことで現在の「百」の術力を手にしたが、その代償で体内の気脈もボロボロになり、20歳まで生きられない体になってしまった。
常世の蟲との戦いの後、雛姫によって公家見廻り組に所属することになり、彼女から陰陽絡繰式神・壱与の起動を任され術力を送り込むが、朝廷の官吏のねぎらいから両親が自分を捨てて死んだことを知り、その悲しみから増幅した術力で壱与を暴走してしまう。しかし、雛姫から「為吉」「末吉」を棗が作ったことと彼女に愛されていたことを知らされ、棗に自分の一番大事な人になってほしいと約束して壱与の暴走を止め、騒動後市中組に戻った。大阪城では、壱与と共に大阪城外で黒い蟲の相手をしていたが、そこに現れた後藤と対峙。彼の防御力の前に一切の攻撃が通じず、さらには術力が尽きかけてきたことで五行太極暗法で打った点穴から血が噴き出して自らの残り少ない寿命を削ってでも戦うことを決意し、壱与との決死の連携技で一矢報いるも倒すには至らず「為吉」「末吉」も破壊され追い詰められるが、駆け付けた無涯によって助けられた。
蟲奉行所解散後は、残り少ない余生を人助けに費やすべく、壱与と新たな式神「朱雀（すざく）」「青龍（せいりゅう）」を伴い全国を行脚している。身長も伸びて立派な青年になり寿命が近づいている故に常に吐血に苦しめられるも、「楽しく一生懸命全力で生きる」ことを胸に己の死に悲観することなく前を向き続けている。

松ノ原 小鳥（まつのはら ことり）
声 - 宮野真守
市中見廻り組与力。松ノ原道場の一人息子。26歳。身長176cm。11月23日生まれのAB型。
眼鏡を掛けて黒い羽織を身に纏い、大きな鳥の嘴のような形の独特の髪形をした男性。主に市中見廻り組の事務を担当しており、自らが蟲と戦うことはない。穏やかな性格だがそれゆえか何かと気苦労が多く、特に他人に対する興味が希薄な同心（仁兵衛以外の4人）の扱いには手を焼いていたが、そんな4人の心を開いていき、日々成長していく仁兵衛に期待を寄せている。蟲人が西日本を征服している情報を隠しており、それに近づいた長福丸には詮索しないよう釘を刺している。俳句が趣味。
江戸随一と言われる松ノ原道場の剣術「花鳥風流（かちょうふうりゅう）」の使い手で、特に居合い術は「神業」と評されるほどの腕を誇る。勘の良さと最小限の動きだけで相手の隙を作り、それによる柔軟かつ自由奔放な剣を得意とする。かつては「神童」と呼ばれており、大岡を含め剣を志す者達の羨望の的と言われていた。蟲狩の一人・戒汝を単独で仕留めるほどに戦闘力は高く、アニメ版では蟲人の二人を一瞬で斬り殺している。また、刀傷を見ただけでどの剣術によるものかを見抜く慧眼の持ち主で、気を当てるだけでも人斬りだった頃の春菊を怯ませるほど。
快活な気性と天賦の才で10歳時には父親に勝って師範代になり、12歳時には御前試合で江戸一の腕前と称されるなど天才的な剣の腕を誇っていたが、一度も努力せずにいたことで自分の実力に慢心しており、3年前に受けた幕府の命で蟲の生態と動向の調査、常世の蟲の討伐のために大阪遠征に参加し、そこで道場の門下生と徳川兵を毛利によって全滅させられる。自身もまた初の敗北を喫し、仲間の仇を取るために努力して強くなることを誓うが、その際に右腕に負った傷でまともに刀も持てない状態になってしまい、剣の道を断たれることとなった。
自分と似た家庭環境で育った仁兵衛には当初こそ内心では「稚拙で幼稚な剣の実力」と称していたが、一度の努力も出来なかった自分と違って誰よりも強くなろうとし、皆から全てを託されるほどの武士に成長した仁兵衛に次第に憧れるようになった。大阪城では、仁兵衛を常世の蟲に到達させるため因縁ある毛利の相手を務め、相手の苦手な部分をあぶり出す形で追い詰めるが、蟲の能力を発揮した毛利に右腕を斬り落とされる重傷を負う。それでもなお戦意を失わず足止めしようとするも、常世の蟲の異変を感じた毛利に勝負を中断された。
蟲奉行所解散後は、江戸の松ノ原道場を継いで弟子達に剣を教えている。

#### 武家見廻り組
尾上 影忠（おがみ かげただ）
声 - 乃村健次
武家見廻り組与力。
丁髷頭で顎鬚を生やした大柄な男性。黒い羽織と南蛮胴に身を包んでいる。武骨な性格で、武家組同心全員に指示する高い統率力を持つ。当初は白榊と同じく市中見廻り組を見下していたが、無々節の一件で市中見廻り組の矜持を示した仁兵衛を認めている。
身の丈ほどもある大鉈を武器に用いて戦い、巨大蟲を一刀両断する「豪剣」の使い手。後に指南役となった源十郎から月島流剣術を学んでいる。
蟲奉行不在を狙った巨大蟲の侵攻を食い止めるために江戸に残るが、力及ばずに部下が全員行動不能に陥り、彼らを休ませ自身の重傷を押して戦い続けた。江戸に蔓延っていた巨大蟲を全て切り伏せた源十郎を「剣聖」と称えた。その後、蟲人達が江戸に襲来した際には修得した月島流剣術でハギを撃退した。
江戸冬の陣では、100名の武家組を率いて4万の徳川軍と共に江戸北西部で4万2千の蟲人軍本隊を迎え撃つ。無涯が江戸西部に向かった後は他の与力と共に真田・十蔵と対峙するがまるで歯が立たず、徳川軍共々全滅の危機に陥るが、修行を終え駆け付けた仁兵衛と源十郎のおかげで窮地を脱する。江戸冬の陣閉幕後、源十郎や室達の弔いの際に仁兵衛の実力が自分や白榊、獣左よりも遥かに強く、その腕は無涯に匹敵すると吉宗に報告した。常世の蟲の襲来時には、武家組を率いて町人を即座に江戸の外へ退路を用意する役割を担う。大阪出陣ではその指揮能力から江戸防衛を務め、江戸では出現した「蟲の柱」と対峙した。

柳生 義怜（やぎゅう ぎれい）
武家見廻り組同心。代々将軍家の剣術指南役を務めていた御家流・柳生家出身の武士。
襟足を後ろで束ね、片側に飛び出たアホ毛を持つ少年。真面目かつ冷静で旗本とぶつかった際に先に謝る礼儀正しさを持つものの、ややプライドが高くお勤めの際にも手柄を立てるために一人で行動することを好む。女性に対しては何かと厳しい言動を取るが、お春の胸を見た際に顔を真っ赤にするなど実際にはかなり純情な性格。一人称は「俺」。同心の中でも次期武家組与力として一目置かれており、室鳩巣からは「柳生の子倅」と呼ばれる。
「後の先」（相手より後に動いているのに先に技が当たる）が特徴である殺人剣にして活人剣「柳生新陰流（やぎゅうしんかげりゅう）」の使い手。なめらかで無駄がない太刀筋を持ち、隙がない確実な一撃を繰り出す。武器には脇差も用いる。
自身が免許皆伝の腕を持つ柳生新陰流に誇りを持っており、剣術指南役だった柳生家当主の父親が役職から外され源十郎が新しい剣術指南役になったことから、月島流とそれらの顛末の原因となった仁兵衛を敵視している。以降、仁兵衛や源十郎を倒し、父の跡を継いで誰もが認める剣術指南役になることを目標とする。
仁兵衛・一信・千代丸との4人組による蟻塚調査の任務に武家組の代表として抜擢される。仁兵衛とはとことん犬猿の仲で、蟻塚侵入後は彼や一信と分かれて千代丸と行動し、食糧庫で三頭の一人であるハギと遭遇。彼の怪力と防御力に苦戦するも、薄皮一枚の傷口を突き心技体を乱させ勝利した。その後、千代丸と分かれて仁兵衛と共にオバナと対峙、当初は互いにいがみ合っていたが結果的にそれが相手の動きの先の先を取ることに繋がり、オバナを撃破した。ハギとの二度目の戦いでは自身の刀と引き換えに再び彼の心を乱した。
江戸冬の陣では、与力達の命で一信・千代丸と共に江戸東部の長宗我部率いる2万の蟲人を迎え撃ち、彼の能力に圧倒されるが修行を終えて駆け付けた仁兵衛たちに助けられる。大坂出陣では、江戸冬の陣での活躍から大坂攻めのメンバーとして選ばれた。大坂への道中、明石全登との戦いで壱与の攻撃により川へ転落し、火鉢に助けられた際に彼女に惚れた様子。大阪城では火鉢と共に彼女の祖父である弥三郎と戦い、精神的に折れかかっていた火鉢を「憧れの相手と戦えることは仁兵衛なら絶対大喜びする」と支え、弥三郎に勝利した後に内心では仁兵衛に憧れるようになっていたことを語っていた。

#### 寺社見廻り組
白榊 夢久（しらさかき ゆめひさ）
声 - 小林親弘
寺社見廻り組与力。
青紫色の直衣を身に纏い、頭に巻いた布で一本にまとめた長髪の優男。紀州での戦いの後は白い毛皮を首に巻いている。自分より身分の低い者を徹底的に見下す嫌味な性格だが、寺社見廻り組の同心を心から信頼し未那蚕との戦いでは彼に格下とみられたことよりも同心を愚弄したことに怒った（本人曰く「誰か（仁兵衛）に似てしまった」）。酒に弱い。一人称は「我」で、笑い方は「ホ、ホ、ホ」。大量の金子を所有しており、それで寺社組の戦力を強化している。
刃を仕込んだ扇と長銃「叢雲（むらくも）」を武器に用い、舞うように戦う。後に「叢雲」を一信に譲り、自身は「舞」を一から学び直して刃を仕込んだ2つの扇を武器に用いている。
市中見廻り組のことも「下賤共の吹き溜まり」と毛嫌いしており、蟲奉行が御籠りで不在になった隙に緊急動議をかけ解散させている。その後は市中組（主に仁兵衛）を雑事にこき使うものの、無々節の事件から市中組のあり方を認めるようになる。八丈島付近の海上における蟲狩との戦いでは、未那蚕に圧倒されながらも同心達と共に一矢報いることに成功した。猿飛の襲来には「豪大砲」を持ち込んで戦うも通用せず返り討ちに遭うが、「富嶽鉄槌割り」を修得した仁兵衛に助けられた。その後、蟲人に通用するまでに銃器を強化し、蟲人達が江戸に襲来した際にはオバナを撃退した。
江戸冬の陣では、100名の寺社組を率いて江戸北西部で伏兵である5千の蟲人軍を迎え撃つ。その後、江戸東西の異変に気付いた無涯に戦いを託され他の与力と共に真田と対峙するがまるで歯が立たず、徳川軍共々全滅の危機に陥るが、修行を終え駆け付けた仁兵衛と源十郎のおかげで窮地を脱する。他の与力共々重傷と疲労から戦いを見守ることしかできず、1万8千の蟲人を薙ぎ払うまでに成長した仁兵衛の実力に驚愕していた。常世の蟲の襲来時には、寺社組を率いて怪我人と食料の移動を始め、情報伝達の人員を配置する役割を担う。大阪出陣ではその指揮能力から江戸防衛を務め、江戸では出現した「蟲の柱」と対峙した。
サンデー超版では仁兵衛に助けられ、共闘してからは彼に対しては友好的に接するようになる。サンデー版ではこの設定は長福丸に移管されている。

瀬ノ川 一信（せのかわ いっしん）
寺社見廻り組同心。元僧侶。
坊主頭が特徴の男性。白榊から僧籍のまま同心にスカウトされた身ではあるが、お勤め前に宿で女中とふれ合い皆に酒を振舞い色恋沙汰にも興味津々であるなど開放的な性格である。蟲奉行所で蟲の生態を学んだため蟲人が築き上げた蟻塚にもある程度の知識を持っている。一人称は「俺」で、丁寧な口調で話す。自分を寺社組に誘った白榊を尊敬し、彼からも信頼を寄せられている。
白榊の「叢雲」を対蟲人用に鍛え上げた強力無比な鉄砲「雷火（らいか）」を武器に用いる。僧でありながら白榊に銃の扱いを教わっており、四十間（約72m）という遠距離から蟲人の頭部を正確に撃ちぬく程の射撃の腕を持つ。江戸冬の陣では新しく作ってもらった「叢雲」を用いており、威力が強化された分反動も大きい。
僧侶だった頃は祈ることで死者の魂を極楽浄土へ導けると信じていたが、巨大蟲に殺され人としての尊厳を蹂躙された者達の前では自分の祈りは無力であると悟る。そんな時に蟲退治に来た白榊と出会い、この世から蟲を消し去り「死者を極楽に導く」という僧としての役目を取り戻すために死者に祈ることを止め、寺社組に入った。
仁兵衛・義怜・千代丸との4人組による蟻塚調査の任務に寺社組の代表として抜擢される。4人の仲を何とか取り持とうとするが、仁兵衛と義怜の衝突を止められず苦労する。蟻塚侵入後は仁兵衛と行動し、そこで菌園に入りキノコの菌を育てるため苗床にされた多くの人を目にする。その際に既に「しかばね」となった者達を助けるか否かで一度は仁兵衛と仲違いするが、道中で三頭の一人であるキキョウと対峙し、多くの人の命を蔑ろにした彼女に仁兵衛と共に怒りキキョウの蛾の特性を利用して撃破した。ハギが成虫となって巨大化し蟻塚を破壊した際にはその残骸に体を押し潰され重傷を負い、仁兵衛達に「しかばね」となった自分を見捨てるように言うも、逆に「キキョウとの戦いの時の憤りが本物ならここで死んでる場合ではない」と諭され助け出された。ハギとの戦いでは「雷火」と引き換えに彼の足を貫き反撃の隙を作った。
江戸冬の陣では、与力達の命で義怜・千代丸と共に江戸東部の長宗我部率いる2万の蟲人を迎え撃ち、彼の能力に圧倒されるが修行を終えた仁兵衛達に助けられる。大阪出陣では、江戸冬の陣での活躍から攻めのメンバーとして選ばれ、大阪城では千代丸・蜜月と共に長宗我部（の分身体）と戦った。

#### 関八州見廻り組
犬方 獣左（いぬかた じゅうざ）
関八州見廻り組与力。
黒い毛皮が付いた紫色で虎模様の羽織を着た野性的な風貌の男。見た目に違わず豪快かつ野性味溢れる性格で、蠅がたかっているほど体臭が臭い。関八州組の同心達が皆殺しにされた時は怒り狂い、蟲人の大群を撃退した後は仇を取れたと泣き叫んでいた。千代丸を溺愛しており、4人組の任務の際には自らも付いて行くと迫る程に心配していた。実は白榊や尾上より高い身分の家柄だが、会議などにおいては目上の相手に敬語で喋るのは苦手な模様。
仁兵衛に「獣」と称されるほどの敵の攻撃をかわす優れた動体視力とバネのように強くしなやかな筋力を持ち、両手に装着した鉄爪で引き裂き抉るなど接近戦を得意としている。
蟲人襲撃の際には同心達の羽織を着たムカデの蟲人と戦う仁兵衛に加勢し、彼と共に蟲人を倒した。お勤め終了後、市民に一切の犠牲者がいないことを知り同心達の犠牲が無駄にならなかったことに号泣し、仁兵衛と泣きながら意気投合していた。
江戸冬の陣では、関八州組と100名の武家組を率いて江戸北西部で伏兵である5千の蟲人軍を迎え撃つ。無涯が江戸西部に向かった後は真田・鎌之介と対峙するがまるで歯が立たず、徳川軍共々全滅の危機に陥るが、修行を終え駆け付けた仁兵衛と源十郎のおかげで窮地を脱する。常世の蟲の襲来時には、寺社組と共に怪我人と食料の移動を始め、情報伝達の人員を配置する役割を担う。大阪出陣ではその指揮能力から江戸防衛を務め、江戸では出現した「蟲の柱」と対峙した。

千代丸（ちよまる）
関八州見廻り組同心。獣左の相方。
外見は赤紫色の着物の上に「八」と書かれた肩当てと草摺を着用し、頭巾を被り手袋を付けた小柄な可愛らしい少女であるが、獣左とは対照的に無表情で口数が少ない。関八州組の同心なのだが、与力である獣左には厳しい面がある。暑苦しい獣佐に対して度々肉体的指導を行うが彼を深く信頼しており、いつまでも支えていくと心に決めている。また、複雑な蟻塚の全道順を把握するなど高い記憶力を持ち、以外にも恋愛事も大好きらしい。
身の丈の何倍もの大きさの赤い十文字槍を武器に用いる。「紅槍の千代丸」の異名を持ち、小柄な見た目とは裏腹に蟲人の腕だけを的確に貫いたり、十文字槍を走高跳の要領で使って飛んだりなど自分の身体のように扱う高い戦闘力を有する。
蟲人襲撃の際にはムカデの蟲人に捕らわれた江戸の人々を傷つけることなく助け出した。その後、仁兵衛・義怜・一信との四人組による蟻塚調査の任務に関八州組の代表として抜擢される。蟻塚侵入後は義怜と行動し、彼がハギを倒した後は捕われた者達を避難させるため義怜と別れ彼らの先導役を務めた。その後、ハギが成虫になったと同時に蟻塚に戻り、崩壊した蟻塚から生き残った蟲人に襲われそうになった仁兵衛達を助けた。ハギとの二度目の戦いでは囮になり、十文字槍と引き換えに仁兵衛達を援護した。
江戸冬の陣では、与力達の命で義怜・一信と共に江戸東部の長宗我部率いる2万の蟲人を迎え撃ち、彼の能力に圧倒されるが修行を終えた仁兵衛達に助けられる。大阪出陣では、江戸冬の陣での活躍から攻めのメンバーとして選ばれ、大阪城では一信・蜜月と共に長宗我部（の分身体）と戦った。

#### 公家見廻り組
土御門 雛姫（つちみかど ひなひめ）
公家見廻り組与力。陰陽師総本家・土御門家当主。
薄紫色のボブカットヘアに八重歯と公家眉が特徴の細身な女性。烏帽子を被り赤い下駄を履いている。周りの者を「うすのろ」と称す高飛車な性格で、大声で命令して相手を無理矢理従わせる圧力を持ち、火鉢からは「体育会系というより軍隊系」と称されている。その立場上、小鳥からは快く思われていないが、本人は「私好みの良い顔」と気に入っている。同じ陰陽師として天間のことも知っており、拙いながらも良い人材と高く評価している。
戦闘時には折り紙の箱の形をした式神「蜚廉（ひれん）」を江戸城よりも巨大化、頭と顎に角があり翼と蛇の形をした尻尾を持つ怪物に変形させ、そこから放つ風の技で戦う。ただし、これは公家組詰所にいる100人もの同心・陰陽師達に術力を送り続けてもらい尚且つそこに張り巡らせた術式とカラクリを用いることで日に一撃分使役することが出来る。
江戸冬の陣では、長福丸及び吉宗の要請を受けて帝の命により江戸城に現れ、江戸城前で長宗我部や後藤率いる蟲人軍と戦う市中組と蟲狩を援護した。常世の蟲の襲来時には、「蜚廉」の力で江戸の西に防壁を作り出し、蟲の侵攻を防ぐ役割を担う。常世の蟲との戦いの後、吉宗から江戸防衛の任を授かり、その要として壱与を起動させるために天間を市中組から引き抜いた。大阪出陣のメンバーの選出も任されており、他の見廻り組の同心達を加えた市中組に攻めを託し、自身は壱与の抜けた穴を埋めるため江戸防衛を務める。江戸では他の見廻り組と共に上尸と同じ仮面を被った謎の敵軍と相対し、一体化・巨大化したそれらと対峙した。

壱与（いよ）
公家見廻り組与力。朝廷の命で作り上げた公家組最高傑作である陰陽絡繰式神。
二つ結びの髪型で地肌の上に甲冑を身に纏った女性の姿をしている絡繰人形。兜と耳に五芒星が刻まれている。稼働時の能力と役目の大きさを考慮して与力の職を与えられている。意志を宿しているが、起動には膨大な術力を注がねばならず、そのために天間を必要としていた。暴走後の再起動時には天間の術力と共に流れ込んだ彼の負の感情を基に人格を形成され、天間のために出来る自分であろうとし、失態を犯すとすぐには立ち直れないほどネガティブな性格になっている。本来は江戸自体を主と認識させ全域を守らせようとしており、小鳥には朝廷が徳川家より権力を再び奪い取るために作ったと推測されている。
天間の強大な術力をエネルギー源にし、左腕に仕込まれた強力なレーザー砲を主体とした様々な武装で戦う。また、天間の「大横綱Ver.」や火鉢を軽々と投げ飛ばすほどの腕力を持ち、格闘戦や白兵戦にも優れている。
公家組の詰め所で天間に術力を送られている最中、両親が死んだことを知った彼の悲しみで術力と繋がり急増した術力量を受けて暴走、江戸冬の陣の被害で工事中の地域を火の海にするが、仁兵衛達の援護を受けた天間の「大横綱Ver.」と戦い、仮起動で入出力にリミットが掛けられたこともあって強い衝撃を受け電源が落ちて機能停止した。再起動後は天間を主として認識し、朝廷には「政事を知らない帝には過ぎた玩具」として雛姫によって騒動で壊れたと伝えられ、大阪出陣では攻めのメンバーとして選ばれる。大阪城では天間と共に遠距離から毛利を陽動する囮役を務め、現れた後藤と対峙するが彼の一撃で足を潰されてしまう。寿命を削ってでも戦おうとする天間を守るため自分に溜まった術力を暴発させ後藤諸共自爆しようとするが、天間に止められた。
蟲奉行所解散後は天間の人助けの行脚に同行し、彼の最期を看取るまで着いて行く覚悟でいる。
2016年6・7合併号での初登場時は軍服を着ていたが、中国のスマホアプリ『少女前線』（後の『ドールズフロントライン』）のモーゼルKar98Kとデザインが酷似しているとデザインを担当した元イラストレーターのphantaniaが指摘し、9号より無用な論争を避けるために修正された。当時運営を担当する予定だったWave-Gamesはサンデー編集部の「聞いたことがないタイトル」の発言に憤慨し謝罪を要求したが無視している。なお、日本では配信権を巡るトラブルによってドールズフロントラインに改名した上で開発元のサンボーンの運営で2018年にサービスを開始している。

一乃谷 天間（いちのたに てんま）
市中見廻り組同心。雛姫の要請で一時的に公家組に所属。蟲奉行所を参照。

#### 蟲奉行
蟲奉行（ムシぶぎょう）
声 - 潘めぐみ
新中町奉行所（蟲奉行所）を束ねる従二位・別格老中。身長140cm。
2つの鈴を下げた帽子を被った長い銀髪の女性で、仁兵衛が少女だと思うほどに外見は幼いが実際には通常の人間より長く生きている。一人称は「妾」。一部の人間や常世の蟲、真田などからは「姫」と呼ばれ、丁重に遇されるなど蟲人達とも深い関わりにある。蟲から江戸を守る要とされ、それ故に自由もなく畏敬と侮蔑の念を周囲から受け続ける日々を諦観と共に過ごしていたが、仁兵衛と出会い彼という信頼できる人間が出来たことで心を開いていく。仁兵衛には初対面の際の経緯から「蟲奉行」本人だとは思われておらず「（蟲奉行様の）お付きの人」と呼ばれており、彼との関係を維持するため敢えて素性を明かさず他人が訂正しようとしても制止していたが、後に常世の井戸で蟲奉行の記憶を垣間見たことで仁兵衛は「蟲奉行」本人だと知ることになる。
強烈な酸性の毒を自在に操る能力を持ち、空気中の毒の濃度を高めながら敵の武装や障害物を溶かして戦う（そのため他人に触れることができない）。本気で戦う時は髪は勿論服すらも黒く染まり、巨大な黒い蝶の翅と蟲狩ですら耐えられない毒を展開する姿「黒揚羽（くろあげは）」になる。また蟲狩達との戦いの中、戦いながら彼らを仁兵衛から遠ざけるよう誘導してみせるなど、「黒揚羽」にならずとも戦闘能力はそれなりに高い。
元は豊臣秀頼の息女で本名は奈阿姫（なあひめ）。100年前の幼少期は人見知りかつ虫が好きで、父（声 - 下妻由幸）や母（声 - 高橋理恵子）と共に大阪城で暮らしていたが、両親以外の女中達からはその様子を気味悪がられていた。父の所用による遠出の帰りに寄った紀州で芋虫の姿の常世の蟲を見つけ1年間共に過ごしたが、自分以外には常世の蟲の声は聞こえないことで益々周囲と孤立していった。慶長20年5月7日、大坂の陣で徳川軍に敗れて城は落ち、逃げ惑う最中に女中に切り捨てられ徳川兵に串刺しにされて一度死亡するが、常世の蟲に彼の半分以上の力を与えられたことで生き返り不老不死の体と毒の力を得た。その後は父の命と引き換えに徳川方に保護され、千姫の養女になって東慶寺で外界から離れて暮らし、身に纏う毒気から倦厭され続けてきたが、10年前の徳川吉宗の代になって江戸に迎え入れられ、自ら幕府への協力を申し出た。
夏になったことで「御籠り」に入るため八丈島にある「離れ」に向かう。蟲狩との戦いでは仁兵衛を信用することが出来ずに重傷を負わせてしまった負い目から「黒揚羽」で蟲狩と戦うが、蟲狩の切り札である滅蟲邪刀「ムシカリ」を撃ち込まれたことで能力を失い窮地に立たされる。仁兵衛を助けようとして抵抗するも失敗し、あわやという所で増援に来た無涯を含む市中組の援護を受けて撤退、仁兵衛を背負って逃走し、追撃を掛けてきた蒼願に殺されそうになるが、覚醒した仁兵衛に救われる。暴走した仁兵衛を止めるために追いかけそこで蓋骨に取り押さえられて三度窮地に立たされるが、彼女の声に自我を取り戻した仁兵衛に再び救われた。
その後は仁兵衛を気にかけながら過ごすものの、失った能力を取り戻す術が紀州にあることを無涯から聞き、隠密道中の供として仁兵衛を指名する。言葉の端々から、自らに未来がないような素振りを見せる。真田との戦いでは無涯や正近と共に和歌山城の堀にある隠し通路から進入し仁兵衛・宗直と合流、常世の井戸の瘴気に無理やり引きずり込まれそこで力を取り戻し、心臓ごと「ムシカリ」をくり抜いて再び「黒揚羽」の姿になり真田を圧倒した。しかし、自分の力を感じて大阪から来た常世の蟲が現れ、仁兵衛達を守るために常世の蟲と共に大阪に行くことを決め、仁兵衛に別れを告げた。大阪城では常世の蟲を倒すための手段やその勢力、内情を探っている。
江戸冬の陣閉幕後、上尸の提案で常世の蟲に連れられて江戸に向かい、武蔵国僻地で仁兵衛と再会する。当初は常世の蟲に敵うはずがないと絶望していたが、自分の想像以上に実力を上げていた市中組と蟲狩、そして常世の蟲に刃を届かせた仁兵衛・無涯に加勢した。しかし、本来の力を発揮した常世の蟲に黒い蟲の上の建物に飛ばされ、そこで鳰に唆された仁兵衛の表情を見て自分を殺しに来たのだと悟り、自分を斬りやすくするために自身の過去と「淋しい」と言う相手を間違えたことが自分の犯した過ちだと告白した。結局は自分のことを想って斬ることが出来なかった仁兵衛の優しさを感じながらも自ら「天羽々斬剣」に貫かれ、彼女の力は常世の蟲に還っていった。しかし、理由は不明だが奇跡的に息を吹き返し、常世の蟲によって大阪城に運ばれた。
大阪城では、ゆずや長宗我部の口から仁兵衛達が大阪城に来たことや常世の蟲の力が鳰に奪われたことを知り、長宗我部の手引きにより大阪城の城下町まで脱出、無涯・有虚と鳰の戦いに駆け付けた仁兵衛と三度の再会を果たす。圧倒的な鳰の力を前に、仁兵衛を失う事への恐怖から彼を引き留めようとするが周りに諭され、仁兵衛に「鳰を倒し、一緒に江戸の青空を見上げよう」と初めての命令を下し、彼を見送った。そして決着後は江戸に帰り、約束通り江戸の青空を見上げた。
仁兵衛への想いは恋へと発展し7年後には仁兵衛と結婚、3人の子供の母親となっている。蟲奉行の役目を仁兵衛に譲り、自身は江戸の豪邸にて同じく彼と結婚した火鉢・お春らと共に暮らしているが未だに正妻の座を巡っている。
アニメ版では仁兵衛を守るために常世の井戸に入り、力を取り戻したが「黒揚羽」とはならなかった。取り戻した直後は記憶が消えていたが仁兵衛の文字通り体を張った説得と手に付けた「仁」の傷により思い出した。また、最後まで仁兵衛は彼女の正体を知ることはなかった。

### 蟲狩
有虚（うろ）
声 - 小西克幸
蟲狩のリーダー格。無涯の兄。
強者揃いの蟲狩を束ねている男性。被った笠や右目につけている蟲狩の紋所が入った眼帯を除けば顔つきや体格、銀髪が無涯と酷似している。黒い甲冑の上に黒いマントを羽織っている。仲間からは「リーダー」と呼ばれ、無礼講な間柄で和気藹々としているが、敵対している相手には全く容赦せず、未那蚕からも残虐と言われる程。自分達を裏切って幕府側に付いた無涯に対しては基本的に敵視しながらも兄弟としての情も持ち合わせているようで、真白からは「弟には甘い」と評されている。料理の味付けが得意という意外な一面を持つ。
当初は「塵外刀」の模倣刀を武器に用いていたが、後に大気に漂う微弱な電気を蓄積し一気に放電することができる最高傑作にして特別製の長巻「白沙乃雷（シラスノイカヅチ）」を扱っている。生物も蟲も「雷」に耐えられる身体構造ではなく蟲の最大の天敵と考えたことから作られ、相手の防御を度外視した攻撃ができる他、電撃で傷口を塞ぐことも出来る。他の蟲狩のメンバーから一目置かれており、戦闘能力は単独で無涯と渡り合う程である。両目を失った後は反響定位（エコーロケーション）の技能を身に付け、「白沙乃雷」の柄に新たに付けた錫杖のようなパーツから発する反響音で相手の攻撃に掠りもしないなど、目を失ったハンデを感じさせない動きを見せている。
8年前、当時は活発的な性格で妹の空からよく諌められていた。空に対しては無涯と共に過保護で、他の蟲狩のメンバーと共に平和に暮らしていた。しかし、黒い蟲の襲撃の際に右目と空を失い、生き残った後に咎神の秘薬を飲んで蟲狩を結成し、蟲達への復讐を誓う。
八丈島において蟲狩の面々と連携し蟲奉行に自分の「塵外刀」を鍛え直した滅蟲邪刀「ムシカリ」を打ち込み、彼女の能力を無効化した。覚醒した仁兵衛の状態に関しては「常世の巫女」の力を知っていた様子で、また西日本を征服している蟲人に強い警戒心を示している。
後に鳰の策謀に呼応して、仲間達と関八州見廻り組襲撃を実行する。鳰の提案で仁兵衛を自分達の仲間として勧誘する際には「白沙乃雷」を用いて蓋骨と共に無涯や小鳥を足止めしたが、「塵外刀真打」を完成させていた彼の前に失敗する。黒い蟲の退治後、真白から空を殺した蟲が仁兵衛の父である源十郎に倒されたことを知った際には、他のメンバーと共に今までにない穏やかな表情を浮かべ、妹の仇を取ってくれたことに仁兵衛に礼を述べて去って行った。
江戸冬の陣では、他のメンバーと共に江戸西部で後藤と戦う無涯に「常世の蟲側の勢力を減らす」という名目で加勢する。後藤が率いる蟲人は全滅させたものの彼の進軍を止められず、江戸城門前で長宗我部と戦う市中組と合流、雛姫の援護を受けて長宗我部に仲間との一斉攻撃を喰らわした。江戸冬の陣閉幕から2日後、話し合いをするために蜜月に無涯を呼んでもらい、何故自分達を裏切り蟲奉行暗殺の際に彼女を殺さなかったかを三度問うが、彼が一向に答えないことに業を煮やし、結局は兄弟喧嘩から斬り合いになった。その後、常世の蟲が江戸に迫っていることを察し、武蔵国僻地で他のメンバーや市中組と共に迎え撃つ。小里村の皆を殺された恨みと憎しみを滾らせ、黒い蟲と江戸冬の陣で殺した蟲人の死骸から選りすぐった素材で作り直した武器を用い常世の蟲を討とうとするが、仁兵衛と無涯しか常世の蟲を傷つけられない上にその圧倒的な力の前に追い詰められ、常世の蟲を倒すため他のメンバーと共に囮となって仁兵衛に蟲奉行抹殺を託す。だが、常世の蟲が「完全体」になったことで鳰が自分達を騙していたことに気付き、正体を現した彼と裏切った蓋骨によって仲間を次々と殺された挙句、鳰に左目も潰されてしまう。
その後、×字状の帯で失った目を覆い髪を切り以前よりも軽装になり、「白沙乃雷」に自らの抉られた左目を混ぜこんだことで僅かながら常世の蟲への攻撃能力を持つよう鍛え直した。大阪城では、鳰に唆されて罪を重ねてきた償いとして彼と蓋骨を殺すため長宗我部と蓋骨の戦いに駆け付ける。今まで命を狙ってきた蟲奉行も今度は守るために蓋骨と対峙、身に付けた反響定位と「白沙乃雷」の電撃で圧倒・勝利し、蟲狩としてのけじめを付けた。そのまま鳰と戦い、後藤を倒してきた無涯に対して彼の居場所を奪ったことと「塵外刀」を鍛え直すためとはいえ仲間達の遺骨を押し付けたことを謝罪して互いに和解する形で共闘し、鳰の翅の衝撃波の攻撃が視え防ぐことが出来る自分と無涯との阿吽の連携で追い詰める。しかし、鳰の「守りの翅」によって無涯の攻撃の盾にされ右腕を斬り落とされてしまうが、回復した仁兵衛が駆け付けたことで窮地を脱する。鳰の圧倒的な力を前に恐怖するも、仲間達の仇を討つべく最終決戦への動向を申し出て戦線に復帰し、その身を挺して無涯を守り3枚目の翅を斬る道を繋いだ。鳰との決着後は自分の命を犠牲にしてでも勝つことを考えていたため生き残ったことに呆然としていたが、無涯の「塵外刀」に取り込まれた常世の蟲に「『塵外刀』の中にいる者達はそんなことは望んでいない」と諭され、彼が常世の国に帰り「白沙乃雷」と自分の中の常世の蟲の力を失ったことで元の黒髪に戻った。
7年後は小里村で無涯と共に鍛冶仕事を営んでいる。

無涯（むがい）
蟲狩の一員。現在は市中見廻り組同心。蟲奉行所を参照。
蜜月（みつき）
声 - 優希
蟲狩の一員。主に諜報活動を行っている。
露出度の高い恰好をした女性で、蟲狩の中で唯一髪を金髪にしている。作中ではお春に次ぐナイスバディ（Eカップ）である。高慢で他者を見下す性格。蟲狩に所属してはいるが独断での行動が多い。元は仲間だった無涯に強い執着心を見せ彼を「君」付けで呼び（同時に無涯から名前で呼ばれる数少ない一人でもある）、今無涯が所属している蟲奉行所には軽蔑の念を懐いている。イラつくと指をかむ癖がある。
蟲狩に秘され伝わる数本の「蟲笛（ムシぶえ）」により巨大蟲を自由自在に操ることができ、笛によって音色と操れる蟲が違う。
本名は美月（みつき）。8年前、当時は気弱な性格であり前髪で両目を隠すなど印象も暗めだったが、有虚と無涯の妹である空とは親友同士で彼女からは「みっちゃん」と呼ばれていた。また、この頃から無涯とも親しかった模様。
「蟲笛」で江戸に混乱を巻き起こし、蟲奉行の「離れ」を聞き出すために仁兵衛に色仕掛けをするもお春の存在により失敗、お春を人質として攫ったが結局は逃してしまう。蟲奉行の離れを知らなかった仁兵衛と人質の価値がなくなったお春を二人まとめて殺害しようとするも、二人の結束力と市中組の乱入により失敗する。その後、無涯の変化を見てかつての無涯を変えた原因である仁兵衛に軽蔑とはまた別の感情を懐く。なお、仁兵衛のことは「仁さん」と呼んでいる。
その後は鳰の指示で仁兵衛を監視するため蟲狩を抜けたことにして江戸町内に町人として潜伏する。春夏秋冬の向かいのまんじゅう屋「月見堂」の主として振る舞っており、市中組のメンバーからは多少訝しがられているが、当の仁兵衛やお春からは無警戒で接せられており、現在は彼女や火鉢、いろりと気の良い女友達になっている。
江戸冬の陣では、当初はお春やいろり達と共に永代寺に避難していたが、長宗我部率いる2万の蟲人の襲撃に遭いながらも駆け付けた仁兵衛達の活躍で窮地を脱し、町人と共に江戸城に避難した。長宗我部と後藤の合流後、「蟲笛」を使って町人を長宗我部から守っていた。大阪出陣では、江戸を発つ前日にお春に別れと謝罪、親友の空にそっくりだったことを伝え、大阪に向かう市中組に同行する。大阪城では一信・千代丸と共に長宗我部（の分身体）と戦った。
7年後は無涯らと共に小里村で暮らしている。金髪から黒髪に戻して明るい振る舞いはなりを潜め、かつての大人しい雰囲気を醸し出している。
蓋骨（がいこつ）
蟲狩の一員。現在は「常世の神の僕」の一人。蟲を参照。
末那蚕（まなこ）
声 - 津田健次郎
蟲狩の一員である鎌使い。
長髪で左目を隠し、黒い甲冑の上に白装束を着た常に無気力な男。不条理なこの世を嫌う死にたがりであるが、白榊との戦いで傷を負った際には死を恐れている発言をしているため、「死にたい」と言うのは本心ではない可能性がある。
大鎌と多節棍を組み合わせた様な武器「極楽鎌（ごくらくがま）」を用いる。数太刀で蟲奉行所の大型弁才船を破壊、市中組で屈指の強さである無涯と互角に斬り合い、寺社組与力の白榊を完全に圧倒し三下と見下すなど高い戦闘力を有する。八丈島での戦いの後は新たな武器である「葬鎌（そうかま）」、常世の蟲の襲来時にはさらに洗練された「葬忌鎌（そうきかま）」を用いている。
8年前、当時は故郷である小里村を有虚に「菩薩」と称されるほどに愛しており、鳰の寺子屋に行く前によく村の畑仕事を手伝っていたが、それ故に黒い蟲の襲撃で村が壊れていくのを誰よりも悲しんでいた。以降、常世の蟲を倒した後は自らも死に、あの世で大好きな村人達に会うことを望んでいた。
蟲狩でただ一人だけ足止め役として八丈島近くの海上で蟲奉行所を待ち構えていた。寺社見廻り組との戦いの詳細は描写されておらず、寺社組に撃退されたということ以外は不明だった。
後に鳰の策で関八州見廻り組を襲撃する。その後は至胴・真白・鉄丸・蒼願と共に鳰の提案で仁兵衛を自分達の仲間として引きずり込むため、「常世の巫女」である叶のことや長福丸が次期将軍だと知って動揺した彼を一度は追い詰めるが、長福丸と火鉢の説得で迷いが消え八丈島の戦いよりもはるかに成長していた仁兵衛に圧倒された。常世の蟲の襲来時には、顔のために自分達を裏切った蓋骨に怒り殺そうとするが、彼の顔を傷つけた際に出た毒液から有虚を庇い、上半身を溶かされ死亡した。
参連蟲殺し（さんれんムシごろし）
自身の「葬鎌」、至胴の「鋭伸剣」、蒼願の「煉獄双槍」による同時攻撃。
至胴（しどう）
声 - 下妻由幸
蟲狩の一員である刺突剣使い。
頭に布を巻き、常に飄々とした雰囲気の三白眼の男。着物の下には首元に円形の飾りが付いた黒い甲冑を身に纏っている。戦闘では楽しむことはせず、目的の邪魔をする者は容赦なく排除する。一方で面倒見はよく、8年前は空の頼みで無涯や有虚とよく行動していた。
相手の体の一部を抉り取る威力を持つ無数に節がある伸縮自在の刀剣「刺伸剣（ししんけん）」を武器に用い、春菊との斬り合いでは終始優勢を保つほどの剣の腕を誇る。八丈島での戦いの後は節にいくつもの鋭利な棘が追加され直角に曲がりながら相手を攻撃できる「鋭伸剣（えいしんけん）」、常世の蟲の襲来時にはさらに洗練された「鋭伸鬼剣（えいしんきけん）」を用いている。
蟲奉行との戦いに割り込んできた仁兵衛に脇腹を抉り取る程の重傷を与えた。鉄丸と共に春菊・天間を圧倒するが、覚醒した仁兵衛に「刺伸剣」を破壊され戦闘不能になり、仲間達と共に撤退した（アニメ版では蓋骨が死亡したため代わりに蟲奉行を捕えることになるが、仁兵衛に右腕を切られ仕損じる）。
後に鳰の策で関八州見廻り組を襲撃する。その後、鳰の提案で仁兵衛を自分達の仲間として引きずり込もうとするが、まるで歯が立たなかった。常世の蟲の襲来時には、自分達を裏切った蓋骨との剣の差し合いに負け、足を取られた隙に胴体を切断され死亡した。

真白（ましろ）
声 - 喜多村英梨
蟲狩の一員。身長160cmで3サイズはB80（Bカップ）、W54、H85。
眼鏡を掛け、髪の左側に紫色の花飾りを付けたスレンダーな女性。丈の短い着物の上に長い着物を羽織った服装をし、ちなみに下着は穿いていない。男勝りな性格で、一人称は「俺」。後述の理由で服選びが趣味であり義務。料理はあまり上手くない模様。
ニーソックスと一体化したような刃が付いた靴「甲脚（こうきゃく）」を履き、一撃で人間の頭部を原形を留めないまでに踏み潰し大地を割る程の凄まじい脚力を誇る。八丈島での戦いの後は相手の攻撃を蹴り返す「鬼甲脚（きこうきゃく）」、常世の蟲の襲来時にはさらに洗練された「極鬼甲脚（ごくきこうきゃく）」を用いている。
8年前、当時から男勝りな性格だがお洒落には一切興味がなく、母・お菊（おきく）からも良い男を見つけてほしいと諌められていた。父は他の女を作って逃げたと聞いていたが実際には蟲と戦って戦死していた。お菊もまた蟲狩の戦士であったことを知り、黒い蟲の襲来で彼女が死んだ後は望みくらいは叶えてやりといと思ったことからお洒落をするようになった。　
至胴と蒼願の攻撃を受けて既に満身創痍であった仁兵衛に止めを刺した。その後は有虚・蓋骨と共に駆け付けた無涯の相手をしていたが、覚醒した仁兵衛に「甲脚」を破壊され戦闘不能になり、仲間達と共に撤退した。
後に鳰の策で関八州見廻り組を襲撃する。その後、鳰の提案で仁兵衛を自分達の仲間として引きずり込もうとするが、まるで歯が立たなかった。常世の蟲の襲来時には、自分達を裏切った蓋骨に襲い掛かり返り討ちにされながらも生き残り、左目を潰された有虚を連れて去っていった。市中組が大阪へ旅立つ前日、無涯に「塵外刀」を鍛えるために必要な殺された仲間の遺骨を渡した。大阪城では、有虚の指示で彼とは別行動を取り、天守閣最上階にいる仁兵衛と常世の蟲の前に姿を現して創っておいた全ての養蟲丸で仁兵衛を回復させた。
7年後は無涯らと共に小里村で暮らしている。
鉄丸（くろがねまる）
声 - 内藤玲
蟲狩の一員である銃使い。
何時も薄笑いを浮かべている白目の小柄な少年で、フードの付いた黒い羽織を着ている。「ププ」が口癖。女の子をいじめて遊ぶのが大好きらしい。蟲狩で一番の若輩者で、周囲から諌められることも多いが8年前は「神童」と自称し鳰の寺子屋でも一番頭が良かった。
螺旋状の弾丸を乱射する銃「蟲砕銃（ちゅうさいじゅう）」を左腕に装着し、火鉢の発破を一瞬で避ける身体能力を持つ。八丈島での戦いの後は蛇腹状の弾倉が追加された「凶蟲砕銃（きょうちゅうさいじゅう）」を用いている。
火鉢を二度打ち負かし、至胴と共に春菊・天間の式神も圧倒していた。しかし、覚醒した仁兵衛に「蟲砕銃」を破壊され戦闘不能になり、仲間達と共に撤退した。
後に鳰の策で関八州見廻り組を襲撃する。その後、鳰の提案で仁兵衛を自分達の仲間として引きずり込もうとするが、まるで歯が立たなかった。常世の蟲の襲来時には、正体を現した鳰に怒り真っ先に殺そうとするが、自分達を裏切った蓋骨に胴体を切断され死亡した。

蒼願（そうがん）
声 - 岩崎征実
蟲狩の一員である槍使い。
蟲狩の紋所が入った三度笠を被り鉢巻を巻いた丁髷頭の男。蟲狩の中で最も使命に忠実（そのため、昔は鬼遊びが強かったらしい）で、欲心に惑わされない合理的で無駄が無い性質から蟲奉行を直々に殺す役目を有虚から命じられていた。蟲狩のメンバーの中でも最年長であり、8年前には里の掟についても知っていたので鳰の助手を務めていた。
柄の部分を回す毎に火力の高い爆発を起こす刃先が三つに分かれた槍「煉獄槍（れんごくそう）」を武器に用いる。八丈島での戦いの後は両腕に括りつけた小ぶりの「煉獄双槍（れんごくそうそう）」、常世の蟲の襲来時にはさらに洗練された「炎煉獄双槍（えんれんごくそうそう）」を用いている。
有虚・至胴・真白と共に蟲奉行と直接対峙し、その戦闘に割り込んできた仁兵衛に「煉獄槍」の爆発を至近距離で喰らわせる。蟲奉行の抹殺の最中に覚醒した仁兵衛に危機感を覚え、使命を無視してでも彼を仕留めようとするが一蹴され重傷を負い、撤退時に蟲狩の仲間達から回収される。
後に鳰の策で関八州見廻り組を襲撃する。その後、鳰の提案で仁兵衛を自分達の仲間として引きずり込もうとするが、まるで歯が立たなかった。常世の蟲の襲来時には、自分達を裏切った蓋骨に上半身を左右真っ二つにされ死亡した。

戒汝（かいな）
声 - 下崎紘史
蟲狩の一員。
編み笠を被り農兵の様な身なりをした白目の巨漢。邪魔をする者を全員殺そうとする直情的な性格。また、8年前には弟達に九九を教えていたが、自身は勉強は苦手だった模様。
キセルのような形をした巨大な槌「大鯰槌（おおなまずづち）」を武器に用いる。発射された「ムシカリ」を自らの力技によって軌道を変えたり、「大鯰槌」の一振りで八丈島の岩山を分断するなど異常な怪力の持ち主である。
8年前、当時は一太郎（いちたろう）・二太郎（にたろう）・三郎（さぶろう）という3人の弟がいたが、黒い蟲の襲撃の際に自身の目の前で食い殺されてしまう。
蓋骨と共に滅蟲邪刀「ムシカリ」を蟲奉行に発射する役割を担う。戦闘の描写が無いため詳しい経緯は不明だが、小鳥との戦いで「鳴雲雀」による袈裟斬りの傷を残して倒れている姿が仲間達に発見されている。その後の関八州見廻り組襲撃の際にはその姿は見えない。
鳰 紫（かいつぶり むらさき）
蟲狩の参謀。正体は大生部多。蟲を参照。

### 蟲
常世の蟲（とこよのムシ）
声 - 下崎紘史
巨大蟲を束ねる全ての蟲の根源。蟲人達が「王」として崇める存在。
外見は長い白髪が特徴の幼い童子だが、蟲奉行の翅とよく似た黒く小さな翅を持ち、瞳孔が蝶の形をしている。一人称は「我」。奈阿姫（蟲奉行）が幼い頃に見つけた蟲であり、大坂五人衆や真田十傑衆が蟲人になった原因でもある。奈阿姫を恋い慕い、彼女に自らの「命」を預ける形で自身の力の半分以上を与えており、奈阿姫を迎えるための婚前船を作るために真田幸村に紀州への襲撃を命じ、自分と彼女の間に割り込まれることを激しく嫌っている。人間のことも「悪意」を持つ下らない存在として見下しており、過去に二度自分から大切な者を奪ったことで彼らに深い憎悪を持つに至っている。一方で自分が顕現した頃から信じ尽くしてくれた大生部多（鳰）や奈阿姫を守るために戦った大坂五人衆だけは信頼している。
舌や指などの体の一部分から黒い巨大蟲を無数に生み出すことができ、そのどれもが仁兵衛が子供の時に邂逅した因縁深い蟲と酷似している。また蟲奉行の強力な毒を無効化するなどその実力も未知数で、背中の翅を巨大化させて操り攻撃に用いることも可能。しかし、その真の能力は「翅にて空間を自在に操る」ことであり、それによって空間を捻じ曲げ相手の強度・間合いを度外視して強力な衝撃波を瞬時かつ自在に生み出し、能力の出力を上げ翅に触れた相手や自分を最大三里（12km）まで瞬間移動させることも出来る。さらには通常の物理攻撃は一切受け付けず、「塵外刀」や「天羽々斬剣」といった常世の蟲の力を宿した特別な武器でなければ傷一つ付けることすら出来ない。
元は千年以上前に人間の「幸せになりたい」願いによって常世の国から呼び出された存在。かつては自分が何者かが分からず、はやり病にかかったある村でそこに住む蟲奉行に瓜二つな少女をはじめとした多くの村人を救い人を幸せにする喜びを知ったが、秦河勝によって村人を虐殺され自身もまた怨讐の言葉を残しながら彼に切り捨てられた。なお、この時秦河勝がその血を浴びて得た力が「常世の巫女」の力になり（奈阿姫の髪を含んだ仁兵衛が暴走したのはこの常世の蟲の力によるもの）、使われた刀が後の「塵外刀」になった。
それから約900年後、紀州の地で黒揚羽の幼虫である芋虫の姿で地面に埋まりながら眠っていたが、そこを当時の奈阿姫によって見つけられ大阪城に連れてこられた。当初は人間の殺し合いに巻き込まれ自分も手を掛けられたことから人間を嫌っていたが、家族以外の周囲から煙たがられていた奈阿姫の淋しさに共感し、彼女に心を開くようになった。しかし後の大阪の陣で奈阿姫が徳川兵に殺されたことに激昂、神々しくも禍々しい姿に羽化し、その場にいる者達を皆殺しにした。その後は自身の力を与えて彼女を生き返らせ、不条理や諍い、悪意を持つ人間を知ったが故にどう幸せにすれば良いかが分からなくなり、全てを滅ぼしても一人で良いから自分が幸せにしようと決め「全ての人間を殺し、奈阿姫のためだけの国を作る」ことを決意するが、現れた豊臣秀頼達が奈阿姫を連れ去るのを見てまた彼女を傷つけると思い込んで今度は毒の力を与えた。それで一度尽きた力を蓄えるために繭に還り、いつか奈阿姫を迎えに行くことを約束して100余年の眠りについた。また、奈阿姫のための国作りに必要な誰も争わず彼女を傷つけない「悪意を持たない人間」を大阪城の巨大な繭から産み落とし続けていた。
当初は大坂城の繭の中で眠っていたが力を取り戻した蟲奉行の存在を感知し、極めて巨大な芋虫の姿で紀州に姿を現した（これが幕府側にとって初めての接触となる）。現時点で体はまだ不完全な状態であり、紀州に乗り出した時も腕が崩れ落ちている。蟲奉行奪還後は再び大坂城で繭に戻っている。
江戸冬の陣閉幕後、上尸の提案で大量の黒い蟲を従えて今度こそ江戸を壊滅させるため蟲奉行と共に向かい、武蔵国僻地で市中組や蟲狩と対峙する。一度は仁兵衛や無涯によって斬られ加勢した蟲奉行に自分の攻め手を封じられていたが、空間を操る能力で彼らを瞬く間に退け、残る者達を圧倒する。だが蟲奉行に分配していた力が自分に戻ったことで子供から大人の姿に成長した「完全体」となり、より強大な力を得た。自分の手に掛かる形で蟲奉行を失った仁兵衛の前に現れ、人を滅ぼすことが蟲奉行のためになると思っている自分に対して「蟲奉行の心を一番大事にしていない」と指摘してきた仁兵衛と一触即発となるが、蟲奉行が息を吹き返したことに喜び、その際に互いに蟲奉行を心から大事に想っていることを確認した。仁兵衛の蟲奉行への想いに免じて江戸の壊滅を見逃し、蟲奉行を治癒するために大阪城に戻った。
大阪城では、蟲奉行のための「催し」の後に仁兵衛の指摘から彼女と対話しようとするが、鳰からの提案で彼と一つとなってその知識を受け取るために天守閣の繭の中に入った。しかし、実際には神に成り代わることを目論んでいた鳰の「非時の香実」の呪法で自身の力の殆どを奪われ、大阪城を囲む繭から産み落とした人間を受け止める赤黒い池に落とされる。蟲奉行の元に戻ろうとして鳰に虐げられるが、止めを刺される直前に蟲奉行を幸せにする自らの目的を知った仁兵衛に助けられ、春菊によって重傷を負った仁兵衛共々連れられ天守閣最上階に隠される。その後、仁兵衛や真白に城下町まで運ばれて蟲奉行と再会し、神本来の姿になった鳰を倒すため無涯の「塵外刀」に吸収されるが、彼が交わしていた蟲奉行を守る約束に安心して取り込まれていった。鳰との決着後は「塵外刀」から姿を現して仁兵衛に激励の言葉を送り、彼と「奈阿を幸せにしてくれ」という約束を交わし鳰の魂と自身に関係するもの全てと共に笑顔で常世の国へと帰っていった。

#### 大坂五人衆
豊臣秀頼の呼びかけで大坂の陣にて豊臣側に付き、西軍（豊臣軍）として徳川軍を脅かした5人の名高き武将。大坂夏の陣で戦死した後、生前に（家族以外で）初めて奈阿姫（蟲奉行）を守ると宣言したことから常世の蟲に「他の者達とは違う」と感じられ、彼の力で蟲人の体を得て蘇った。以降は蟲人の幹部として100年以上常世の蟲に仕えており、常世の蟲のことを「我が王」、蟲奉行を「姫君」と呼び敬っている。他の蟲人を遥かに上回る常軌を逸した圧倒的な戦闘能力を誇る。
真田 幸村（さなだ ゆきむら）
声 - 諏訪部順一
大坂五人衆の一人。蝶の蟲人。
背に生えた赤黒い翅、鎧のような体躯以外は普通の人間と大差ない容姿をし、逆立った赤髪で左頬には家紋である六文銭の刺青がある。地肌の上に左裾に六文銭が描かれた赤い陣羽織と短い袴を着用している。一度した約束を破り人の道理を簡単に踏みにじる非情さと、自分の命を狙った刺客や人道を踏み外す悪党でも家来として受け入れる懐の深さを併せ持ち、配下である十傑蟲の多くの者からは「お館様」と呼ばれ絶大な忠誠心を抱かれている。洞察力も高く、宗直や大岡の行動の裏にある本当の目的を見抜こうとし、無涯の強さの本質が蟲への憎悪だと気付いている。一人称は「俺」。脱皮後は白くなった翅を除いて人間時代の頃と殆ど変わらない姿となる。
「鉄の鱗粉」を操る能力を持ち、大気に舞った鱗粉を使い衝撃波を生み出すことが出来る。腕を突き出すと同時に山を吹き飛ばす、見えない壁のようにして相手の攻撃を防ぐなど攻防一体の力を持つが、鱗粉には限りがあり強力な攻撃を受け続けると鱗粉自体が吹き飛ばされてしまい、本体を晒してしまう弱点がある。剣術に関しても仁兵衛に「美しい」と称されるほどの太刀筋を誇り、源十郎からは「引くことを知らず、情け容赦ない非情さを持つ『王道』の剣」と評されている。
元は人間であった頃から仁兵衛同様「日の本一の武士」になることを夢とするがそれは「時代の導き手」とし、織田信長や豊臣秀吉以上に物事の道理を一変させたいと考えている。100年前の大坂の陣で秀頼に忠誠を誓い、敵大将の首に惜しくも届かず夢半ばにして一度戦死するが常世の蟲の力で蟲人として生まれ変わり、同時に蟲の身ならば時代にどれほどの変化を起こせるかを楽しむようになる。自分達を生き返らせた恩義から常世の蟲に高い忠誠心を持つ一方で、生前に自分達を敗北に追い込んだ徳川勢には強い憎しみを抱いている。
八丈島の戦いを猿飛と共に監視していた。十傑蟲と巨大蟲の大群を率いて紀州藩への侵攻を始め、数多くの民を虐殺。そして藩主・徳川宗直へ常世の蟲の復活の暁に蟲奉行を迎えるための大型船「黒蝶丸」の建造を要求する。松坂和歌山城の戦いでは、脱皮による圧倒的な力で無涯と覚醒した仁兵衛を下し追いつめるも、「黒揚羽」としての力を取り戻した蟲奉行と交戦し、激昂した彼女の全力の一撃「滅ノ理」を受け敗北する。しかし戦闘不能となりながらも生き永らえており、常世の蟲と共に大坂へ帰って行った。
大坂城に戻った後は傷を治し、蟲奉行に対して敬意を払いながらも警戒心を持っている様子。後に蟲奉行の人間への未練を断ち切るため常世の蟲に江戸と蟲奉行所へ攻め入ることを進言、総大将として約6万の蟲人軍を率いて江戸北西部から江戸に進軍する。当初は無涯と再戦し、自分の本隊が囮であることを明かした上で彼の蟲への憎悪による集中力を利用してこの戦場に釘付けにしようとしたが失敗。無涯が江戸西部に向かった後は与力達を圧倒し徳川軍を全滅寸前まで追い込むが、修行を終え駆け付けた仁兵衛と再び対峙。仁兵衛の暴走した「天羽々斬剣」が1万の蟲人を倒したのを見て「いずれあの力を操れば常世の蟲の脅威になりえる」と危険視し、残る1万8千の蟲人に早急に仁兵衛を討ち取るよう命じる。自分の相手を買って出た源十郎に「黒鱗天具」を発動して互角に近い凄まじい死闘を繰り広げ、鎌之介と十蔵が仁兵衛に倒されたことに怒り力を使い果たした彼を襲うが、源十郎に阻まれた挙句父を斬られたことに激昂・覚醒した仁兵衛に右腕を斬り落とされる。自分と同じ夢を持ち、重傷を負ってなお立ち上がった源十郎の実力を高く評価しながらも、左足の傷で自分の動きに対応できない彼を「人を守るという理由で傷つき弱くなった」と下し追い詰めるが、自身の間合と呼吸を読み切った源十郎の「富嶽泰山斬り」で体を一刀両断され敗れた。敗北後、無涯が自分の前から離れたことで今後の戦況に影響するという予感が当たり、彼や仁兵衛といった誤算や自分より強い源十郎がいたことを敗因としたが、彼に実力を称賛された際に自分が日の本一を目指した理由が誰よりも勝利を味わい、それを十傑蟲と共に喜び合いたかったことに気付く。最期は源十郎にとっての「日の本一の武士」が何かを問い、それが「死ぬまで勝ち続ける武士」だと知って自分の夢は100年前に死んだ時に既に終わっていたと悟り、彼を「日の本一」と認めて消滅した。
アニメ版では、蟲奉行が常世の井戸に入り力を取り戻したのに関わらず、「黒揚羽」とならなかったことに驚愕した。自身は井戸自体には入らず井戸から溢れ出る瘴気を吸うことで脱皮をして更に強くなり、市中組全員を圧倒する。しかし彼らの奮戦と仁兵衛の粘り強さに段々と押され始め、最終的に仁兵衛の「富嶽隕石落とし」により敗北し灰となり消滅した。

毛利 勝永（もうり かつなが）
大坂五人衆の一人。ノコギリクワガタの蟲人。
武・知・指揮に長け、100年前の大阪で真田に勝るとも劣らぬ活躍を果たした大豪傑。後ろにまとめた水色の長髪と公家眉、菱形の瞳孔が特徴で、額から生えた一本角以外は殆ど人間と変わりない姿をしている。丁寧な口調で話し、飄々とした掴みどころのない性格。放浪癖があり、長宗我部からは「風来坊」と称されている一方で、周囲の者達を戦慄させるほどの威圧感を持ち、「役者が違う」と一目置かれている。酒好きだが下戸であり、酌み交わす相手は親友の真田しかいないという。仲間を殺された者を悲しませないために後を追わせるようにして殺したり、本気で自分を襲おうとした山賊達を苦しませず速やかに殺害しそれらを「愛」と称すなど、かつての春菊に似た考えの持ち主。
背中に長刀、腰に太刀と脇差を差している。春菊と同じく「思想（おもい）」であらゆるものを斬り裂く意志の剣を操り、彼よりも想いの使い方に長けている模様。その太刀筋は2枚の笹の葉で仁兵衛達の攻撃を受け止め、大量の竹やぶや遥か遠くの江戸城の天守にある鯱を一刀両断するほど。本気で戦う時は腰の両側から二つの大きなクワガタの鋏を出し、毛利が振るうことで全てを斬り裂く刃と化して刀と合わせた三方向からの同時攻撃が出来るが、本人は武士として陳腐なのであまり使いたがらず、肉体そのものも後藤ほど頑丈ではないという。
蟲人となる前は朝鮮出兵や伏見城の戦いで武功を上げることができたが、それと引き換えに多くの家臣を失い、その度に大事な者の尊さや愛を知って自らの剣は鋭くなった。最終的に自分一人だけが生き残った時に全てを斬り裂くまでに昇華するが、守りたい者が既にいない「過去の剣」だとしてその意味を見出せなかった。
幕府が初めて遭遇した蟲人。3年前の大坂遠征において単体で小鳥を除く幕府軍を壊滅させた。この時は背中に翅を生やし、兜のような長い角や細長い手足、菱形の頭部や目など蟲の形態を色濃く残した姿をしており、現在の姿は常世の蟲が力を取り戻した恩恵であるという。
大坂遠征で生き残った小鳥に「常世の蟲が力を取り戻すには5年以上かかり、蟲人の出現もずっと先になる」と言っていたが、それらが思ったよりも早かったことを謝罪するために江戸に訪れる。そこで仁兵衛達と出会い一度は春菊と意気投合するものの、自身の正体を明かして「常世の巫女」の力を覚醒させた仁兵衛や天間、自分と同じ剣を持つ春菊を圧倒し駆けつけた小鳥と渡り合うが、彼の腕が故障しているのを理由に戦いを中断し、大阪に帰って行った。
大阪城では、大阪冬の陣で作られた真田丸を模した砦において真田の代わりを務める形で先に来ていた仁兵衛達を迎え撃つ。再びその斬撃で追い詰めるが、自分の剣を受け止めるまで強くなった春菊によって撤退を許す。その後日、左右から攻めてきた天間と壱与を迎撃するが、正面突破しに来た仁兵衛達に気を取られている間に天間の「大横綱Ver.」で飛んできた小鳥と対峙する。彼の天才的な実力の前に自らの能力を発揮して追い詰めるが、常世の蟲の異変を感じ「時間稼ぎ」で自分の負けを認めて再び勝負を中断し城に戻った。そこで常世の蟲の力が鳰に奪われたことを知り、それを承知した上で天守閣最上階にて春菊と戦う。彼の怒りを煽って剣にある「想い」の根源やその先にある自分達の剣の意味と未来を知ろうとするも、自分への怒りと殺意だけで「未来どころか現在すら見ていないがらんどうの剣」と失望しそのまま止めを刺そうとするが、仁兵衛の呼びかけでそれまでとは「違う想い」を込めた一撃で天守閣の屋根とその上の巨大な繭ごと半身を両断され敗北した。その後の仁兵衛と春菊の対話を見て春菊が命を懸けて守るべき者達に巡り合っていたことに彼自身が今際の際まで気付いていなかったことを知り、自分の剣の糧となった仲間の命が決して無駄ではなかったことを思いながら「人として生き続けていたなら仁兵衛のような存在に出会えたのかもしれない」と言い残して消滅した。

長宗我部 盛親（ちょうそかべ もりちか）
大坂五人衆の一人。寄生虫の蟲人｡
伸び放題の緑髪で歯が鋭く、着物の上に丈の長い緑色の羽織を着ている。本人曰く「勤勉」で常に慇懃丁重な口調だが、不気味な雰囲気を漂わせている。非常に残忍な性格をしており、自分を屈辱させた相手は執拗に追い詰めて泣いて死を懇願するほどの苦しみと恥辱を与えた上で殺そうとする。一方で室鳩巣に（自分を引きつけるための策略とはいえ）大坂夏の陣において松平忠直や藤堂高虎を撃退したかつての自分の戦績を称えられた際に上機嫌になるなどおだてに弱い一面もある。五人衆の中でも蟲奉行への忠誠心が高く、彼女に手を出そうとした蓋骨には殺意を露わにしている。英単語交じりに喋る癖があり、「この長宗我部盛親」という言い回しを使う。笑い方は「キ（ク）ヒヒヒヒ」。
自身の体は無数の小さな寄生虫が纏わって集合・構成されており、その形態を自在に変化・巨大化させることができ、体全体を攻撃しなければダメージを与えられない。寄生虫の一部を人間・蟲人問わず他の生物の体内に侵入して視床下部を傷付け、その神経に成り替わせることで脳に寄生させ僕としてその者が死ぬまで肉体を酷使し自由に操る能力を持つ他、その生物の栄養源を吸収することで自分自身を繁殖させて体を大きくし、何体もの分身を作ることも可能。蜜月の不快で汚い音がする「蟲笛」の音色が苦手で、聞くと自らの分離が制限される。
100年前の大坂冬の陣前夜で敗戦濃厚な戦の前に戦場に赴くことを恐れ怯えていたが、当時の奈阿姫に励まされ彼女を守るために戦い死ぬことを決意する。しかし、結局は己の命惜しさに死体の山に紛れて逃げ出して敵兵に捕まり、絶命する時まで奈阿姫を見捨て逃げ出したことの言い訳をし続けた。
常世の蟲から大坂城の外で蟲奉行のための「催し」の準備を任されており、後藤の手も借りながら桜が咲き乱れる桃源郷のような大阪を作っていた。江戸冬の陣では、蟲人軍の大将及び伏兵として江戸東部から2万の蟲人を率いて手薄になった江戸本体を狙う。その途中で「人は城、人は石垣、人は堀」に従ってお春をはじめとする町人が避難している永代寺に向かい、そこで義怜達や室の策に翻弄されながらも自身の能力とそれで操った蟲人や町人達で追い詰めるが、修行を終えた仁兵衛達と戦い「常世の巫女」の力を覚醒させた仁兵衛の一撃を受け倒される。しかし、己の大半の寄生虫を失いながらも操った蟲人や町人の栄養を吸収・繁殖することで生存し、江戸城門前の大手門橋で火鉢達と戦い同時に後藤とも合流する。そのまま城門を破り江戸城を落とそうとするが、雛姫の式神「蜚廉」に動きを封じられ蟲狩の同時攻撃を受ける。江戸北西部から流れてきた真田の「鉄の鱗粉」を見て彼と自分達の敗北を悟り後藤に退却を促すが、戦いに興奮した彼に握りつぶされる。だが、江戸城近辺の川に潜ませていた大量の寄生虫で復活し、まだ全力で戦ったわけではないことを示唆しながら大阪に帰って行った。
大阪城では、常世の蟲の力が鳰に奪われたことで自らの命も彼に握られて従わざるを得なくなり、常世の蟲の抹殺を命じられて蜜月・一信・千代丸と対峙しあっさり倒された。しかし、実際は自らの1％分の寄生虫による分身を蜜月達と戦わせていただけで自らは鳰に反旗を翻し、蟲奉行を今度こそ守るために蓋骨と対峙する。傷つけられれば毒液を噴き出す蓋骨の前に脳への寄生もできない相性の悪さから蟲奉行を連れて大阪城からの脱出を試みるが、蓋骨の「怨嗟ノ血潮十字割腹」から蟲奉行を守り抜くため大阪城に潜ませていた10兆635匹もの寄生虫による巨大な防壁や常世の蟲が創った人間達の犠牲を払い、自らも弱体化しながらも何とか蟲奉行を守りきった。その後の無涯・有虚と鳰の戦いで鳰の翅の衝撃波から蟲奉行を庇い、最後まで彼女の幸せを願いながら消滅した。

後藤 又兵衛（ごとう またべえ）
大阪五人衆の一人。クマムシの蟲人。
顔全体を覆うような特徴的な顎髭を生やし、並外れた巨躯を誇る巨漢。顔には4本の稲妻のような黄色い触角、肩には6本の黒い触角を生やし、橙色の鎧を身に纏っている。大阪五人衆以外でも黒田二十四騎・黒田八虎と戦国の世で数多の称号の中に名を残した。必要以上のことは喋らないほど寡黙で、険しい眼光を持ちながらも礼節を重んじる人物（蟲奉行曰く「素直」）だが、本質的には極めて好戦的で内心は強い猛者との戦いを求めて常に激昂しており、戦いで一度気持ちが昂ると壮絶な笑みを浮かべ周りが見えなくなる癖がある。一人称は「己（おれ）」。武将としての指導力も高く、思慮の無い蟲人達に武器・銃器の扱いを教え、兵士として教育することで戦力を強化している。
天下三名槍の一つである巨大な槍「日本号（にほんごう）」を武器に用い、一度振っただけでも複数軒の屋敷を同時に薙ぎ払い、無涯が操る「黒丸」を簡単に切り裂いたり銃弾をも弾き防ぐ「風壁」を穿つほどの槍術の使い手で、「摩利支天の再来」「槍の又兵衛」とも呼ばれる。クマムシの適応能力により戦いの多い武士の時代に耐えるため、「蟲人一堅い」と称されるほど蟲人の中でも極めて高い防御力を誇る頑丈な体を持ち、どんなに攻められても前進を止めない。仮に傷を負ったとしても能力を解放することで一瞬で塞いで完治し、腕力は10倍、身体の硬度は20倍にまで跳ね上がり、どんな種類の攻撃にも耐えられる存在となる。
大阪夏の陣では、慶長20年5月6日に濃霧ゆえに真田達と合流できず2800の兵と共に3万の徳川兵相手に孤軍奮闘し、最も血湧き肉躍る戦いを経験したが、武士の本懐として自分よりさらに強い相手と戦うために蟲人になった。
江戸冬の陣では、蟲人軍の大将及び伏兵として江戸西部から2万の蟲人を率いて手薄になった江戸本体を狙う。江戸城への進軍中に異変を察知し駆け付けた無涯と戦い、兵士に育て上げた蟲人と自身の防御力で圧倒する。足止めに焦れて「蟲雷火天砲」で直接江戸城を狙おうとするが、蟲狩の加勢で自軍の蟲人を全滅させられながらも進軍を止めず、江戸城門前で長宗我部と合流する。そのまま城門を破り江戸城を落とそうとするが、雛姫の式神「蜚廉」に動きを封じられ市中組の同時攻撃を受けて後ろに押し戻される。それでも相手の強さに興奮して戦いを続けようとするが、真田の敗北を悟った長宗我部と蝉風に退却を促され、大人しく大阪に帰って行った。
大阪城では、毛利の指示を受け地下土台にある抜け道で完全武装した蟲人と共に市中組を待ち構えていたが、来たのが同じ蟲人のゆずだったため呆然のまま素通りさせた。その後、地上に躍り出て大阪城外で黒い蟲と戦う天間と壱与の前に現れ、2人の攻撃をものともせずに追い詰めるが、天間の「全力投擲」で投げられた壱与の「オプティカルラインランス・デトネーター」を腹部に受け重傷を負う。それすらも自分の能力を解放して完治し2人を窮地に追い込むが、駆け付けた無涯の新たに鍛え直された「塵外刀」の前に「日本号」ごと全身を斬り刻まれ敗北。死してなお強い者と戦えたことに常世の蟲への感謝を抱きながら武士として自分を倒した無涯の名を聞き、彼の実力を「天晴れ」と称賛して消滅した。

明石 全登（あかし たけのり）
大阪五人衆の一人。ハナカマキリの蟲人。
オールバックにした長い黒髪で両目の下に泣きボクロがある女性の姿をしているが、性別は男性。縦縞模様の紫色の服と3つの玉が連なった耳飾りを身につけている。蟲人となる以前から神への信仰を全てとする切支丹であり、主君だった宇喜多直家や黒田長政の元で神に祈りを捧げ、大阪の陣では幕府の出した禁教令に反抗するため十字架を掲げて命を懸け徳川軍と戦った。洗礼名はジュストで、毛利からはこちらの名で呼ばれている。一人称は「拙者」。常に一人で物思いにふけり、自分の目的のためならば人だろうと蟲人だろうと殺害する危険人物で、同じ蟲人のゆずからもその行動理念や意味を理解されておらず「謎」と称されて恐れられている。
長短二刀による刺突用の西洋刀レイピアを背中に十字状に差しており、それを用いた速く鋭い突きを得意とする。周囲の風景と同化する擬態能力を持ち、自身を消えたように見せかけて接近したり姿を隠して攻撃を避けるだけでなく、相手を観察することでその者の容姿や見たことのないはずの剣術と技、筋力などの身体能力すらも真似することができる。普段の女性の姿も擬態による偽装であり、蟲人になった自分が神の前で昔の姿でいることに耐えられないため、生前より一番遠い姿になっているという。強い衝撃を受けると擬態は解除される模様。
蟲人として生まれ変わった後、常世の蟲という自分が信じる神とは違う神の御心によって生かされていることに強い罪悪感を感じ、「人にとっての神とは何か」「常世の蟲が本当に神なのか」と疑問を抱くようになる。以降、その問いに答えられるほどの「強きモノ」を求め、それ以外の「弱きモノ」を人・蟲人問わず殺し続けていた。
飯田藩で大阪へ向かう市中組を襲撃し、川に流れて三組に分かれた中で一番下流に流れた仁兵衛達を追撃する。仁兵衛の技と能力を真似て圧倒するが、「常世の巫女」の力を覚醒させた彼に反撃された際に仁兵衛を自分が求めていた「強きモノ」と見定め前述の問いを投げかけるも、「大阪城で常世の蟲が何かの答えを見つける」と返答してきた仁兵衛に問いに答えるまでの同行を申し立て、それまで人を殺さないことを条件に出される。大阪城では、仁兵衛が鳰と対峙した際に出した「神を助ける」という答えに対し、飢えと戦と不条理に人々が苦しむ戦国の世において神に祈ることで救われ助けてきた「信仰心」を思い出し、問いに答えてくれた恩に報いるため重傷を負った仁兵衛と入れ替わり彼に鳰の時間と技、攻撃を観察させるために仁兵衛に擬態して戦っていたが、鳰の至近距離まで近づいた際に右腕を捻じ切られる。重傷を負い命を握られてなお鳰に「神の名を騙り利用した誰にも求められない偽物の貴様では、光のような強きモノである仁兵衛に勝てない」と断言し、最後は鳰の翅で真っ二つにされる瞬間に鳰自身に擬態して仁兵衛に倒される未来を暗示しながら消滅した。

#### 真田十傑蟲
真田幸村の究竟な10人の配下・真田十傑衆が蟲人になった姿。かつては人の身でありながら巨大蟲と同様に人間を捕食することを好む者が多く、普段は自身が得た蟲の容姿を色濃く残した姿をしている。元々は、野心と力を持ちながら、悪党の様な生活をしながら各地で燻っていた者達。真田に出会い、あらゆる者を受け入れる器、同じ夢を見せるカリスマ性に心服、自分たちを見つけた恩人である彼に高い忠誠心を持つ。
霧隠 才蔵（きりがくれ さいぞう）
声 - 関智一
真田十傑蟲筆頭。蟋蟀の蟲人。
元は伊賀の大忍者で、草摺を身に着けている。自分より目下の者（弱者）には「クズ虫」と呼んで見下し、自分のことを「様」付けで呼ぶことを強要する傲慢かつ尊大な性格。一人称は「拙者」。脱皮後は背中の翅を除いて長髪な男性の姿になり、空気が歪むほどの威圧感を発揮する。
翅の羽音を聞かせることで和歌山城全域という広範囲かつ物理法則すら捻じ曲げるほどの強力な幻術を掛けることができる。蟋蟀の体軀から繰り出される音は聞く者にとって強烈な不快感を催すだけでなく、防御や攻撃においても機能する。小太刀を武器に用いる他、剥いだ人の生皮を使った変装が得意で隠密行動に優れている。
火鉢の祖父・弥三郎とは家族とも言えるほどの仲であったが、彼を裏切り並々なる向上心からより強い力を求める欲望のあまりに親と言える師匠・百地三太夫を殺害して禁術の巻物を奪ったという因縁がある。だがその後は力への誘惑に負け家族を裏切ってしまった自らの行いに強い後悔と罪悪感を募らせ、術を使いこなすことが出来ずにいた。しかし、真田との邂逅、自らの所業を肯定され心の重圧を解放し術を使いこなす様になり、それ以降真田に心酔し忠誠を誓うようになる。
松坂和歌山城の戦いでは第弐陣を務め、表坂の松の丸で火鉢と戦う。強力な幻術で火鉢を追い詰めるものの、発破を用いた振動によって本体の位置が判明し敗北する。しかし、倒されたのは霧隠が生み出した影であり、彼の反応を見る限り本体よりも弱いとのこと。和歌山城に潜入した蟲奉行を含めた別働隊の目的を暴くために協力者である正勝に変装して紛れ込み、宗直の居場所に到着する前にあらかじめ気づいていた無涯によって正体がばれ、彼との戦闘にもつれ込み「虫返り」を使うも、無涯には効きづらかったことと奥義を使う際に自らに掛ける幻術が甘くなる隙を付かれ、彼の「塵外刀」に吸収された。

由利 鎌之介（ゆり かまのすけ）
声 - 高城元気
真田十傑蟲二番手。蟷螂の蟲人。
長髪痩身で両腕には大きく鋭い鎌が備わっている。真面目な性格で常に丁寧な口調で話し、一人称は「私」（山賊時代は口調も普通で一人称は「俺」だった）。真田を十傑蟲で唯一「幸村様」と呼び、蟲の本能を抑え付けるほど彼への忠誠心が強いが、それ故に真田を愚弄されると瞬く間に怒り狂う。脱皮後は足を除いて2本の触覚があり長髪を後ろで高く縛り、春菊に「男女」と称されるほど中性的で小柄な外見になる。
春菊の斬撃を一回で見抜き、両腕の鎌を使って簡単に捌き受け流すほどの剣の達人であり、（当時の）彼を上回る剣の腕を持つ。脱皮後には二刀流で戦い、十蔵と共に上総国での修業で強くなった仁兵衛をして「何度も死を覚悟した」と言わしめる実力の持ち主。
十蔵とは強い絆を持っており、同じお守りを首にかけている。蟲人となる以前は彼と共に山賊を営んでいたが、お守りに誓っていつか「大きく面白いこと」をやると夢見ていた。そんな生活の中で真田と出会い彼を殺そうとして返り討ちに遭う。しかし、自分達を殺すどころか家来として受け入れた真田の器の大きさに心酔し十蔵と共に彼の配下になったが、大阪夏の陣において真田は自身の目の前で死亡してしまい、それを無念に思いながらも蟲人になった。
松坂和歌山城の戦いでは十蔵と共に第五陣を務め、天守閣の三階で仁兵衛達と戦う。仁兵衛と大岡がその場から離れた後は火鉢達を圧倒するが、蟲奉行の正体を知らなかったらしく、松坂和歌山城の崩壊後は真田と戦っている彼女を殺そうとして「滅ノ理」に巻き込まれた。
しかしその後も生存しており、江戸冬の陣では十蔵と共に真田率いる約6万の蟲人軍の指揮官を務める。当初は江戸北西部で無涯と戦い、彼が江戸西部に向かった後は徳川軍を全滅寸前まで追い込むが、「天羽々斬剣」の力を発揮した仁兵衛の首を獲るよう真田に命じられ仁兵衛を仕留めにかかる。だが、残る1万8千の蟲人は（「常世の巫女」の力を使われずに）仁兵衛によって全滅し、十蔵と二人がかりでも圧倒され、戦う中で剣技・迫力・信念ともに今の彼には敵わないと悟り、十蔵と今までの人生が楽しかったことを語りながら真田に先に逝くことを告げて仁兵衛の一撃の前に散っていった。
アニメ版では小鳥に十蔵と同時にバラバラにされ戦死した。

筧 十蔵（かけい じゅうぞう）
声 - 羽多野渉
真田十傑蟲三番手。カメムシの蟲人。
袴を履いており、「ゲハハ!」という笑い方が特徴で、一人称は「ワシ」。戦いの最中でも軽口を絶やさない享楽的な性格をしているが、真田を愚弄されて暴走寸前の鎌之介を抑え仁兵衛達の行動を探ろうとするなど、比較的大局を見渡せる冷静沈着な人物。脱皮後は足を除いて大柄な体格で長い前髪を持つ男性の姿になる。
口から放出する悪臭なガスは大量に吸引すると（自分も含めて）死に至るほどの有毒ガスでありながら高い可燃性を持ち、武器の大筒の火力と併用して強力な火炎攻撃を繰り出すことが出来る。脱皮後には春菊を瞬く間に沈めてしまうほどの格闘戦を見せている。
鎌之介とは強い絆を持っており、彼を「鎌の字」と呼び同じお守りを首にかけている（それ故、鎌之介を傷つけようとする者には容赦なく攻撃する）。彼同様、真田の器の大きさに心酔しその配下になった。
松坂和歌山城の戦いでは鎌之介と共に第五陣を務め、天守閣の三階で仁兵衛達と戦う。仁兵衛と大岡がその場から離れた後は火鉢達を圧倒するが、鎌之介同様に蟲奉行の正体を知らなかったらしく真田と戦っている彼女を殺そうとして鎌之介を庇い「滅ノ理」に巻き込まれた。
しかしその後も生存しており、江戸冬の陣では鎌之介と共に真田率いる約6万の蟲人軍の指揮官を務める。当初は江戸北西部で無涯と戦い、彼が江戸西部に向かった後は徳川軍を全滅寸前まで追い込むが、「天羽々斬剣」の力を発揮した仁兵衛の首を獲るよう真田に命じられ仁兵衛を仕留めにかかる。だが、残る1万8千の蟲人を仁兵衛に全滅させられ、鎌之介と同じく彼と今までの人生が楽しかったことを語りながら仁兵衛の一撃の前に散っていった。
アニメ版では小鳥に鎌之介と同時にバラバラにされ戦死した。

穴山 小介（あなやま こすけ）
声 - クロちゃん
真田十傑蟲四番手。飛蝗の蟲人。
腰に綱を巻き、口数が少なく感情をあまり表に出さない。一人称は「某（それがし）」。戦いの前に礼をしたり城から落ちそうになった天間を助ける等、おおよそ蟲人とは思えないほどの礼儀正しさを持つが、実際は実力が低いと判断した女子供を実力勝負と称して嬲ることを好む卑劣漢（天間を指定したのも彼が「一番弱い」と判断したから）。過去の回想で、人間であった頃も、無抵抗の人間甚振っている等、同じ所業を行っており、海野六郎と並んで悪人と評されている。脱皮後は背中の翅と足を除いて坊主頭で白目の男の姿になる。
村民の死体の山を凄まじい拳圧で押し潰して血の狼煙を噴き上げるなど高い戦闘力を有し、肉弾戦で戦う。飛蝗の体軀を利用した跳躍力でクラウチングスタートのような構えから高速で四方八方を飛び回りながら繰り出される打撃が最大の武器。
松坂和歌山城での戦いでは第四陣を務め、天守閣の二階で天間を指名する。上記の様に彼を嬲っていたが、弱さを超えるために解放した「大横綱Ver.」の攻撃を食らったことで危機感を感じ、本気を出すために脱皮しようとするが、直前に「全力大横綱つっぱり」を受けて城外まで弾き飛ばされた。飛ばされた後、城外で活動していた備前やいろり達に目を付けて襲い掛かるも、蟲奉行の「死爪」の直撃を受けて死亡する。
アニメ版では「ジャスティス（正義）」が口癖となり、よく喋る。天間を対戦相手に指名したのも己のジャスティスを伝授するべき者だと判断したため。だが、そのジャスティスは自分本意の独善的なものであり、それによって天間を殺そうとしたが、「為吉」「末吉」の「全力大横綱つっぱり」を受けて宇宙空間にまで弾き飛ばされ爆死した。
三好 青海入道（みよし せいかいにゅうどう）、三好 伊佐入道（みよし いさにゅうどう）
声 - 佐々木睦（二役）
真田十傑蟲五番手。ゴキブリの蟲人である兄弟。
兄の青海が頭に布を巻き、弟の伊佐が頭に頭襟を被っている。人を殺すのを救いだと考えている破戒僧で、どちらがより多くの人々を「救った＝殺した」かで競い合い、数多くの村民を容赦なく虐殺したが、その割には自身達の死自体は恐れている。「南無阿弥陀仏」が口癖。脱皮後は耳付近にある触角を除いて片手に数珠を巻いた坊主頭の巨漢の姿になる。人間であった頃も、その凶行を行っていた筋金入りの破壊僧。
人難なく殺す剛腕に加え、ゴキブリの生命力と俊敏性によって、バラバラにされても瞬く間に治癒・接着する程の桁外れな再生能力を持つ。斬られた瞬間に治すこともでき、それを活かした接近戦を得意とする。脱皮後には再生能力が5倍以上となる。
松坂和歌山城の戦いでは共に第参陣を務め、天守閣の一階（土台）で春菊と戦う。多くの人を殺した自分達の行いに激昂してかつての自分を思い出した春菊の本気の殺意を乗せた斬撃に恐怖を覚え、脱皮をして襲い掛かるが春菊の「慈愛斬り」を受けて再生不能なほど細切れにされ戦死した。残っていた口から「死にたくない」と言い残したが切り伏せられた。
アニメ版では脱皮の理由が異なる。春菊に人斬りの匂いを感じ取ったためであり、原作よりも早い段階で脱皮を行う。再生能力と怪力で春菊を圧倒し自らの殺しの道を説くが、原作同様に激昂した春菊の「慈合斬り」を受けて再生不能なほどに細切れにされてそのまま消滅した。
根津 甚八（ねづ じんぱち）
声 - 俊藤光利
真田十傑蟲六番手。タガメの蟲人。
膨れ上がった左目を持ち、足に布を巻いている。現在の身分ばかりを威張り散らす武士に失望し、自らと拮抗する程の強者との戦いには楽しみを感じている。関所で仁兵衛達を取り逃がした不手際に対し、「顔向けできない」と土下座に加えて頭を地面に埋めて真田に詫びるなど、自らに厳格な性格。一人称は「拙者」で語尾には「（御座）候」と付ける。脱皮後は両手を除いて左目に六文銭の眼帯を付けた男性の姿になる。回想で人間であった頃、真田と決闘を行った模様。
全ての攻撃が急所狙いであるなど恐ろしく戦い慣れした猛者。両腕の細い刃は長く伸ばすことが出来、近接格闘だけでなく広範囲の攻撃も可能である。水生蟲のため地上よりも水場での戦いに優れており、脱皮後には水流を操る力を持つ。
紀州藩の関所の監視を真田に命じられ、侵入を試みた仁兵衛達を捕えられない関所役人を見限り殺害、隠れていた仁兵衛と戦闘になるが、役人達を殺したことに怒る仁兵衛の剣に吹き飛ばされ、その隙に逃げられ侵入を許してしまう。松阪和歌山城の戦いでは第壱陣を務め、西の丸庭園で因縁のある仁兵衛を得意な戦場である水場に引き込んだ。当初は優勢だったものの、短期間で成長した仁兵衛に後れを取り始め、蟲人の覚醒である脱皮を行って仁兵衛を圧倒する。自身のスピードと合わせて戦いを優勢に進めるが、戦いの中で成長し流れを掴んだ仁兵衛に敗北する。敗北後は仁兵衛達に十傑蟲の戦力の厚さを教え、真田に敗北を詫びながらも仁兵衛という強者と戦えたことに満足し消滅する。

望月 六郎（もちづき ろくろう）
声 - 三木眞一郎
真田十傑蟲の一人。トンボの蟲人。
ゴーグルのような眼と6本の腕を持ち、烏帽子を被っている。丁寧な口調で話し、名前が同じ海野とコンビを組み「六郎コンビ」を自称する。蟲人となる前は烏帽子を被り眼鏡をかけた男性の姿をしており、何かしらの勢力率いる山賊の頭目であった模様。回想では、猿飛佐助と並んで裏切り者と言われている。
森のような障害物が多い場所でも自在かつ速く飛行することができ、6本の腕での捕獲・刺突で海野との連携に繋げる「二蟲一体」の攻撃を得意とする。
いろりを仁兵衛達が匿われている岩松村の娘だと勘繰り、彼女を捕獲する。破傷風で弱っていた仁兵衛を追い詰めたが、大岡忠相が仁兵衛の援護に入ったことにより、仁兵衛・大岡と二対二で戦うことになる。途中まではコンビプレーにより戦いを優勢に進めるも、大岡に妨害され徐々に劣勢となっていく。仁兵衛の「富嶽鉄槌割り」に脅威を感じて海野に回避するように呼びかけたが、大岡にその隙を突かれて戦死した。
海野 六郎（うんの ろくろう）
声 - 好川貴裄
真田十傑蟲の一人。ダンゴムシの蟲人。
肩当てを身に着け、背中には複数の角、体の内側には大きな口、足には多数の指がある巨体が特徴。他の十傑蟲と比べ知能が低そうな面が目立つ。望月とコンビを組んでいる。蟲人となる前は顔にいくつもの傷がある大男の姿をしており、戦場で死体あさりで生計を立てていた模様。穴山小助と並んで悪人と評されている。
仁兵衛の一撃に耐えうる程の高い防御力を持つ。回転することでさらにその硬度が増し、上から相手を押し潰したり喰らいついたりして攻撃する。
望月と共に仁兵衛達が匿われている岩松村へ向かう。破傷風によって弱体化していた仁兵衛を追い詰めたが、大岡忠相が仁兵衛の援護に入ったことにより、仁兵衛・大岡と二対二で戦うことになる。大岡の策により仁兵衛との直接対決に持ち込まれ、仁兵衛の「富嶽鉄槌割り」を真っ向から迎撃しようとしたが敗北した。
猿飛 佐助（さるとび さすけ）
声 - 下崎紘史
真田十傑蟲の一人。ハエの蟲人。
小柄な体格で普段は六文銭がある黒頭巾を被って正体を隠しており、尖った腕をこすり合わせるように組んでいる。「ブ…ブ…」という口癖が特徴的。人を捕食する際には長い口から相手の血を飲む。元は甲賀衆の一人である忍者で、蟲人となる前は頭に傷があり忍装束を着た小柄な中年男性の姿をしており、嘗て真田の命を狙う刺客であった模様。望月六郎と並んで裏切り者と評されている。
目で追えない俊敏性、大砲が直撃しても傷一つ付かない硬さを併せ持つ。また、自身の体を増殖・分裂させる能力を持ち、バラバラにされても生き残るなど生命力も高い。
八丈島の戦いにて覚醒・暴走した仁兵衛に警戒心を抱き突如江戸へ襲来、その際に周りにいた町民を無差別に殺戮し寺社見廻り組を翻弄するが、修行を終えたばかりの仁兵衛と応戦し「富嶽鉄槌割り」をまともに受け粉砕されるが、それは「分裂の術」による5体の佐助の内の一体であり、体力を消耗した仁兵衛を追い詰めるも、修行により格段に強くなった市中組のメンバーによってあっさり撃破される。その後、バラバラにされ蟲奉行所内の蟲腑分け所に運ばれるが、変装し蟲奉行所へ潜入した霧隠により外へ持ち出される。しかし安堵も束の間、「才蔵様」ではなく「殿」と呼ばれ激昂した霧隠により頭部を握り潰され絶命した。
アニメ版では「分裂の術」が原作よりも強化されており、倒した分だけ増える（ただし頭を粉砕されると増えない）もので最終的には2桁を超えたが、市中組の誘導で一か所に集められ、仁兵衛の「富嶽鉄槌割り」を受け全滅する。その後は原作と同様に霧隠により頭部を握り潰された挙句、沼田に投げ捨てられる。
分裂の術
甲賀流蟲忍術。「分身の術」を発展させた技で、印を結んで能力をそのままに5体に増殖する。

#### その他の蟲人
ゆず
大阪城で蟲奉行の世話役を務める女中。ニホンミツバチの蟲人。
額に2本の大きな触角が生えた小柄な少女の姿をしており、ドジでよく着物の裾を踏んで転んでいる。蟲奉行以外の人間を餌と断じる冷酷な性格だが、蟲奉行がよく話をし彼女を笑顔にした仁兵衛に興味を持っている。所在の把握に長けている。
体から450℃もの熱を発し、その熱い空気を相手に送りつけることができる。ただし、発熱中は無防備になる弱点があり、遠距離からの攻撃には対処できない。
江戸冬の陣閉幕後、仁兵衛に常世の蟲が江戸に迫っていることと「江戸から逃げろ」という蟲奉行の伝言を伝えるよう頼まれ江戸に訪れる。その後は幕府の代金持ちで「春夏秋冬」のみたらし団子を平らげており、大阪出陣では大阪城までの市中組の案内役を務めると同時に仁兵衛がどういう人間かを見極めようとする。大阪城では、長福丸の策により囮役として一人で抜け道を通り蟲奉行の着物を持って彼女の元に向かう。現れた蓋骨から蟲奉行を守ろうとして重傷を負うが、長宗我部の手により蟲奉行共々城下町まで脱出する。その後、鳰が「蟲の柱」を作る際に他の蟲人と共に彼に吸収された。
熱殺蜂蒸（ねっさつほうじょう）
両手を前に出して畳が炎上するほどの熱気を相手に送りつけ蒸し殺す。
蝉風（せみかぜ）
後藤又兵衛軍指揮官。蝉の蟲人。
単眼に加え、こめかみ付近に生えた2本の触角と背中の翅が特徴で、後藤とは対照的に非常に小さな姿をしている。兜と鎧に身を包み、刀を背負っている。無涯の「塵外刀真打」の能力を見抜く辺り、蟲人の中でも知恵が回る模様。武人としての生き方を重んじ、後藤からも強い心を持っていると一目置かれている。後藤への忠誠心は高く、戦いで暴走した彼のブレーキ役も務める。
殆ど空洞となった腹部に胸の振動板を振るわせることで音を反響させ音の衝撃波を放つことが出来るが、威力そのものは蟋蟀の蟲人である霧隠には及ばない。
江戸冬の陣では、後藤率いる2万の蟲人軍の指揮官を務め、真田の敗北後後藤と共に大阪に帰って行った。大阪城では、武士として後藤に報いるために彼を倒した無涯に戦いを挑み、圧倒的な実力差を前に一撃で倒されるが、無涯の実力を「お見事」と称賛して消滅した。
腹砲音鳴（ふくほうおんめい）
腹部の空洞で反響させた音を衝撃波として放射状に放つ。

#### 蟻塚の三頭
多くの蟲人を率い、江戸の北郊外に巨大な蟻塚を築かせた三体の強力な蟲人。巨大蟲から蟲人に進化した個体。名前は秋の七草に由来する。
オバナ
蟻塚の三頭の一人。屋牢蜘蛛の蟲人。
背中から4本の蜘蛛の足を生やした長髪の男性の姿をしている。蟲人の国を作る理想を抱いており、より多くの知識を欲している。仁兵衛と対峙した際にも戦闘中にも拘わらず多くの質問を投げかけていた。蟻塚内では書物を読み、作中で『葉隠』の一説を唱えたこともある。
指や手から出した蜘蛛の糸を空気に触れさせることで固め、凝集して作り出した鉄より丈夫な棍棒を利用した棒術を得意とする。また、糸を追加して棒をさらに伸ばす、糸を相手の足元に当てて動きを封じるなど応用も効き、背中の蜘蛛の足を攻撃に用いることもある。
蟲狩の手によって壊滅した関八州の砦を抜け、江戸に侵入した蟲人の一体。蟲人のあまりの数に押され劣勢となる春菊を追い詰めるも、寺社組の救援により形勢逆転され白榊に切り刻まれる。その後、生き存え江戸から撤退するが再び蜂起し、数多の営みで輝いている江戸を蟲人のものにするため、下級蟲人に蟻塚を建造させハギが成虫になるまで力を蓄えていた。キキョウが敗北した直後に仁兵衛・義怜と対峙、当初は仲の悪い二人を圧倒していたがそれが結果的に徐々に動きを取られることに繋がり敗北。ハギが成虫になった後は彼に裏切られる形で蟻塚を粉砕されその下敷きになった。
金剛棍（こんごうこん）
両手から発した牽引糸を固め、巨大な棒にして相手にぶつける。
キキョウ
蟻塚の三頭の一人。三夜毒蛾の蟲人。
妖艶な女性型の蟲人で、右目を前髪で隠し左目に泣きボクロがあり、背中から翅を生やしている。知能を得てからはお嬢言葉で話すようになり、自分を満足させてくれる情熱的な殿方を求めている。蝶のような優雅で美しいものが好きで醜いものを一方的に見下しており、自らの選別で容貌が美しくないと判断した人々を蟻塚の菌園に送り込み苗床にした。
普段は2つにまとめている4つの触角でフェロモンを嗅ぎ分ける能力を持ち、暗闇でも姿を感知することが可能。また、翅から喰らうと三日三晩もがき苦しみ死に至る無数の毒針を出すことができ、武器として用いることもある。飛ぶ時のスピードは速いが、あくまで蛾であるため真っ直ぐにしか飛べない。
江戸を急襲した蟲人の一体。江戸近郊に侵入した際は自身の素早い攻撃と蟲人の大群により天間を圧倒するが、無涯の登場によって一気に劣勢となり撤退する。蟻塚では仁兵衛・一信と対峙、内部の暗さで追い詰めるものの一信の銃弾を認識できないことと蛾であることを見抜かれ逆上して襲い掛かるが、6発の「羅漢」を撃ち込まれ敗北・戦死した。
ハギ
蟻塚の三頭の一人。城塞級・益荒王兜（幼虫）の蟲人。
白い肌で筋肉質な体型をしている。知能を得てからは粗暴な性格となる。人間を餌として好み、蟻塚では食料として捕らえた人間達を度々つまみ食いしていた。また、オバナの蟲人の国を作る思想には「面倒臭い」と苛立ちを感じ、最初から裏切る気でいた模様。
圧倒的な膂力による怪力と刃物すら通さない防御力を併せ持ち、片手で自分より遥かに巨大な大岩を掴み上げ投げ飛ばすこともできる。火鉢からも十傑蟲並みと評される程の強さを見せており、成虫による巨大化後は拳を振り落しただけで山一つ消し飛ばすほどの力を発揮し、翅を振るわせて全方位に放つ衝撃波や超巨大な角で戦う。
江戸を急襲した蟲人の一体。江戸近郊に侵入した際は火鉢と戦い疲労した彼女を追い詰めるも、月島流剣術を会得した尾上の「富嶽鉄槌割り」を受け敗北する。以降、自分を倒した月島流剣術と再戦し打ちのめすことを望んでいる。蟻塚では食糧庫で義怜・千代丸と対峙、その怪力と防御力で圧倒するが義怜に自身の傷口を攻められ倒された。兵隊蟻を用いた江戸を奪う作戦の要を任されていたが、オバナの敗北後に成虫になり巨大化した直後、仲間の蟲人もろとも蟻塚を破壊し江戸へと進撃を始める。しかし、自分の前に仁兵衛達が立ち塞がり彼ら4人の連携で足・翅・腕を崩され、しめ縄の髪飾りが解けて「常世の巫女」の力の一片を解放した仁兵衛の前に敗れた。

#### 常世の神の僕
常世の蟲の100年以上前の旧知の者である人間でも蟲人でもない謎の3人。全員が蟲を模した仮面を被っている。その正体は蟲奉行と同様に蟲人とは違う形で常世の蟲の力を与えられた者達である。
名前の由来は、三尸から。
鳰 紫（かいつぶり むらさき） / 上尸（じょうし）
蝶を模した仮面を被る「常世の神の僕」の一人。元蟲狩の参謀。
紫色の髪で襞襟の付いた黒く短い外套を羽織った優男。上尸の時は胸元の開いた着物の上に袖の大きな丈の長い着物を着ており、正体を現した後は羽衣を身に着け派手な和装に身を包んでいる。蟲の蟲人化や長福丸が次期将軍である家重だと知っていた謎の多い人物で、周囲から聞かれる度に「私は何でも知っているから」と通している。裏で蟲狩達を操り、蟲奉行の殺害を達成せんと暗躍している。まんじゅう作りが得意で、甘味には煩いらしいが春夏秋冬のみたらし団子は気に入っている。無涯や有虚からは「紫」、他の蟲狩のメンバーからは「先生」と呼ばれる。幕府の室鳩巣とも親交がある。
その正体は常世の蟲信仰の教祖・大生部多（おおうべの おお）。常世の蟲を祀る虫祭りが流行した皇極3年に常世の蟲を生み、その名付け親になった。一度は秦河勝によって常世の蟲共々討ち取られるが、常世の蟲に与えられた力で生き延び1000年以上の悠久の時の中を様々な名前で呼ばれながら常世の蟲を探していた。100年前の大坂夏の陣で常世の蟲と再会するが、その際に奈阿姫に与えられた常世の蟲の力を彼女を殺すことで還し、「完全体」にすることを画策する。
8年前、蟲奉行を殺すための手駒を手に入れるため蟲狩の里である小里村に移り住んだ。強くなる蟲に対抗するために蟲狩の里の歴史を調べることを里の住民に依頼され、同時に寺子屋「よろず指南」を開いて無涯達に様々なことを教え信頼を得ていた。蟲への復讐心を植え付けるために黒い蟲に里を滅ぼさせた後、蟲を倒すヒントに迫る祠で見つけた咎神の秘薬を無涯達に託し、蟲奉行を殺すことで元凶である常世の蟲の生命力を弱らせ復活に時間がかかり直接倒さずに済むという旨の嘘を騙った。自身は里の住民が調査・記録した日本全国の蟲の動向を記した巻物を江戸に持っていき幕府の危機感を煽った。
紀州での戦いの後、蜜月と共に「常世の巫女」の力を持つ仁兵衛の前に現れ自分達に力を貸すよう求めた。表では仁兵衛に好意的に接近したものの、蟲奉行のいなくなった江戸で蟲人達を大量に出現させ、また蟲狩メンバーに関八州見廻り組を殲滅させるなどして江戸を混乱の渦に陥れるも、力を付けていた他の見廻り組によって止められた。その後、仁兵衛が益荒王兜の蟲人・ハギを倒したのを機に彼の母で「常世の巫女」であった叶のことと自分達の過去を明かし、同時に「常世の巫女」の力の危険性を説いて仲間に引き込もうとするも、長福丸と火鉢の説得や自分の想像以上に成長していた仁兵衛の実力、黒い蟲と無涯の介入により失敗に終わる。黒い蟲の退治後、無涯の「塵外刀真打」と仁兵衛の「常世の巫女」の力だけが蟲奉行の命に届くことを忠告して去っていった。
真田が常世の蟲に江戸へ攻め入ることを進言した際には上尸として中尸・下尸と共に大阪城に現れ、真田が江戸を攻めた後に常世の蟲と蟲奉行が乗り込みその惨状を彼女に見せつけることで人間への愛着を消すことを提案し（これは真田が敗れた場合、常世の蟲が止めを刺すという保険でもある）、彼らが江戸に行くよう仕向けた。江戸冬の陣では、他のメンバーと違い直接的な参加はせず、江戸北西部・西部・東部の3つの戦況を窺っていた。常世の蟲の襲来時には、仁兵衛が常世の蟲に叩きのめされた際に表向きは倒すための手段として蟲奉行の抹殺を示し、彼を言葉巧みに追い詰める形で仁兵衛が蟲奉行を殺しに行くよう誘導した。常世の蟲が「完全体」になった後に正体を現し、蟲奉行の不遇さを知っていながら殺そうとした挙句、利用した蟲狩の殆どの者を皆殺しにしたことに激怒した仁兵衛の宣戦布告を受けながら大坂へ帰って行ったが、帰還後に蟲奉行を傷つけたことで常世の蟲に制裁を受けた。
「人の幸せ」が何なのかを考えながら常世の蟲がこの時代でどう人を幸せに導くかを答え合わせしようと思っていたが、大阪城では蟲奉行のためにことをなす常世の蟲にこれから神としてどういう行いをするのかを問い、その際に蟲奉行のために思想も理想も持たないとして自分の神に相応しくないと失望する。果たす使命が見出せるほどの外の知識が無いことを指摘した上で自らが蓄えた1100年分の英知と経験を渡すため自分の命を落とす覚悟で常世の蟲と一つになると騙り、それを承諾した彼と共に天守閣の繭の中に入っていった。そこで念のため100年前から大阪城に用意していた「非時の香実」の呪法を使って常世の蟲の力を奪い、彼の「翅にて空間を自在に操る」能力と物理攻撃を無効化し治癒能力を備えた肉体、全蟲人への支配権を得、神の力の原動力となる大きな黒い4枚の「神の翅」と蝶の形をした瞳孔を持つ姿になった。そのまま常世の蟲に止めを刺そうとして駆け付けた仁兵衛に邪魔され、戦闘経験値の差から最初は苦戦していたが、成人と化した常世の蟲の力が「天羽々斬剣」の力を上回っていたことでたいしたダメージを受けず、全方位からの攻撃で仁兵衛に重傷を負わせた。その後、蓋骨を倒した有虚、後藤を倒した無涯と対峙し、一度は彼らの攻防一体となった連携に圧倒される。しかし、常世の蟲の瞬間移動能力を応用した「守りの翅」で瞬く間に彼らを追い詰めるが、回復した仁兵衛と再び相対する。自分を倒すため「富嶽泰山斬り」に全てを懸ける仁兵衛を「命を無駄にする愚かな存在である武士」と見下し嘲笑うが、自らの「神の翅」の強度を上回る「富嶽泰山斬り」で右上の翅を斬り落とされる。だが追い詰められたことで今までの油断と過信を捨て、長い白髪や白くなり形状が変わった翅を持ち、鎧を纏うなど神々しさが強く顕れた神本来の姿に進化した。格段に向上した身体能力と威力・範囲共に大幅に拡大した翅の能力で大阪城を跡形もなく完全崩壊させ、仁兵衛や「塵外刀」に常世の蟲を吸収した無涯を縊り殺しにかかり幾度も二人を圧倒するが、仁兵衛に両腕を斬られて瞬間移動で宇宙空間まで逃亡した際にそこまで追いかけてきた無涯に左下の翅を斬り落とされる。死闘の最中、千年間一人で考え抜いた「人の幸せ」と長年謎としてきた「人々の幸せになりたい願いで何故常世の蟲が現れたのか」という疑問に対して「日の本の全ての人間を殺して常世（死者）の国へ導き、苦しみや悩み、欲望から解放することこそが人間の本当の幸せであり、常世の蟲の役目」だという歪んだ結論に至り、今度は心の底からさらなる力を求めた際に聞いた蟲達の声から地面と一体化して日本中の全蟲人を吸い上げ、日本各地に「蟲の柱」を配置して日本への総攻撃を開始する。だが体そのものは蟲達の憎しみによって乗っ取られ多数の「蟲の柱」と同化したことで尚も巨大な化け物のような姿への変貌は止まらず、理性を失った振りをして翅を体内で移動させながら肉体が欲するかつての常世の蟲の力を持つ仁兵衛を捕食することに成功するも彼の精神を「心世界」へと招き入れてしまう。「心世界」では人間の姿をした鳰が存在しており、精神体の状態で仁兵衛と対峙する。「過去、ただ純粋に人々の幸せを願っていた自分の生き方と瓜二つだ」という言葉を投げかけ仁兵衛の心を折ろうとするが、仲間達の想いに支えられた仁兵衛から逆に「自分さえ良ければどうでもいい」と看破されたことで逆に心を折られて粉砕され、それにより現実世界の鳰が弱体化、贅肉が取れて翅が剥き出しになってしまう。悪足掻きのように必死の抵抗を見せるも無涯に右下の翅を斬られ、そして最後は仁兵衛に対して自らが翅の厚い壁となって立ち塞がるが「常世の光」で超巨大化した「天羽々斬剣」による「富嶽泰山斬り」で自身の躰ごと最後に残った左上の翅を一刀両断され敗北した。同時に日本中の「蟲の柱」諸共消滅し、その魂は常世の蟲によって常世の国に持ち帰られた。

弥三郎（やさぶろう） / 中尸（ちゅうし）
声 - 緒方賢一
トンボを模した仮面を被る「常世の神の僕」の一人。火鉢・いろりの祖父。
かつて山県家に仕えていた非常に高名な忍。長い髭を蓄え、髪を高く縛った小柄な老人。中尸の時は端が複数に分かれた黒い外套を羽織っている。火鉢といろりのことは非常に可愛がっていたが、珍宝流を守る苦しみを自分の代で終わらせ孫娘にまでそれを背負わせたくないという思いから、心を鬼にして忍術を教えることについては非常に反対していた。
珍宝流忍術の使い手。両掌に特別な火薬を塗った「火」と書かれた紙を貼り付けており、一定の振動によって強烈な爆発を放出することができ、それで相手の攻撃を払ったり、同じ発破の攻撃を受け流すことも可能。中尸になった後は常世の蟲から刃を通さない硬い手足と水蠆の能力を授かり、口から取り込んだ空気を体内で圧縮し足裏からジェット噴射することで高速による突進攻撃を繰り出せる。
100年以上前に百地三太夫から忍術を学んでおり、霧隠とは兄弟弟子にあたる。1年前に修行で里を出奔していたが、旅路の途中に老衰で死にかけており、自分の代で珍宝流が終わってしまうことを悔い、現れた鳰の「私のために忍術を使う代わりに不死で強靭な身体を授ける」という取引に乗ってしまった。
常世の蟲の襲来時には市中組を圧倒し、去り際に火鉢を戦いから遠ざけるために「忍者を捨てろ」と忠告した。大阪城では、鳰に常世の蟲の抹殺を命じられて火鉢・義怜と対峙する。強力かつ外道な発破術と蟲の能力で二人を圧倒するが、自らの爆発を上回るほどの貫通力を得た「姫椿百連華」に貫かれ敗れた。火鉢に越えられたことでもう珍宝流は彼女のものだと認め、最後に火鉢の口から珍宝流の名を聞いて満足げな笑みを浮かべながら消滅した。

蓋骨（がいこつ） / 下尸（げし）
声 - 上田燿司
クワガタを模した仮面を被る「常世の神の僕」の一人。元蟲狩の一員。
頭に巻いた布や仮面で素顔を隠す不気味な男。仮面の下の顔は蟲の毒によって焼け爛れ、醜い表情になっている。下尸の時は体中に包帯を巻いて白い羽織を身に纏っている。失態を犯した蜜月に手を上げるなど仲間内でも容赦のない冷徹な性格。自らの顔に激しい執着を示し、綺麗な顔を持つ相手は壊したくなる狂気を抱いている。
非常に長い鞭「仏屍鞭（ぶっしべん）」を武器に用い、多数の杭と併用することで相手を拘束したり、人体を容易に切断することもできる。下尸になった後は刀も使い、他の蟲狩メンバーを圧倒する実力を得た他、常世の蟲からアオバアリガタハネカクシの能力を授かり、傷つけられた皮膚から大量のペデリンによる毒の体液を放出して相手に報復することができ、指や舌を噛んで自分から傷つけることで攻撃手段にすることも可能。
本名は京左郎（きょうざろう）。8年前、当時は美形の少年で多数の女性にモテていたナルシストだったが、黒い蟲の襲撃の際に自身の顔を失った。
蟲奉行に対して異常な憎悪を抱いており、他の蟲狩と共に蟲奉行の抹殺を企む。蟲奉行が御籠りを行う「離れ」と呼ばれる場所を探るために蜜月に蟲奉行所を監視させていた。その場所を八丈島と特定し、戒汝と共に滅蟲邪刀「ムシカリ」を蟲奉行に発射する役割を担う。皆の注意が暴走する仁兵衛に向いている間に蟲奉行を嬲り殺そうとするが、完全に意識を取り戻した仁兵衛によって右腕を斬り落とされる。その後仲間達と共に撤退する時も、蟲奉行を恨めしい表情で眺めていた。
その後、鳰に「昔の顔を取り戻したくないか」と誘われ、常世の蟲に強靭で綺麗な体軀を与えられたことで顔と右腕の傷を治した。常世の蟲の襲来時には、鳰が正体を現した後に蟲狩を裏切り、鉄丸・蒼願・至胴・末那蚕を殺害した。大阪城では、常世の蟲と鳰が繭の中に入った後に仕切り役を申し出て長宗我部達と一触即発となるが、毛利の気迫に気圧されてあくまで協力し合うことにした。鳰が常世の蟲の力を奪った後、常世の蟲の手向けとして鳰が蟲奉行を殺すと決めたことで衝動が抑えきれなくなり、蟲奉行抹殺に動く。蟲奉行を守るため駆け付けた長宗我部も自らの毒液で寄生虫を無効化して追い詰めるが、現れた有虚には「白沙乃雷」の電撃で毒液を封じられた挙句、左腕を斬られ胸部に貫かれた「白沙乃雷」の電撃を直に受ける。鳰にも見限られ、体が焼け焦げていく中で自分が元の顔を取り戻したかった理由が小里村での仲間達との平和な日々に戻りたかったことに気付き「皆に顔向けできない」と深い後悔を感じるが、有虚に「死ぬ気で土下座すれば皆許してくれる」と諭され、あの世で仲間達と先に待っていると告げ消し炭となって消滅した。
アニメ版では春菊の母親を殺した真犯人であった（理由は「ことのついで」）。春菊と戦い、彼の捨て身の攻撃に隙を突かれて死亡する。

### 江戸幕閣
徳川 吉宗（とくがわ よしむね）
声 - 鈴森勘司
江戸幕府現（8代）将軍。長福丸（家重）の父。
福耳が特徴。幕府の財政再建に尽力しながらも、蟲達の脅威に日々頭を悩まされている。蟲奉行に対しては歴代の将軍同様、彼女を利用している自分の立場に苦悩しており、適わないことと理解しながらも蟲奉行の重荷を少しでも支えたいと思っている。なお、幼少期から面識があったようで、幼名の新之助（しんのすけ）の名で呼ばれることもある。蟲奉行が信頼し日々成長する仁兵衛に期待している一方、息子の長福丸は自分と目も合わせないため不甲斐なく思っているが、内心では溺愛している。
かつては市中で悪人相手に「暴れていた」らしく、20年前の源十郎と叶の決闘も見ていた。常世の蟲との戦いの後、徳田新之助（とくだ しんのすけ）の偽名で戦いの当事者である市中組と接触、敵すらも信じようとする仁兵衛の考えが現実味のないことだと承知しながらも、限りなく勝算が低い戦いで皆に希望を灯した彼に懸けることにした。大阪に仁兵衛達への同行の許可を申し出た長福丸に普段通り厳しい面持ちで却下するが、彼が自分に反抗して飛び出した際には「一人前になった」とその成長を喜んでいた。
7年後は将軍職を長福丸に譲るも大目付として実権を握り彼を時たま叱責している。
徳川 家重（とくがわ いえしげ）
江戸幕府次期（9代）将軍。江戸市井を参照。
大岡 忠相（おおおか ただすけ）
声 - 井上和彦
江戸南町奉行。吉宗の懐刀。
菱形の眼鏡をかけた丁髷頭の男性。数々の都市政策に携わり、江戸随一の頭脳を持つといわれる。冷静かつ理知的な性格で、「質素堅実な武士には寝床があれば十分」として必要とあらば廃屋での貧しい生活も辞さない。口癖は「×（バツ）です（もしくは大×です）」で、（特に仁兵衛に対して）よく駄目出しをするが、状況によっては「△（サンカク）です」とも言う。真田との戦いの最中に幕府のために滅私奉公で勤め続けていた自分を人形と評し、同じような道を辿る蟲奉行に一種のシンパシーを感じていたが、道中で見せた彼女の人間らしい一面とそれを作り出した仁兵衛に憧れを抱いていたことを吐露している。
蟲人を圧倒し、仁兵衛が剣筋を目で追うことが全く出来ない程の居合いの達人。小鳥は花鳥風流の同門の兄弟子にして幼馴染に当たり、神速の居合い術も彼から教えてもらった。
2年前、春菊の抹殺を目論む松兵衛の密告を受けて500人の火盗改や町奉行所同心を率いて彼を捕縛しようとするが、彼らの命をもってしても捕えられず、小鳥・尾上・白榊の3人の与力の手を借りた。
紀州に向かう蟲奉行に護衛役として同行する。松阪和歌山城での戦いでは、突発的な行動を起こしやすい仁兵衛達を抑えるためのハンドル役として同行する。鎌之介・十蔵との戦いの中で一変した状況に対応するため、自分に課せられた命令を捨て、仁兵衛を蟲奉行の元に向かわせて自身は徳川宗直の救出のために単身真田との戦いに挑む。圧倒的な実力差に左腕を失い満身創痍になりながらも戦い続け、仁兵衛が蟲奉行と再会するための時間を稼いだ。真田により倒された後の生死は不明（アニメ版では死亡している）だったが、松阪和歌山城の崩壊後に周りの水路に落ちて町外まで流され、そこで逃げ隠れていた村人と医者に助けられた。彼らの厚意で歩けるまで養生し、日本を取り返す対策を立てるため大阪入りした。
再登場時には顔中傷だらけで左目と左腕がそれぞれ隻眼・隻腕となっている。大阪では蟲人を倒しながら潜伏していたが、そこに来た小鳥達と再会し彼らにこの大阪に暮らす人々は常世の蟲によって創られた存在であることを教える。仁兵衛には蟲奉行を守れなかったことを指摘しながらも、大阪城の戦いに赴く彼に自分の代わりに蟲奉行を守ることを託し、「武士に二言は許されない」としてそのことを再び約束した仁兵衛を初めて「○（マル）です」と評した。
7年後は三河国西大平藩の大名となっている。初の奉行から大名になったことで周りからいびられるのではと心配されていたが、持ち前の厳しさと毒舌振りから逆に家臣達から恐れられるなど手綱を握っている。
天×（てんバツ）
小鳥から教わった花鳥風流居合いの技。
室 鳩巣（むろ きゅうそう）
吉宗参謀役。
小柄な体躯だが眼光の鋭い老人。蟲の脅威に怯える他の幕府の重鎮達とは違い、その時に得られた情報を重宝する胆の据わった人物。実戦経験豊富な策略家で、自分の知恵が泰平の世ではなく敗戦必至な戦場でこそ活かせると理解している。蟲狩に所属する鳰とは親交があり、義怜とも面識がある。普段は人に興味を示さないらしいが、ハギを倒した仁兵衛に注目し長宗我部との戦いで疲弊しきった町人達の活気を取り戻した彼を「江戸の希望」と称した。
10年前、当時から家臣達を憎み吉宗の息子として生まれた自分の存在意義に悩んでいた長福丸を唯一気にかけ、彼に『徒然草』の本を与えて人の「痛み」を知る長福丸に友ができるまでの間一時的な心の支えとなる場所を作った。
紀州での戦いの後、蟲対策の中心人物として吉宗に抜擢される。江戸冬の陣では、千人の兵を率いて長福丸と共に長宗我部率いる2万の蟲人が現れた江戸東部の町人が避難している永代寺に向かう。お春達を逃がした上で自分が仕掛けた罠に蟲人達を嵌めるが長宗我部の能力で兵や町人を尽く虐殺され、自分より若い者が殺されていくことに涙しながらも修行を終えた仁兵衛達に救われた。その後、火鉢・春菊の援護を受けながら町人を連れて江戸城に帰還するが、避難した町人の一人に寄生していた長宗我部の一部から少女を庇い彼に寄生されてしまう。長福丸に自分ごと長宗我部を火で燃やすよう頼み、彼の覚悟を決めさせるために敢えて罵倒して自身を殺させようとするが、その前に長宗我部が自身から脱出するのを狙った長福丸に助けられる。しかし既に全ての内臓を潰され、最期は長宗我部を道連れに火の中に飛び込み、悲しむ長福丸に「良い将軍になれ」と言い残し焼死した。その亡骸は吉宗達によって源十郎や戦で犠牲になった他の者達と共に江戸市中の小さい寺に埋葬された。
月島 源十郎（つきしま げんじゅうろう）
声 - 小山力也
幕府剣術指南役（新任）。仁兵衛の父。月島流道場道場主で、月島流剣術当主。
左頬に16年前の叶との最後の決闘で付いた傷がある大柄な男性。非常に豪放かつスパルタな性格で、仁兵衛を度々「バカ息子」と呼び常日頃から厳しく接しながらもその成長を見守り、彼が自分に次いで「死ぬまで勝ち続ける日の本一の武士」になることを信じている。妻の叶のことは自分で「最高の嫁」と称するほど深い愛情を持ち、火鉢からも「互いを分かり合っている」と一種の憧れの念を抱かれているが、それ故彼女の胸のことを堂々と自慢したり16年前に流行病にかかって仁兵衛を産んだばかりの叶の挑発を受け「武士」として斬りかかったりと遠慮が無さすぎる所もあり、作中で何度か「大人のクズ」呼ばわりされている。一人称は「ワシ」もしくは「俺」、笑い方は「ガハハハ」。仁兵衛同様かなりの大食漢。
元々月島家は身分の高い家柄ではなかったが、8年前までは名うての猛者として知られ剣一つで津軽藩の剣術指南役を務めていた。しかし、黒い蟲との遭遇時に仁兵衛の失態の責任を取り自ら左足の腱を切った。そのために走ることができなくなり、現在は鞘を当て木代わりにしている。　
富嶽三十六剣の考案者。軸足である左足を失いながらも実力は衰えておらず、武家見廻り組が対処できなかった巨大蟲30匹を単独で倒し、仁兵衛の過酷な修業にも付き合った。また、叶との最後の決闘では「常世の巫女」の力を解放した彼女に勝利するなど火鉢曰く「人間離れしすぎ」ており、真田からも「人の域を超えている」「阿修羅や仏のように変化し、どんな状況でも相手の急所を狙う『必殺』の剣」と評されている。ただし、左足の傷の影響で高速の戦闘では僅かに重心と軸がずれて相手に対応できず、指先も死んでいるため攻撃を受けても踏ん張ることが出来ないという弱点も抱えている。
小鳥からの蟲奉行所のお勤めの誘いを断り、その代わりを仁兵衛に託した。仁兵衛から「江戸には猛者がたくさんいる」という手紙を受け、彼が八丈島から帰還した頃に武者修行で江戸に来訪し、そこで巨大蟲を退治して壊滅の危機に瀕した江戸を救った。江戸での散策ではお春の人格とスタイルを評価し、仁兵衛の嫁に来ないかと誘った。肺の病に体を蝕まれており、度々吐血して自身の余命が残り少ないことを悟っている。後に幕府剣術指南役に任命され、武家見廻り組の戦力強化に一役買っている（同時に長福丸の教育係もしている）。
毛利勝永の襲来の後、さらに強くなることを望む仁兵衛・火鉢・春菊に上総国で修業をつけるが、仁兵衛と共に江戸に危機が迫っていることを察し江戸冬の陣の戦場へ向かう。仁兵衛達が江戸東部で長宗我部を倒した後は一番戦況が厳しい江戸北西部に仁兵衛と共に急行し、そこで事前に託していた「天羽々斬剣」で仁兵衛が1万8千の蟲人に狙われる事態になった際には、「常世の巫女」の力を一時使い切った仁兵衛に月島流剣術で蟲人達を倒し生き残ることを命じる。自身は総大将である真田の相手を請け負い、彼を「生涯最後の相手」と見定め戦いに挑む。真田から仁兵衛を守るために心臓にまで達するほどの重傷を負わされてしまい、真田の動きについていけず圧倒されるが、戦いの中で仁兵衛に月島流剣術当主の座を託し「最後の戦い」に出る。真田の間合と呼吸を制し、自分の背中を真っ直ぐ見つめてくれる息子がいるからこそ最強でいられる想いを乗せて月島流奥義「富嶽泰山斬り」を決め、見事に勝利した。真田の消滅後、自分が文字通り「死ぬまで勝ち続けた」ことと自分達の月島流剣術が人々を守ったことを仁兵衛に示し、「自分が望む通りに生きろ、それが道となる」「ワシよりも強くなれ」と言い残して叶のいる天を仰ぎながら立ち往生を遂げ、その天命を全うした。その亡骸は吉宗達によって室や戦で犠牲になった他の者達と共に江戸市中の小さい寺に埋葬された。

松平 実芳（まつだいら さねよし）
声 - 郷田ほづみ
元大平藩藩主。幕府若年寄。アニメ版では姓が「水野」となっている。
いち奉公人の命も心配する心優しい人物。蟲狩時代の無涯と面識があり、大人蚤に江戸屋敷が襲われた際、蟲奉行所を通して無涯に退治を要請する。
斎木 真ノ助（さいき しんのすけ）
旗本・斎木家の次男。
整った顔立ちをした丁髷頭の男性。趣味に嗜む程度に剣術を会得しており、チンピラ三人を素手で倒す強さを持つ。
お春とのお見合いの後に自分との縁談を申し込むが、彼女に老婆になるまで一緒にいたい人（＝仁兵衛）がいると告げられ、大人しく身を引いた。
門脇（かどわき）
徳川軍指揮官である旗本。
チョビ髭を生やし、兜を被って鎧を着た男性。江戸冬の陣において8万中5万の兵力を率いて蟲人軍と対決し、無涯が江戸西部に向かった後は5万9千もの死傷者を出されて残りの兵数が千になり一気に窮地に陥るが、駆け付けた仁兵衛と源十郎に助けられる。
新橋 秀蔵（にいばし しゅうぞう）
由緒正しき旗本・新橋家の三男。
優秀な2人の兄に比べ冷遇されており、江戸冬の陣では過酷な先陣の隊に所属される。両親からも心配されていないが、唯一自分を気にかけてくれる妻・お松（おまつ）のため江戸を守ることを決意する。

### 江戸市井
お春（おはる）
声 - 明坂聡美
茶屋「春夏秋冬」の娘。16歳。身長157cmで3サイズはB94（Fカップ）、W58、H88。4月8日生まれのB型。
両側にはねた特徴的な長髪の少女。スタイル抜群で、火鉢や長福丸が「桃」に喩えるほどの巨乳の持ち主。下は穿いていない。優しく穏やかな性格で、男性を「様」付けで呼ぶ礼儀正しさを持つ。祖父（声 - 下崎紘史）と共に店を切り盛りしており、趣味は団子作り（そのため料理も得意）。市中の人々からも人気が高く、春菊によると多くの見合い話が持ちかけられているらしい。何かとサービスシーンが多く、それで絡むことが多い仁兵衛は度々住民に制裁を加えられている。
蟲害によって父（声 - 下妻由幸）と母を失っており、蟲奉行所の設立を心から望んでいた。巨大蟲から助けられたことをきっかけに仁兵衛を慕っている。なお、火鉢に「仁兵衛を好いている」と問われた際、彼のことは異性としてはあまり意識していないと発言しているが、無自覚ながらも仁兵衛に好意を寄せていることも火鉢達に読み取られている。仁兵衛が大阪に向かう前日、もう会えないかもしれないと感じて自分の想いを仁兵衛に伝えようとするが、逆に江戸に来たことと蟲奉行所に勤められたことの喜びを伝えられ、旅立つ彼に自分の桜柄の襟巻きを送り「春にまた花見をしよう」と約束した。
7年後は仁兵衛と結婚し、3人の子供を産んでいる。母親として一皮剥けたらしく、江戸の豪邸にて火鉢や蟲奉行らと共に「自分が正妻だ」と言い合うなど以前と比べ逞しい一面を見せるようになった。
長福丸（ながとみまる） / 徳川 家重（とくがわ いえしげ）
声 - 福山潤
江戸幕府次期（9代）将軍。吉宗の息子。19歳。身長172cm。
長髪で、被っている能面の下はイケ顔であるが、面を取られると声が急に小さくなる（後に、面をとっても普段どおりに振舞えるようになった）。書物から様々な知識を学んでいるためかなり博識で、何か言うごとに薀蓄を垂れる。格下の人物には尊大に出るものの、父を始め格上と思しき人物とは目も合わせられない性格で、吉宗からも呆れられていた。
幕臣達からは表面上は諂われているものの不甲斐なく思われており、後継も次弟をと望まれている。そのため人間不信に陥っており、また室鳩巣から与えられた『徒然草』の一節に感銘を受けてからは10年間ひきこもり書物ばかりを読んでいた。巨大蟲出現の謎を知るため、蟲奉行所に忍び込んだ際に初めて個人としての自分を信頼した仁兵衛に心を開き、彼を友と呼ぶようになった。しかし、初めて出来た友人であるためか、その後は半ばストーカーになっている。一方で火鉢とは犬猿の仲だが、彼女に敵うはずもなく横柄な態度を取ってはボコボコにされるのがお約束。
仁兵衛達が紀州から生還した後は自らの浅学さに危機感を覚え、一念発起して全ての知識を手に入れるため次の将軍になることを誓う。その後、仁兵衛が蟲狩達の仲間に引き込まれそうになった際に自身の素性が鳰にばらされてしまうが、仁兵衛を「生涯唯一の友」として鳰が「常世の巫女」の力の危険性を説いて仲間にしようとしても、自分を救ってくれた仁兵衛を決して手放そうとはしなかった。蟲狩が去った後、蟲奉行所に来た時のみ将軍扱いせずに自分と接すると仁兵衛と約束した。
毛利勝永の襲来の後、怪我を負った小鳥の代役として父や室、与力達による大阪城攻略の会議に出席する。江戸冬の陣では、仁兵衛に代わり江戸の民を守るため江戸東部に向かう室に同行する。そこで自身の知識が活かされるほどの度胸と冷静さが足りないことを指摘されるが、「経験を積めば良い将軍になれる」とも称される。仁兵衛が長宗我部を倒した後は町人を連れて江戸城に帰還し、長宗我部の一部に寄生された室を救うため彼に罵声を浴びせられながらも長宗我部を追い出すことに成功し、「自分の知恵で誰も死なせない覚悟」を説いた。最終的に室は長宗我部を道連れに火の中に飛び込んで死亡し、それを悲しみながらも室の遺言で吉宗に公家見廻り組の投入を進言した。常世の蟲の襲来時には、復興の最中で江戸冬の陣以上の事態は皆の心が持たないとして町人には伝えないことを仁兵衛達に提案した。大阪出陣では、吉宗に仁兵衛達への同行を申し出て断られるが、結局は書置きを置いて勝手に飛び出していった。大岡との合流後、自分がこれからの戦いで足手纏いになることを自覚した上で大岡の補佐を受けながら大阪城潜入の策を立て、何とか作戦決行の当日までにまとめた。
7年後は散々幕閣を悩ませた挙句、9代将軍徳川家重として政務に携わっている。ことあるごとに仁兵衛の家に逃げ出すなどの面は相変わらずで「無能」と称される一方、田沼意次などの優秀な幕臣を生み出す優れた人事能力から「隠れた名君」とも称えられている。
お園（おその）
声 - 若林彩子
瓦版の記者である褐色肌の少女。
弥助（やすけ）
声 - 津村まこと
松平実芳の江戸屋敷に仕える奉公人の少年。
奉公先を盥回しになった末、松平家に拾われた経緯があり、実芳に対する忠誠心は非常に高い。大人蚤の騒動では逃げ遅れて命の危機に晒されるが、仁兵衛の奮戦により救われる。
寅吉（とらきち）
声 - 高山みなみ
江戸市中に住む少年。
家が貧乏であるために自身や弟達が迫害されるのを憂い、剣術を鍛えて武士になりたいと志している。その意志に感銘を受けた仁兵衛は彼を弟子に迎えてたまに剣術を教えている。
勘介（かんすけ）
月島流道場で仁兵衛の兄弟子だった青年。
仁兵衛のことを「仁坊」と呼び、彼からは「勘介兄貴」と呼ばれる。道場の稽古の厳しさについていけず旅に出ると偽って道場を出たが、悪党を一人倒すなど決して弱いわけではなく、源十郎からも「月島流道場一真っ直ぐな突き」の持ち主と認められていた。
道場を辞めた後は江戸に流れ着き、博打に手を染め借金を抱えたことで悪党達の下っ端になった。その際に大きな商家を襲う計画を知りそれを八丁堀に密告したが、そのことがばれて追われる身となった際に仁兵衛と再会。そこで現在の自分を知られてしまうが、変わらず自分を慕ってくれる仁兵衛に感化され、悪党を成敗する際に突きの指導をして彼が「富嶽巌砕突き」を修得する切っ掛けを作った。その後は再び剣への情熱を思い出し、仁兵衛の兄弟子としてさらに強くなることを決意した。
信ノ助（しんのすけ）
武士の息子である少年。
江戸冬の陣閉幕後、蟲人軍との戦いで亡くなった父の形見となった刀を仁兵衛・火鉢と共に崩壊した屋敷から掘り出した。父が死んだことを悲しんでいたが、同じく父を喪った仁兵衛に「いつか父が江戸の明日を守った立派な武士であったことを誇ってやれ」と諭される。

### 紀州
大和や伊勢と共に蟲の襲撃を受けた後、蟲への防衛策で国々の領地を再編成した際に多くの兵や財政、人材を投入し、現在は「東の防壁」と呼ばれるほど江戸に次いで堅牢・充実な国になっている。蟲に襲われた時のために山にいくつもの隠処が用意されている。
徳川 宗直（とくがわ むねなお）
声 - 藤原啓治
紀州藩藩主。徳川吉宗の従兄弟。
チョビ髭を生やしている。吉宗からは自分よりも有能であると言われるほどに信頼されており、蟲奉行とも面識がある。
蟲人が紀州の民にこれ以上の危害を加えないよう真田と交渉し策を練るも、蟲人の人ならざる力と人の道理を踏みにじる理念によって翻弄される。蟲奉行達が紀州へ赴いているという情報を知ると、密かに提携して蟲奉行や仁兵衛達を常世の井戸へと導く。真田との戦いの終盤、常世の井戸を封印するために一人城中に残り、蟲奉行や仁兵衛に後のことを託して城の天守ごと爆破して井戸ともども和歌山城の瓦礫の中へと埋もれていった。
アニメ版では城のからくりで真田を倒そうとするも失敗し、返り討ちに遭っている。
山県 正近（やまがた まさちか）
声 - 石原由宇
紀州藩に古くから仕え、家老を輩出してきた名家・山県家の若き当主。
精悍な顔立ちで、真田や十傑蟲をはじめとした蟲人の暴虐によって命を落としていった紀州藩の民や家臣達に涙を流すなど正義感が強い。
十傑蟲に監視され身動きが取れない宗直に代わり、備前を介して蟲奉行所と合流、蟲奉行の力を取り戻すための作戦に加わる。戦後は藩主無き紀州藩復興のために陣頭指揮を執っている。
木場 正勝（きば まさかつ）
山県家の重臣。
三白眼である眼つきは鋭いが、幼少期から正近を支えてきた忠臣。霧隠に密かに殺害されて皮を剥がされ、その地位に潜り込まれることになる。
山本 次五郎（やまもと じごろう）
山県家の重臣。
正勝と共に正近の幼少の頃より「山県家」を支えてきた。終始正近と行動を共にし、戦後も正近と共に紀州復興のために尽力している。
久能（くのう）
紀州藩筆頭家老。
完全封鎖をしていた紀州に侵入者（仁兵衛達）を許した咎により民衆への見せしめとして責任を負い、同僚の松永（まつなが）・木瀬（きせ）と共に切腹した。
備前（びぜん）
声 - 高橋広樹
岩松村名主。
出っ歯が特徴の若者。かつては天涯孤独の身で、盗みや暴力を振るって周囲からも嫌われていたが、岩松村の先代名主・松蔵に引き取られ、彼の死後はその跡を継いで名主になった過去を持つ。
納屋に潜んでいた蟲奉行一行を捕らえるも、破傷風にかかっていた仁兵衛を村の教えに従い村人総勢で看病する。蟲人の制裁から村を守るために病み上りの仁兵衛を殺害しようとするが、村に侵攻してきた六郎コンビに立ち向かい村人を守ろうとする仁兵衛の正義感に松蔵の面影を見て心を打たれる。六郎コンビ撃破後、仁兵衛達から事情を聞き紀州での謀において村ぐるみで大きな役割を担うことになる。戦後は紀州復興のために尽力している。
松蔵（まつぞう）
岩松村先代名主。
一人では何一つできないが自らを省みずに人助けをする善人で、村の誰からも慕われていた。また、妻や息子・慎太（しんた）がいたが、妻は病で早くに亡くなり、慎太も山崩れで帰らぬ人となった。
身寄りのなかった備前を養子にした。最期は村人を守るために山賊に殺害されるが、それでもなお備前の行く末を案じていた。

### 主要人物の家族・関係者
月島 源十郎（つきしま げんじゅうろう）
仁兵衛の父。現在は幕府剣術指南役。江戸幕閣を参照。
叶（かなえ）
声 - 相橋愛子
仁兵衛の母。飛騨高山出身でそこにある蟲狩の隠れ里・小里村で「常世の巫女」として崇められていた。故人。身長170cmで3サイズはB96（Iカップ）、W56、H90。。
しめ縄の髪飾りで長い黒髪を縛り、リボンの付いた青い鉢巻を巻いた女性。お春に勝るとも劣らない巨乳の持ち主で、源十郎はお春の胸を見て彼女を思い出していた。何よりも剣術が好きで、その高みを目指している時だけ自分を感じることができていた。仁兵衛が物心つく前に亡くなったため仁兵衛は彼女のことを殆ど知らないが、死ぬまでの間に当時赤ん坊だった仁兵衛に無涯が「塵外刀変化」で唱えていたものと同じ子守り歌を歌っていた。
腕の方は粗削りではあるが、源十郎の「富嶽鉄槌割り」を見ただけで覚えるなどかなりの剣の才能の持ち主。また、しめ縄の髪飾りを外すことで仁兵衛同様「常世の巫女」の力を発揮でき、白くなった長髪を自在に操ることが可能だが、本人は人ならずなこの姿を「醜い」と快く思っていない。
小里村にいた頃、山頂の社で教養と剣術、「常世の巫女」の力を扱うことに日々を費やされ外の世界に憧れていた。日本一の剣客となるために里の剣の師を倒して親と縁を切り、武者修行の旅に出た。20年前、江戸の道場破りの最中に同じく道場破りをしていた源十郎と遭遇、真剣勝負となる。互いの実力が拮抗していたために三日三晩（アニメ版では1年）戦っても勝負がつかなかったが、源十郎の腕を認め（どちらが上かはさておき）、「日本一と日本二の剣豪の子であれば健やかで逞しい子になるだろう」と考え、源十郎の子を産むと宣言した。
源十郎と二人で子に技を教える日々を楽しみにしていたが、その4年後仁兵衛を産んだ際に重い流行病にかかっており、自分の死期が間近であることを悟って源十郎に自身の過去を明かし再び真剣勝負をする。「常世の巫女」の力を解放した壮絶な一騎討ちの末決闘は自身の敗北に終わり、自分が自嘲していた「常世の巫女」の姿を「面白変化」と称した源十郎を「日の本一」と称えた。その一月後、この世を去った。
死してなおその「想い」は自身が小里村から持ち出した「天羽々斬剣」に宿っており、息子に渡り刀身を顕現しようとした際に仁兵衛に声援を送り、彼が真田に源十郎を斬られた怒りで暴走した際には正気に戻し、力を貸して「天羽々斬剣」を制御させた。

いろり
声 - 上坂すみれ
火鉢の妹。火鉢と同郷のくノ一。
姉同様ツインテールの髪型が特徴の幼い少女。フリルの付いたピンク色のスカート姿で、下着は水玉柄のふんどしを着用。一人称は「いろり」で口癖は「です」。火鉢を「姉様」と呼び尊敬しているが、再会した時のスキンシップは些か危ない。恋愛事にも目ざとく、火鉢が仁兵衛を意識していることにも気付いており、そのことで彼女をからかったりしている。
吹き矢を武器に用い、指笛を吹いて森の生類（動物）達を味方につけることが出来る。また木から飛び降りて無事に着地したり、火鉢と共に松阪和歌山城の水堀に潜ったりと幼いながらも身体能力は高い。
紀州の異常を探っている最中に望月に捕まったが、連れてこられた岩松村に潜伏していた仁兵衛達に助けられ、以後彼らの協力者となる。事件終息後、紀州の異変に一切無関心だった田舎の村を見限り、火鉢と共に江戸に渡る。仁兵衛のことは出会った当初から彼に懐いており（本人曰く年上が好き）、悪党達から助けられて以降「お兄ちゃん」と呼んで慕うようになる。

モコ太（モコた）
いろりに従うムササビ。
小さい頃から自分を調教したいろりの影響を受けているせいか火鉢（というより女性）が大好きで、よく彼女に引っ付いているスケベな性格。人間とは筆談でコミュニケーションを取る。いろりを「マスター」、天間を「シャイボーイ」と呼ぶ。
弥三郎（やさぶろう）
火鉢・いろりの祖父。現在は「常世の神の僕」の一人。蟲を参照。
恋川 左之助（こいかわ さのすけ）
声 - 小杉十郎太
かつて関東を席巻した大盗賊「黒蜘蛛組」首領。春菊の父。
左こめかみと口元にある傷や大きな鼻が特徴。人を傷つけることを嫌っていた幼少期の春菊に辛く当たり散らしていた。
アニメ版ではお菊を斬殺したと春菊に勘違いされた挙句、殺される寸前までに追い詰められた。
お菊（おきく）
声 - 若林彩子
春菊の母。故人。
原因は不明ながら死の床に就いており、その苦しみから解放されるために春菊に自らを殺すように請うた。それが春菊の最初の人斬りとなった。
アニメ版では立場の弱い春菊を庇っていたが殺された。殺害犯は蟲狩の蓋骨となっている。
千鶴（ちづる）
黒蜘蛛組に所属していた松兵衛の母違いの娘。故人。
欠けた歯と赤髪が特徴の少女。自分の名前の漢字も分からず自分でも認めるほど頭が悪く、春菊曰く「どこまでもポンコツで、いつもどこかズレていて、常に笑っている」底抜けに明るい性格の持ち主。元は松兵衛によって村の外で違う母親の元で産まされ、赤ん坊の自分を養えないという理由から母が金で松兵衛に世話を頼み女中として働くことを条件に家に置かれている。松兵衛には父親として感謝しているが、当の本人からは娘だとは思われておらず本来の子供二人と比べて冷遇されており、松兵衛が外で悪事を働いていたことにも気付いていた。
2年前幕府に追われ自分の村に隠れ住んでいた春菊の世話係兼監視役を命じられ、彼を「春ちゃん」と呼んで親しみ一時的に春菊が人斬りから離れる切っ掛けを作った。松兵衛に短刀で春菊を殺すよう託された時も春菊に教えて無かったことにしようとしたが、蟲に襲われていた松兵衛を庇って重傷を負い、春菊に看取られながら息を引き取った。春菊が捕まった後、その亡骸は小鳥によって自分が気に入っていた松の木の丘に埋められた。
松兵衛（まつべえ）
元黒蜘蛛組の一員。関八州北にある山深い村の大地主で、千鶴の父。故人。
黒蜘蛛組在籍時は金に汚い一番の下っ端で、黒蜘蛛組が散り散りになった後は家に帰って大地主の跡取りになっている。後に村にやって来た春菊を昔の命の恩人と偽り匿っていたが、村で問題を起こす彼を置いたままでは自分の悪事が露見されることを危惧し、千鶴に春菊抹殺を命じ別の手として町奉行所に密告する。跡を付けていた際に蟲に襲われ千鶴が自分を庇って死んだことで結果的に町奉行所に春菊を捕えさせたが、悪事がばれないことに安堵して千鶴に「死んでくれてありがとう」と言ったことが春菊の逆鱗に触れ、彼に同心共々殺害された。
空（そら）
有虚と無涯の妹。故人。
滅多に外に出られないほど体が弱かったが、勉強熱心で頭が良く誰にでも優しい気丈な性格。当時の蟲狩メンバーの中心にいた人物で、中でも美月（蜜月）とは親友同士だった。また末那蚕や至胴曰く「つんつん」。
8年前、故郷である飛騨高山の小里村において鳰の里の資料整理や祠の調査を手伝い彼の屋外調査や見聞などを整理して書に記していたが、村やその歴史を知らなすぎた自分達に対して余りに秦河勝や常世の蟲のことに詳しかった鳰に疑念を抱き、その正体を探っていた。書には確証には到ってないものの自分なりに鳰の正体を調べたものを綴り、最後に「あなたは誰」と書き残して鳰に渡すつもりだったが、黒い蟲の襲撃の際に有虚と無涯、美月を庇い蟲に食い殺された。なお、彼女を殺した蟲は仁兵衛の強い蟲狩の血に反応して北の津軽藩に向かいそこで源十郎に倒され、書の方も無涯に発見され彼が鳰の元を離れる切っ掛けを作った。
棗（なつめ）
声 - 下崎紘史
天間の祖母。土御門家に仕える多くの一族の主を束ねる人物。
普段は梵字の書かれた覆面を被っており、周囲からは「ご隠居」と呼ばれる。天間の前では厳格な人物として振る舞っているが、本来は非常に孫思いな心優しい性格で、町の往来で天間が世話になっている市中組の面々に頭を下げる礼儀正しさも持つ。土御門家随一の式神制作の腕を持ち、天間の「為吉」「末吉」も自分が作った。
両親から見捨てられた天間を可哀想に思い、彼についた嘘が結果的に天間の寿命を縮めることになってしまった。天間が公家組に所属することになったことを聞いて蟲奉行所に駆けつけ、仁兵衛達に「裁かれる日が来た」と天間の過去を告白した。壱与の暴走時に天間に嘘をついていたことを涙ながらに謝罪し、互いに大事に想っていることを約束・認識してその後は従来の優しさで天間と接せるようになった。
一兵衛（いちべえ）、四保（しほ）、七太（ななた）
最終話に登場した仁兵衛と火鉢の子供達。他の仁兵衛の子供達と共に長福丸を「上ちゃま」と呼び懐いているものの、火鉢似の四保は小鳥を「鳥ヤロー」と呼ぶなど口が悪い。
双海（ふたみ）、五月（いつき）、八兵衛（はちべえ）
最終話に登場した仁兵衛とお春の子供達。五月は子供達の中で父である仁兵衛に一番似ている。
三太（さんた）、六拓（むつみ）、九子（くこ）
最終話に登場した仁兵衛と蟲奉行の子供達。3人とも蟲奉行譲りの銀髪が特徴。

### その他の史上の人物
百地 三太夫（ももち さんだゆう）
伊賀の歴代最強といわれる忍の頭領。
物語以前に君臨した忍の大家で、弥三郎や霧隠の師にあたる。その忍術の秘伝に目が眩んだ生前の霧隠によって殺害されている。
秦 河勝（はたの かわかつ）
千年以上前の太古の時代に生きた、6世紀大和朝廷に仕える廷臣である秦家の豪族。蟲狩の祖先にあたる人物。
常世の蟲を崇める民衆達を危険視した朝廷の意に従い民衆を悉く虐殺、常世の蟲を打ち倒しその返り血を浴びたことで摩訶不思議な力を得た。その際に常世の蟲の怨讐の言葉を聞き、いずれ来るかもしれない災いに備えるために蟲狩の隠れ里を作って使命を与え、己に宿った力を絶やさず残すことにした。
豊臣 秀頼（とよとみ ひでより）
声 - 下妻由幸
100年前における豊臣家当主。豊臣秀吉の息子。国松・奈阿姫（蟲奉行）の父。
妻と共に虫好きの奈阿姫に変わらぬ愛情を注ぐ心優しい性格で、奈阿姫からは「父様（ててさま）」と呼ばれる。
大阪の陣で真田をはじめとする大阪五人衆を呼びかけ、10万の兵力と共に20万の徳川軍と戦った。戦の流れになるにつれて心労でやつれていったが、常世の蟲によって生き返った奈阿姫を助け出し彼女が毒の身にされても決して離さなかった。

## 用語

### 江戸関係
新中町奉行所
巨大蟲から江戸を守るために新設された奉行所。通称蟲奉行所（ムシぶぎょうしょ）。奉行所の門には巨大な蝶の翅を模した飾りがある。市中見廻り組・武家見廻り組・寺社見廻り組・関八州見廻り組・公家見廻り組の五つの「見廻り組」とそれを束ねる「蟲奉行」によって構成され、見廻り組の与力と蟲奉行の会議によって運営されている。紋所は蟲奉行によって作られ、「いつか常世の蟲を倒し、日の本に泰平をもたらす」意味を込めて黒揚羽とそれを真っ二つに斬り裂く縦一本線が刻まれた形をしている。
鳰との決着から半年後、巨大蟲が消えたことで解散となった。
見廻り組
各見廻り組にはそれを統括する御目見え以上の与力（各見廻り組に一人だが、公家組のみ二人）がいる。身分は市中組＜関八州組＜武家組＜寺社組＜公家組の順で高くなる。
市中見廻り組
与力は松ノ原小鳥。仁兵衛が所属する見廻り組。江戸市中を蟲から守る役割を持ち、それゆえ市中との関わりも深く彼らからはヒーローのように扱われる。また、他の見廻り組と違い羽織は着ておらず、少数精鋭である。お勤めの際は主に二人一組で行動する。
武家見廻り組
与力は尾上影忠。旗本や大名などの上級武士を守る役割を持つ。同心は黒い羽織を身に着けている。尾上の指示で統率された戦い方が特徴で、後に源十郎に師事し同心一人一人の強化を行っている。
寺社見廻り組
与力は白榊夢久。寺や神社などを守る役割を持つ。同心は白い羽織を身に着けている。大砲などの大量の銃火器を用いた遠距離戦を得意とする。
関八州見廻り組
与力は犬方獣左。江戸の外である関東全域を見回る役割を持つ。同心は紫色で虎模様の羽織を身に着けている。江戸を取り囲むように8つの砦を建て、江戸に侵入してくる蟲を仕留めているが、蟲狩によって砦は全滅し、多くの蟲人の襲来を許してしまった。
公家見廻り組
与力は土御門雛姫と壱与。現在江戸城奥に移り住んでいる朝廷やその一族を守る役割を持つ帝直属の見廻り組。そのため滅多な事態が起きない限り動くことは無く、仮に動いたとしても朝廷に貸しを作るという理由から小鳥には警戒されている。江戸城の離れにある帝邸の地下に詰所があり、カラクリ屋敷のような構造になっている。
蟲腑分け所（ムシふわけじょ）
蟲奉行所内にある研究対象の巨大蟲の死骸が送られる場所。内部には蟲の研究をする「薬事房」などの施設がある。なお、それ以外の蟲は小石川養生所近辺にある「蟲塚（ムシづか）」で燃やしたり埋められたりしている。
蟲文庫
蟲奉行所内にある蔵造りの書庫。長福丸曰く江戸城の紅葉山文庫にも勝るとも劣らず、蟲の生態に関する書物や蟲を扱う特殊器具についての文献、蟲狩の鳰が持ち込んだ蟲人が西日本を征服したことが記された日本地図の巻物などがある。
蟲奉行所「夏の陣」
城塞級の巨大蟲が現れた際に適用されるルール。無涯を除く全ての者が町人の避難・退路の確保・治療やその他のサポートに回り、市中組の最大戦力である無涯を攻撃に専念させることで蟲の注意を一点に集中させ江戸の町人に被害が及ばないようにする陣形。江戸町人は無涯の強さを信用しているため、彼のお勤め姿を見て宴会を始めるほどの夏の風物詩になっている。
春夏秋冬（しゅんかしゅうとう）
蟲奉行所の傍の日本橋に構えるお春とその祖父が経営している茶屋。扱っている団子の種類はみたらしとあんこで、他にもお汁粉を出している。市中の店でも特に人気がある。
月見堂（つきみどう）
蟲狩の鳰の指示で仁兵衛を監視するため蜜月が開いたまんじゅう屋。商品は鳰が作ったまんじゅうで味は美味いが、春夏秋冬の向かいに立っているため客を取られてなかなか儲からずにいる。

### 蟲関係
巨大蟲（きょだいムシ）
100年ほど前の大阪夏の陣から日本に跋扈するようになった、人間を襲う巨大な蟲。なぜそのようなものが現れるようになったのかはよく分かっていないとされ、長い間大阪城を根城にして特に目立った動きも無かったが、約80年前には他の国を襲い始め大阪から西への侵攻侵略を開始した。
基本的に人間の数倍から数十倍程度の大きさだが、夏になると「城塞級」と呼ばれる超大型蟲も現れることがある。ベースになった虫の特性を持ち合わせているため、対策方法を知っていれば常人でも動きを止めることは可能。四季によって活動の周期が変化し、春から夏は活発化するが、秋から冬だと沈静化する（この特性から雪国では存在が確認されていない）。ある程度成長した個体は、常世の蟲の力によって知性を得た蟲人に進化する。
キキョウによると人間を「憎むべき存在」として襲っているとのことだが、元々は大阪城で100年の眠りについた常世の蟲が奈阿姫のために人間を根絶やしにする目的で生み出したものだった。鳰との決着後、常世の蟲が自身に関するものを全て常世の国に持ち帰ったことで日本からは未来永劫姿を消したが、日本より遠く離れた異国に新たな蟲が出現し仁兵衛がその退治を任じられることになった。
屋牢蜘蛛（やろうぐも）
巨大蟲「001」。仁兵衛が江戸で初めて戦った蟲。外見は巨大なクモであり、巨大な脚と粘着力の高い糸を組み合わせて攻撃してくる。群れで生活し、廃寺などに潜んで人間を狙う。蟲人・オバナの元となった蟲でもある。
ヤツホシ
巨大蟲「002」。巨大な天道虫の姿をした蟲。自身に危機が及ぶと足の関節に出来た球体から毒を含んだ悪臭の汁をばら撒く。
大人蚤（おおひとのみ）
巨大蟲「003」「004」「005」。蚤の跳躍力と人間を一瞬で吸い尽くす口吻を持つ。主に幼蟲と成蟲（雄と雌）がいる。中でも雌の個体は最も強い。
脚長脚留蜂（あしながあしどめばち）、脚長脚留女王蜂（あしながあしどめじょおうばち）
巨大蟲「006」「007」。山岳部などに岩に偽装した巣を作り、近づいた人間を襲う蜂に似た蟲。
夜深蚊（やぶか）
巨大蟲「008」。深夜に人を襲う蚊に似た蟲。音を全く出さずに相手を仕留めることが出来る。蚊と同じく蓬と茅を燻した煙が弱点。
鳴刀蟷螂（めいとうかまきり）
巨大蟲「009」。岩や壁を難なく切り裂く鎌を持ったカマキリに似た蟲。作中で初めて出てきた蟲狩に操られていた個体であり、蜜月がある男に「蟲笛」を貸して悪事をさせていた。
神楽百足（カグラムカデ）
巨大蟲「010」。巨大な百足の姿をした蟲。蜜月が移動用として何匹か操っており、内一匹には桃丸（ももまる）という名前を付けている。
益荒王兜（ますらおおかぶと）
巨大蟲「011」。作中で初めて出現した「城塞級」と呼ばれる超大型のカブトムシの姿をした蟲。歩いただけで災害級の被害をもたらし、翅を振るわせることで巨大な粉塵を巻き起こす。その幼虫である蟲人・ハギの元となった蟲でもある。
隠密蜻蛉（おんみつとんぼ）
巨大蟲「012」。蟲狩が操る蟲の一種。羽音が限りなく静かで、気配も完全に消せるため尾行に適したトンボに似た蟲。
駆脚髪切（かけあしかみきり）
巨大蟲「013」。巨大なカミキリムシの姿をした蟲。
砂地獄（すなじごく）
巨大蟲「014」。蟻地獄の姿をした蟲。圧刃蜉蝣（あつばかげろう）の幼虫。複数匹で行動し、村一つを地下に飲み込むことができる。
風斬義離須（かぜきりぎりす）
巨大蟲「015」。市中見廻り組をかく乱するために蜜月が呼んだ蟲。巨大なキリギリスの姿をしている。
石殻団碁蟲（せきかくだんごむし）
巨大蟲「016」。市中見廻り組をかく乱するために蜜月が呼んだ蟲。巨大なダンゴムシの姿をしている。
双身鋏蟲（ふたみはさみむし）
巨大蟲「017」。市中見廻り組をかく乱するために蜜月が呼んだ蟲。巨大なハサミムシの姿をしている。
戦刃鍬形（せんじんくわがた）
巨大蟲「018」。幾つもの家屋を一度に切断するほどの巨大な顎を持つクワガタムシに似た蟲。
無々節（ななふし）
巨大蟲「019」。細長い体と幾つもの棘が付いた舌を持つナナフシに似た蟲。高度な擬態能力を持つ。
三夜毒蛾（さんやどくが）
蟲人・キキョウの元となった蛾の蟲。
黒い蟲（正式名称不明）
8年前、幼少期の仁兵衛が遭遇した蟲。外見はムカデと酷似しており、個体によって頭の形に違いがある。他の蟲とは一線を画す硬さと強さを持つ。冬国には蟲は出現しないという定説を破った個体であり、源十郎の左足を奪う原因を作った。城の記録には蟲狩が関わっている蟲として記録されていた。常世の蟲もこの個体を生み出すことが出来る。
仁兵衛が遭遇するより前に飛騨高山にある秦河勝の血を引く蟲狩の隠れ里・小里村を襲い、多くの村人を虐殺した。その後は匂いでも覚えたのか生き残った蟲狩のメンバーを追い続けており、回数を重ねるごとに強くなっている。また、この蟲は蟲狩のメンバーが大阪城に近づくと大量に出現し、真白曰く「自分達の動きを監視している」とのこと。
蟲人（ムシびと）
3年前の大坂遠征にて初めて姿が確認された蟲と人間の両方の特性を併せ持つ化け物。大坂五人衆や真田十傑蟲など、巨大蟲とは比べ物にならない極めて高い戦闘力を有する個体が存在する。既に西日本を征服しており、巨大蟲を率い幕府の壊滅を狙う。元々は人間であったことをほのめかす発言をしており、江戸の重鎮からも「100年前の亡霊」と呼ばれている。
常世の蟲の力による蟲人化には、人間から蟲人になる場合と巨大蟲から蟲人に変化する場合がある（後者は鳰の口から明かされている）。前者は生前の能力をそのまま備えており、蟲人化で得た蟲の能力でより強力になっている。後者は元になった巨大蟲によってその能力に個体差はあるが、一定の時期を経て知性を得てしまうと前者同様の脅威になる。
蟲奉行の存在が東日本での蟲人の発生を抑止していたが、彼女が大阪城に囚われてからは増加の一歩を辿っており、結果として大量の蟲人が江戸に侵攻してきた。また巨大蟲とは違い、冬での活動も活発になっている。
一部の蟲人は「脱皮」を行うことで戦闘力が格段に上昇し、かつての人間の姿に近づく。人間を超えた力を持つが故にプライドが高い一部の蟲人にとって、格下の人間相手に本気を出すこの行為は恥と捉えている。実力のある蟲人ほど手足などの末端も人間に近づく。この脱皮に関しては、現時点では十傑蟲や真田などの元々が人間である蟲人だけが使用しており、巨大蟲から転じた蟲人でも使用できるかは不明だが、紀州の戦いの後の真田を見る限り脱皮前の姿に戻ることは可能な模様。
常世の井戸（とこよのいど）
松阪和歌山城の地下にある瘴気で満ちた井戸で、松阪和歌山城はこの井戸を隠すために建てられた。湧いている水と瘴気は人間に対しては非常に高い毒性を示すが、一方で蟲が摂取すると凄まじい程に強靭となる（瀕死の蟲がこれを飲んだせいで国が傾いたほどである）。瘴気自体にも意思を持っているような描写がある（鳴き声を上げる、蟲奉行を連れ去ろうとする等）。真田からは「王（常世の蟲）の匂い」がするといわれている。
元は常世の蟲の想い出が息づいて出来た井戸であり、蟲奉行を連れ去ったのも井戸の水に触れることの出来る彼女にその想いをぶつけようとしたと蟲奉行本人は推測している。蟲奉行と仁兵衛が飛び込んだ後、蟲奉行と意識を共有したことで彼女や常世の蟲の記憶が仁兵衛に流れ込み、彼を暴走状態にさせた。最終的に徳川宗直が松阪和歌山城を爆破したことでその瓦礫に埋もれていった。
アニメ版では真田によると蟲の力が増すのは確かだが、井戸に入る前の記憶は全て失われるとのこと。
蟻塚（ありづか）
オバナ・キキョウ・ハギの3人の蟲人を筆頭に江戸の北郊外の濃い霧が立ち込める山間に建てられた巨大な建造物。ただし、まだ未完成で内部は複雑な迷路のようになっており、蟲人達によって次々と恐ろしい早さで道が作られている。上部には「中央排気口」、地下部は空調や雨水を流すために地下水と繋がった「空冷室」、人間を苗床にしてキノコを栽培している「菌園」、捕まえた人間を餌として保管する「食糧庫」、女王蜂がいる「母蟻房」と生産した兵隊蟻がいる「幼蟻房」がある。
江戸に攻め入るため、女王蜂に捕えた人間を食料にし多くの兵隊蟻を生産していたが、オバナ・キキョウは仁兵衛達に敗れ成虫となり巨大化したハギに破壊された。
「非時の香実」の呪法
常世の国の木の実で常世の蟲の生の象徴である非時の香実を現した呪印を用い、繭を通して強制的に常世の蟲から鳰に栄養（ちから）を受け継がせるもの。鳰が100年かけて作り出し、大阪城の至る所に施していた。

### 蟲狩関係
蟲狩（ムシカリ）
巨大蟲の退治を生業とする銀髪の風貌をした集団であり、かつて無涯が所属していた。しかし現在は蟲の根源である常世の蟲の力を弱めるために蟲奉行の殺害を目的としており、「蟲笛」を用いて蟲を操り江戸に混乱をもたらし、八丈島の戦いでは蟲奉行所を大いに苦しめた。蟲の毒に耐性を持ち、人間を超越した強靭で高い身体能力を誇り、自分達が作った武器を使った戦い方を得意とする。
元々はかつて常世の蟲を打ち倒し、その力を得た秦河勝の子孫で構成された一族。彼が常世の蟲を討ち取った際に聞いた怨讐の言葉に危機感を感じ、飛騨高山に隠れ里である小里村を作り蟲退治を使命として与えられていたが、長い年月の中で形骸化し100年前の大阪で蟲が出現し始めてから蟲退治をするようになった。無涯達は8年前の黒い蟲の襲撃まで（当時はまだ子供で、里の掟で知らなかったためとはいえ）信じておらず、その際に彼らを除いた多くの村人を殺され里も滅ぼされた。以降、蟲への復讐のために生き残った有虚や無涯達によって蟲狩が結成された。なお、蟲狩の紋所は有虚が「蟲に蹂躙された者達」という意味を込めて作ったものである。
アニメ版では、異常なまでの復讐心の根源は暮らしていた村を蟲奉行に滅ぼされた模様。
常世の巫女（とこよのみこ）
蟲狩の一族の中でも特に秦河勝の血（常世の蟲の力）を色濃く受け継いだ人間。男子なら「常世の神子」と呼ばれる。「里で祀るべき存在」であると同時に「畏れの対象」でもあったようだが、千年もの長い歴史で様々な対処を見出し他の村人との共存を図っていた。作中では叶とその息子である仁兵衛がこれにあたる。
しめ縄の髪飾りで常に力を封じなければいけないほどの人外な神力を持ち、伝承では大地を割り空を裂き天変をも操ったといわれる。内に秘めた他の蟲狩の者達と同等以上の身体能力に加え、生れ落ちた時より髪は白く輝き意思があるかのように自在に動かす摩訶不思議な能力を持つ。力の覚醒（使用）時には髪の大部分が白くなって残った黒髪が紋様のようになる。使用後は体にかなりの疲労感が残り、一度力を使い切ると次に使えるまで時間がかかる。
仁兵衛の場合当初は「常世の巫女」の力を自覚するまでの間、常世の蟲に力を与えられた蟲奉行の髪を口に含んだり、常世の井戸で「常世の巫女」の力の源である常世の蟲の記憶を垣間見てその際に聞いた憎悪の声に掻き立てられたことなどが原因でしめ縄の髪飾りの封印する力を超え仁兵衛自身を御し切れなくなり、覚醒した挙句暴走までしていた。しかし、後に自分からしめ縄の髪飾りの封印を解いて完全に覚醒し、今まで以上の力を行使できるようになった。
鳰との決着後、常世の蟲が自身に関するものを全て常世の国に持ち帰ったことで仁兵衛からその力は消失し、「常世の巫女」は仁兵衛の代限りでその役目を終えることとなった。
塵外刀（じんがいとう）
無涯と有虚が持つ身の丈14尺（約4.2m）ほどの異形の大太刀。峰の部分に内側に直角になった2つの刃が付いている。蟲に対して絶大な攻撃力を持ち、切断した蟲の一部を取り込むことで一度だけ別の武器に変貌する特性を持つ。
元々は秦河勝が常世の蟲を切り捨てた際に使った刀で、彼同様その血を浴びて変質し摩訶不思議な力を得たと里の書に記述されていたが、無涯達が発見した時には何故か2つに折れていた。それを「塵外刀」に鍛え上げるために空をはじめとする黒い蟲に殺された常世の蟲の力を宿す村人達の遺骨を使うという禁忌を犯した。蟲狩のメンバー内でも誰かが目的半ばで死んだ場合、さらに強く鍛えるためにその一部になることを誓っている。
鳰との決着後、常世の蟲が自身に関するものを全て常世の国に持ち帰ったことで消失した。
滅蟲邪刀「ムシカリ」
有虚の「塵外刀」を幾度も鍛え直し、670種もの蟲の外骨格を練りこんで神通力を極限に高め、蟲奉行の能力を相殺するために生み出された小さな赤い刃。後に蟲奉行が常世の井戸で力を取り戻した際に心臓ごとくり貫かれ、無涯によって「塵外刀真打」に鍛え直された。
塵外刀真打（じんがいとうしんうち）
真田に破壊された無涯の「塵外刀」を滅蟲邪刀「ムシカリ」と共に心血を注いで一つに鍛え直した一振り。峰の刃は無くなり、刃紋に4つの円形の模様が刻まれている。黒い蟲の脚を簡単に切断する切れ味もさることながら、今までの「塵外刀」とは違い一度使役した蟲の能力をずっと記憶させることができる。また、電気による攻撃も通さない。
常世の蟲の襲来後、真白から渡された死亡した蟲狩のメンバーの遺骨を使われ無涯によってさらに鍛え直され、当初の「塵外刀」に近い峰の部分に直角になった5つの刃が付いている形状になった。過去に吸収した複数の蟲の力を形状・能力ともに同時使用することが可能になっている。
しめ縄の髪飾り
仁兵衛が母・叶から形見として受け継いだ、普段から髪をまとめるのに付けている魔除けのしめ縄。強力な外因的要因を除いて「常世の巫女」の力を常時封印する力を持ち、鳰曰く「作り方は不明だが、蟲狩の里の者達の努力の結晶」とのこと。
咎神の秘薬（とがみのひやく）
鳰が発見した里の祠に眠っていた人外の秘薬。秦河勝の生き血を使用したもので、飲むことで「常世の巫女」にも近い潜在能力を引き出すと言われているが、その際に銀髪に変質している間絶望的な苦しみに耐えねばならず、里の者であっても死に至るかもしれない代物。無涯達はこの薬を飲んだことで銀髪の風貌になった。
養蟲丸（ようちゅうがん）
蟲狩のメンバーが武器以外の研究で作り出した蟲狩だけに効く回復薬。外見は芋虫のようだが、食べれば傷口が塞がるほどの回復力を持つ。
天羽々斬剣（あめのははきりのつるぎ）
古くから代々「常世の巫女」が受け継ぐ由緒正しき刀で、「常世の巫女」のみが振るうことを許される。見た目は大昔の物と思わせる直刀で、仁兵衛曰く「握り心地・振り心地共に想像以上に最高」な刀らしい。叶が小里村から旅立つ際に一緒に持ち出し、源十郎に息子の仁兵衛が一人前になった際に渡すよう頼んでいた。上総国での修業後に仁兵衛の手に渡り、元々持っていた刀と合わせ仁兵衛の新たな武器として力を発揮し、普段は黒い帯を付けて背負う形で持ち歩いている。
通常時は刀身が無い柄と鞘だけの刀だが、覚醒した「常世の巫女」の力を柄が吸収することでエネルギー状の力強く白い両刃の刀身を顕現する。しかし、刀身の顕現自体は簡単なものの「常世の巫女」の力を無尽蔵かつ高速で吸収する上に制御も非常に困難で、仁兵衛が使用した際には刀身が暴走・巨大化し、一振りで1万の蟲人を薙ぎ払う程の威力を見せ「常世の巫女」の力の殆どを搾り尽くした。それ故、仁兵衛が現れるまで叶を含めた歴代の「常世の巫女」が誰一人この刀を扱ったという記録は無かった。制御成功後はその出力を調整することで刀身の大きさを変えることも可能にしている。
鳰との決着後、常世の蟲が自身に関するものを全て常世の国に持ち帰ったことで消失した。

### 武術・能力
月島流剣術（つきしまりゅうけんじゅつ）
「常住戦陣」を旨とし戦場を想定して生み出された剣術。当主は源十郎→仁兵衛。当主自身の行いが月島流の行いとなるため、常に考え行動することが使命づけられる。己のためではなく他者を守るために力を使うことを信条とする。
富嶽三十六剣（ふがくさんじゅうろっけん）
月島流剣術の秘技。若き頃の源十郎が心血を注ぎ編み出した36の技で、技によっては一太刀で大海を割るほどの絶技があるといわれる。技名には必ず「富嶽○○」と付く。100を越える鎧武者との戦いで「いかにより多くの敵を殺せるか」を様々な角度から試行錯誤し編み出された。
珍宝流忍術（ちんぽうりゅうにんじゅつ）
火鉢と弥三郎が使う火薬玉による発破を主体とした忍術の流派。他の忍術と違い、女を武器とするくノ一は火鉢を除いて存在しない。何処にも属さず組さず依頼があればたとえ大名でも容赦なく殺害し、報酬を貰うという忍者特有の血生臭い歴史がある。
意志の剣
春菊と毛利が扱う「思想（おもい）」を乗せた斬撃であらゆるものを斬り裂く我流の剣。毛利は刀があるだけでは人は殺せず、使い手の「人を斬りたい」「殺したい」という想いと願いで初めて人を殺せると語っている。その想い（愛や殺意）が深ければ深いほど太刀筋は鋭くなり、斬撃を飛ばせる遠距離攻撃も可能になる。
陰陽師
気の類である特別な力「術力（じゅりょく）」により式神を操ることができる人物。式神技術を発展・向上させても血が薄まったなどの理由で術力は衰退し、陰陽師の一族は滅んでしまう現状にある。そのために術力を持つ子供を産むことを急務とし、若い夫婦達は様々な術や薬、一族の未来を懸けた大きなプレッシャーを受け続けていた。作中で登場した陰陽師は天間と雛姫の二人。
五行太極暗法（ごぎょうたいきょくあんぽう）
術力の量と質を強制的に上げる「邪法」と言われるほどの最悪の方法。いわゆる人体改造であり、五行万物からの影響を受け易くなるように主に気脈の穴を長い針で広げるのだが、計り知れない痛みによって失敗し、簡単に死ぬこともある。

## 書誌情報
- 福田宏 『ムシブギョー』 小学館〈少年サンデーコミックス〉、全3巻
  1. 2010年4月16日発売 ISBN 978-4-09-122287-9
  2. 2010年8月18日発売 ISBN 978-4-09-122517-7
  3. 2011年1月18日発売 ISBN 978-4-09-122779-9
- 福田宏 『常住戦陣!!ムシブギョー』 小学館〈少年サンデーコミックス〉、全32巻
  1. 2011年6月17日発売 ISBN 978-4-09-122878-9
  2. 2011年6月17日発売 ISBN 978-4-09-123008-9
  3. 2011年9月16日発売 ISBN 978-4-09-123239-7
  4. 2012年1月18日発売 ISBN 978-4-09-123434-6
  5. 2012年4月18日発売 ISBN 978-4-09-123645-6
  6. 2012年7月18日発売 ISBN 978-4-09-123776-7
  7. 2012年10月18日発売 ISBN 978-4-09-123819-1
  8. 2013年2月18日発売 ISBN 978-4-09-124176-4
  9. 2013年3月18日発売 ISBN 978-4-09-124238-9
  10. 2013年6月18日発売 ISBN 978-4-09-124313-3
  11. 2013年8月16日発売 ISBN 978-4-09-124359-1
  12. 2013年11月18日発売 ISBN 978-4-09-124494-9
  13. 2014年2月18日発売 ISBN 978-4-09-124562-5
  14. 2014年5月16日発売 ISBN 978-4-09-124643-1
  15. 2014年7月18日発売 ISBN 978-4-09-125026-1（通常版）/ ISBN 978-4-09-941833-5（OVA付き特別版）
  16. 2014年10月17日発売 ISBN 978-4-09-125279-1（通常版）/ ISBN 978-4-09-941838-0（OVA付き特別版）
  17. 2015年1月16日発売 ISBN 978-4-09-125558-7（通常版）/ ISBN 978-4-09-941846-5（OVA付き特別版）
  18. 2015年4月17日発売 ISBN 978-4-09-125815-1
  19. 2015年7月17日発売 ISBN 978-4-09-126189-2
  20. 2015年9月18日発売 ISBN 978-4-09-126249-3
  21. 2015年11月18日発売 ISBN 978-4-09-126484-8
  22. 2016年1月18日発売 ISBN 978-4-09-126689-7
  23. 2016年3月18日発売 ISBN 978-4-09-126827-3
  24. 2016年6月17日発売 ISBN 978-4-09-127130-3
  25. 2016年8月18日発売 ISBN 978-4-09-127325-3
  26. 2016年10月18日発売 ISBN 978-4-09-127411-3
  27. 2016年12月16日発売 ISBN 978-4-09-127428-1
  28. 2017年2月17日発売 ISBN 978-4-09-127497-7
  29. 2017年4月18日発売 ISBN 978-4-09-127554-7
  30. 2017年7月18日発売 ISBN 978-4-09-127670-4
  31. 2017年9月15日発売 ISBN 978-4-09-127774-9
  32. 2017年10月18日発売 ISBN 978-4-09-127830-2

## アニメ

### テレビアニメ
『ムシブギョー』のタイトルで、2013年4月8日から9月30日まで放送された。
制作は『魔法少女リリカルなのはシリーズ』などを手がけたセブン・アークス・ピクチャーズが担当する。毎週月曜日の18:00 - 18:30にテレビ東京系列6局ネットという放送形態であるが、原作におけるお色気シーンやグロテスクな描写も概ね同様の表現で放送している。
ストーリーは前半13話は蟲奉行様救出作戦編までを、後半13話は紀州隠密道中編を元にサンデー版とサンデー超版を折衷した構成になっており、紀州編終盤はアニメオリジナル展開。放送当時の原作で語られていない未解明の謎は残しつつも、原作では紀州で決着がつかなかった真田幸村と十傑蟲全員を倒して蟲奉行を救出し、江戸へと戻るハッピーエンドとなっている。

#### スタッフ
- 原作 - 福田宏「常住戦陣!!ムシブギョー」（小学館「週刊少年サンデー」連載）
- 監督 - 浜名孝行
- シリーズ構成 - 加藤陽一
- キャラクターデザイン - 山下喜光
- 総作画監督 - 石井明治
- ムシデザイン・ムシ作画監督 - 小田裕康
- サブデザイン - 太田恵子、橋立佳奈、奥山鈴奈
- 美術監督 - 梅津利子
- 美術設計 - 吉原一輔
- 武器デザイン - 大塚あきら
- プロップデザイン - 益田賢治
- 色彩設計 - 津守裕子
- 撮影監督 - 北岡正
- 編集 - 関一彦
- 音楽 - 織田哲郎
- 音響監督 - 平光琢也
- チーフプロデューサー - 斎藤朋之、康村諒
- プロデューサー - 土方真、古川慎
- 制作プロデューサー - 桑原誠
- アニメーション制作 - セブン・アークス・ピクチャーズ
- 製作 - テレビ東京、dentsu、SEVEN・ARCS

#### 主題歌
オープニングテーマ
「友よ」（第1話 - 第13話）
作詞・作曲 - 山本聡 / 編曲・歌 - ガガガSP
「伝心∞アンチェインド」（第14話 - 第26話）
作詞・作曲・編曲 - samfree / 歌 - FREE蛇'M

エンディングテーマ
「イチズ」（第1話 - 第13話）
作詞 - 夏蓮 / 作曲 - 大久保友裕 / 編曲 - 五十嵐宏治 / 歌 - i☆Ris
「Through All Eternity 〜縁の絆〜」（第14話 - 第26話）
作詞 - KOTOKO / 作曲 - TattaWorks / 編曲 - 山下洋介 / 歌 - ayami

#### 各話リスト
| 話数       | サブタイトル                          | 脚本              | 絵コンテ         | 演出           | 作画監督                                                                      | 放送日        |
| ---------- | ------------------------------------- | ----------------- | ---------------- | -------------- | ----------------------------------------------------------------------------- | ------------- |
| 第一話     | 月島仁兵衛 いざ参る!!!                | 加藤陽一          | 浜名孝行         | 浜名孝行       | 北村友幸                                                                      | 2013年 4月8日 |
| 第二話     | ライバルは女忍者 火鉢!                | 加藤陽一          | 菊池勝也         | 菊池勝也       | 飯野誠                                                                        | 4月15日       |
| 第三話     | 九十九斬り 恋川春菊!                  | 大野木寛          | 大森英敏         | ところともかず | 飯飼一幸、上野卓志                                                            | 4月22日       |
| 第四話     | 一乃谷天間 僕は出来る子               | 柿村イサナ        | 浜名孝行         | 笹原嘉文       | 高鉾誠                                                                        | 4月29日       |
| 第五話     | 無涯 孤高の瞳が追う先は               | 岸本みゆき        | 新留俊哉         | 渡部周         | 柴田健児、半澤淳 洪承絃、海保仁美 板倉喜代美                                  | 5月6日        |
| 第六話     | お面の下のイケメン 長福丸             | 大野木寛          | 西村純二         | 玉田博         | 大塚あきら、宮地聡子 金江元                                                   | 5月13日       |
| 第七話     | 花のお江戸の夏の陣!!                  | 隅沢克之          | 黒澤雅之         | 稲本隆史       | 遠藤大輔                                                                      | 5月20日       |
| 第八話     | 蜜月のお色気♥大作戦（ハニートラップ） | 隅沢克之 田野中泉 | 高林久弥         | 高林久弥       | 北村友幸、高鉾誠                                                              | 5月27日       |
| 第九話     | 蟲狩強襲!! 八丈島の変!!               | 大野木寛          | ところともかず   | 飛田剛         | 上野卓志、小林しおり 森悦史、鷲田敏弥                                         | 6月3日        |
| 第十話     | 黒揚羽降臨                            | 大野木寛          | 川崎逸朗         | 菊池勝也       | 奥山鈴奈、橋立佳奈 宮地聡子、万承辰                                           | 6月10日       |
| 第十一話   | 目覚めた力 仁兵衛、覚醒!!             | 加藤陽一          | 浜名孝行         | 川崎逸朗       | 鍋田香代子                                                                    | 6月17日       |
| 第十二話   | 父との修行! 富嶽三十六剣!!            | 加藤陽一          | 坂田純一         | 笹原嘉文       | 小川エリ、大塚あきら 小野可奈子、北村友幸                                     | 6月24日       |
| 第十三話   | 全部見せます!! お江戸の女湯!!         | 加藤陽一          | 浜名孝行         | 浜名孝行       | 遠藤大輔                                                                      | 7月1日        |
| 第十四話   | 蟲!? 人!? 謎の敵、襲来!               | 柿村イサナ        | 阿久津奈々       | 新子太一       | 森下智恵、宮井加奈 吉井碧 木曽勇太（アクション）                              | 7月8日        |
| 第十五話   | いざ紀州へ! 真田十傑蟲、現る!         | 岸本みゆき        | 西森章           | 筑紫大介       | 森田実、飯野誠                                                                | 7月15日       |
| 第十六話   | クールなメガネの○×講座                | 隅沢克之          | 浜名孝行         | 岩田義彦       | 笠野充志、藤田正幸 飯飼一幸、竹上貴雄                                         | 7月22日       |
| 第十七話   | 真田幸村の罠! お尋ね者包囲網!!        | 大野木寛          | 西村純二         | 上原秀明       | 高鉾誠                                                                        | 7月29日       |
| 第十八話   | 刻限の時 蟲奉行所見参!                | 大知慶一郎        | 福田道生         | 菊池勝也       | 奥山鈴奈、大塚あきら Jang Minho、Kwon Hyukjung                                | 8月5日        |
| 第十九話   | まさかの脱皮!? 蟲人の真の姿!!         | 大野木寛          | まつもとよしひさ | 渡部周         | 洪承鉉、板倉喜代美 西川雅史、海保仁美                                         | 8月12日       |
| 第二十話   | 胡蝶の夢                              | 大知慶一郎        | 坂田純一         | 寺澤伸介       | 北村友幸、森田実                                                              | 8月19日       |
| 第二十一話 | Gを切り裂く慈合い斬り!!               | 大野木寛          | 田所修           | 高山秀樹       | IM DOYEON、HEO JAESUN                                                         | 8月26日       |
| 第二十二話 | どっちが正義!? 天間とジャスティス     | 柿村イサナ        | 玉田博           | 玉田博         | 高鉾誠                                                                        | 9月2日        |
| 第二十三話 | 我が生涯で一番のお勤め                | 隅沢克之 田野中泉 | 川崎逸朗         | 川崎逸朗       | 鍋田香代子                                                                    | 9月9日        |
| 第二十四話 | 蟲奉行 呪われし過去                   | 大知慶一郎        | 浜名孝行         | 香味豊         | 小川エリ、大塚あきら 小野可奈子、森田実                                       | 9月16日       |
| 第二十五話 | 交わした約束は絶望の中の希望          | 大野木寛          | 福田道生         | 菊池勝也       | 奥山鈴奈、藤田正幸 森田実、小林調 大塚あきら、橋立佳奈 大森英敏（アクション） | 9月23日       |
| 第二十六話 | 月島仁兵衛 ここにあり!!!              | 加藤陽一          | 浜名孝行         | 浜名孝行       | 北村友幸、飯野誠                                                              | 9月30日       |

#### 放送局
| 放送地域       | 放送局             | 放送期間                | 放送日時           | 放送系列                                | 備考                                |
| -------------- | ------------------ | ----------------------- | ------------------ | --------------------------------------- | ----------------------------------- |
| 関東広域圏     | テレビ東京         | 2013年4月8日 - 9月30日  | 月曜 18:00 - 18:30 | テレビ東京系列                          | 製作局 字幕放送                     |
| 北海道         | テレビ北海道       | 2013年4月8日 - 9月30日  | 月曜 18:00 - 18:30 | テレビ東京系列                          | 字幕放送                            |
| 愛知県         | テレビ愛知         | 2013年4月8日 - 9月30日  | 月曜 18:00 - 18:30 | テレビ東京系列                          | 字幕放送                            |
| 大阪府         | テレビ大阪         | 2013年4月8日 - 9月30日  | 月曜 18:00 - 18:30 | テレビ東京系列                          | 字幕放送                            |
| 岡山県・香川県 | テレビせとうち     | 2013年4月8日 - 9月30日  | 月曜 18:00 - 18:30 | テレビ東京系列                          | 字幕放送                            |
| 福岡県         | TVQ九州放送        | 2013年4月8日 - 9月30日  | 月曜 18:00 - 18:30 | テレビ東京系列                          | 字幕放送                            |
| 日本全域       | AT-X               | 2013年4月14日 - 10月6日 | 日曜 20:00 - 20:30 | アニメ専門CS放送                        | リピート放送あり                    |
| 韓国全域       | ANIPLUS            | 2013年4月15日 - 10月7日 | 月曜 23:00 - 23:30 | CS放送 IP放送 ケーブルテレビ ネット配信 | 15歳以上視聴可で放送 韓国語字幕あり |
| 日本全域       | バンダイチャンネル | 2013年7月8日 - 12月30日 | 月曜 12:00 更新    | ネット配信                              |                                     |

#### Blu-ray / DVD
| 巻 | 発売日         | 収録話          | 規格品番     | 規格品番     |
| 巻 | 発売日         | 収録話          | BD           | DVD          |
| -- | -------------- | --------------- | ------------ | ------------ |
| 1  | 2013年7月26日  | 第1話 - 第2話   | AVXA-62500/B | AVBA-62491/B |
| 2  | 2013年8月23日  | 第3話 - 第5話   | AVXA-62501   | AVBA-62492   |
| 3  | 2013年9月27日  | 第6話 - 第8話   | AVXA-62502   | AVBA-62493   |
| 4  | 2013年10月25日 | 第9話 - 第11話  | AVXA-62503/B | AVBA-62494/B |
| 5  | 2013年11月22日 | 第12話 - 第14話 | AVXA-62504   | AVBA-62495   |
| 6  | 2013年12月27日 | 第15話 - 第17話 | AVXA-62505   | AVBA-62496   |
| 7  | 2014年1月24日  | 第18話 - 第20話 | AVXA-62506/B | AVBA-62497/B |
| 8  | 2014年2月28日  | 第21話 - 第23話 | AVXA-62507   | AVBA-62498   |
| 9  | 2014年3月28日  | 第24話 - 第26話 | AVXA-62508   | AVBA-62499   |

### アニメCM
2011年6月18日よりサンデーCM劇場にて放送されていた。アニメーション制作は東宝×Production I.Gが担当。監督は川崎逸朗。

## OVA
サンデー連載7作品を連続OVA化するアニサン企画の一つとして、コミックス同梱OVA『常住戦陣!!ムシブギョー』が発売。コミックス第15巻に第1話「本当の武士」、第16巻に第2話「恋する火鉢」、第17巻に第3話「学園ムシブギョー」が収録された。
- 製作 - 「常住戦陣!!ムシブギョー」アニサン製作委員会
- エンディングテーマ - 「イチズ」
- 挿入歌「発破ッパラッパ」（第2話）

作詞・作曲・編曲 - samfree / 歌 - 火鉢（大久保瑠美）
- 挿入歌「GO STLIGHT -お春Ver.-」（第3話）

作詞 - RUCCA / 作曲・編曲 - samfree / 歌 - お春（明坂聡美）

### 各話リスト（OVA）
| 話数   | サブタイトル     | 脚本     | 絵コンテ     | 演出         | 作画監督                                | 収録巻 | 発売日         |
| ------ | ---------------- | -------- | ------------ | ------------ | --------------------------------------- | ------ | -------------- |
| 第一話 | 本当の武士       | 加藤陽一 | 浜名孝行     | 玉田博       | 橋立佳奈、北原広大                      | 第15巻 | 2014年 7月18日 |
| 第二話 | 恋する火鉢       | 大野木寛 | ひいろゆきな | ひいろゆきな | 斉藤和也、関根千奈未 橋立佳奈、村上真紀 | 第16巻 | 10月18日       |
| 第三話 | 学園ムシブギョー | 加藤陽一 | 浜名孝行     | 浜名孝行     | 関根千奈未、奥山鈴奈                    | 第17巻 | 2015年 1月18日 |

## ゲーム
ムシブギョー 大江戸蟲退治
Mobageにて2013年6月28日から提供されているソーシャルゲーム。フィーチャーフォン・スマートフォン両対応。アイテム課金制。
ムシブギョー
ニンテンドー3DSにて2013年9月19日に発売。ジャンルはアクションRPG。
三国志大戦
三国志を題材にしたセガのアーケードゲーム。福田がイラストレーターとして参加しており、本作の仁兵衛をモデルにした関平が2017年11月22日より登場している。声はムシブギョーのアニメ版とは違い河西健吾が担当。